# Mây

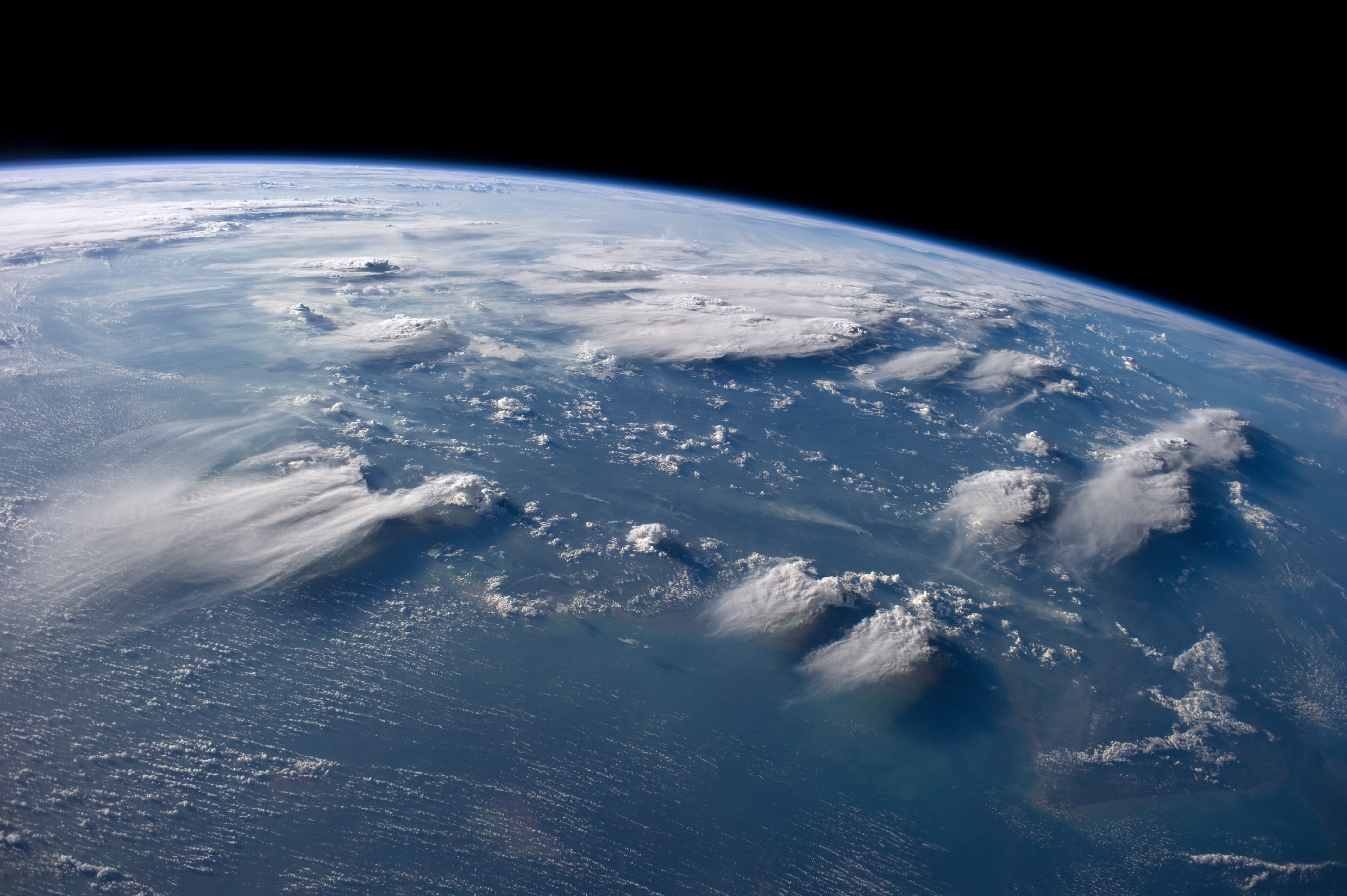
Cảnh quan đám mây trên Borneo, được chụp bởi Trạm vũ trụ quốc tế

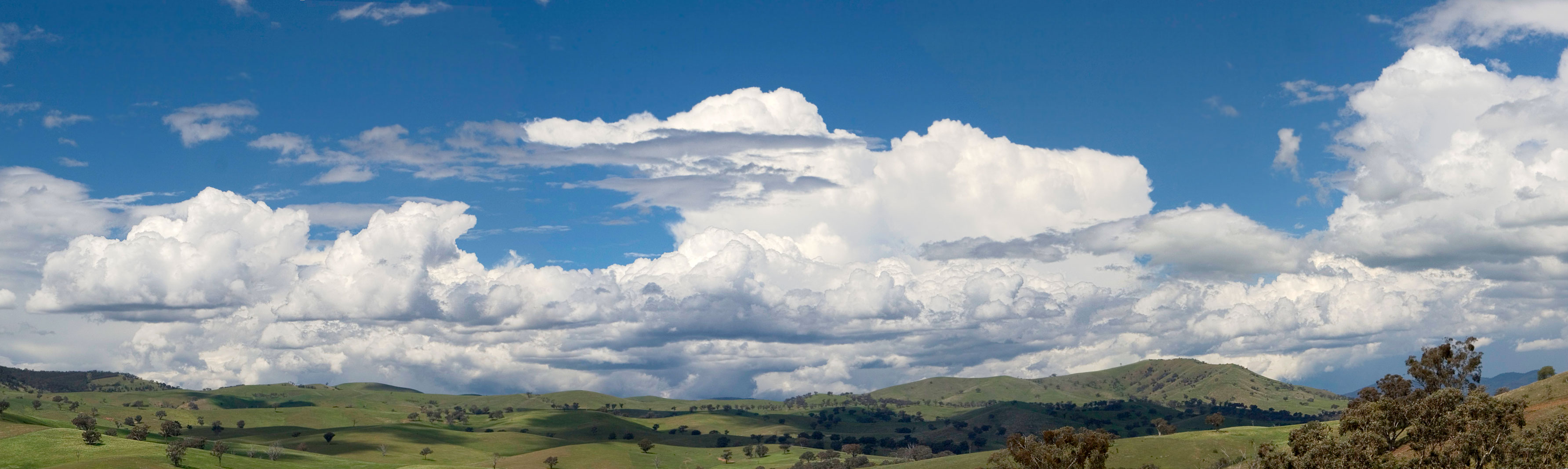
Mây vũ tích ở phía trước và mây vũ tích ở phía sau, được chụp tại Swifts Creek, thuộc dãy núi Great Alps của Đông Gippsland, Victoria, Úc.

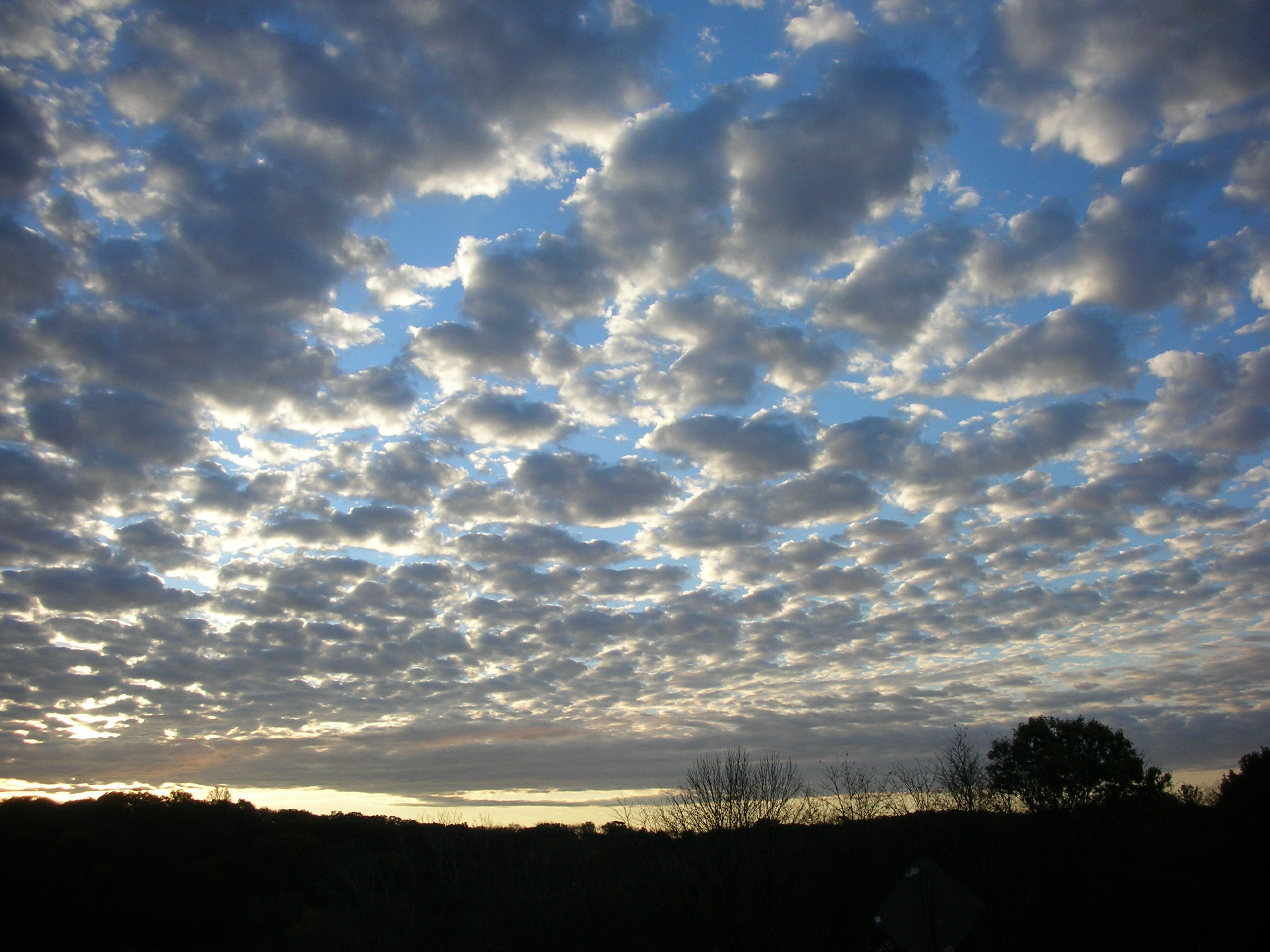
Cảnh mây tầng

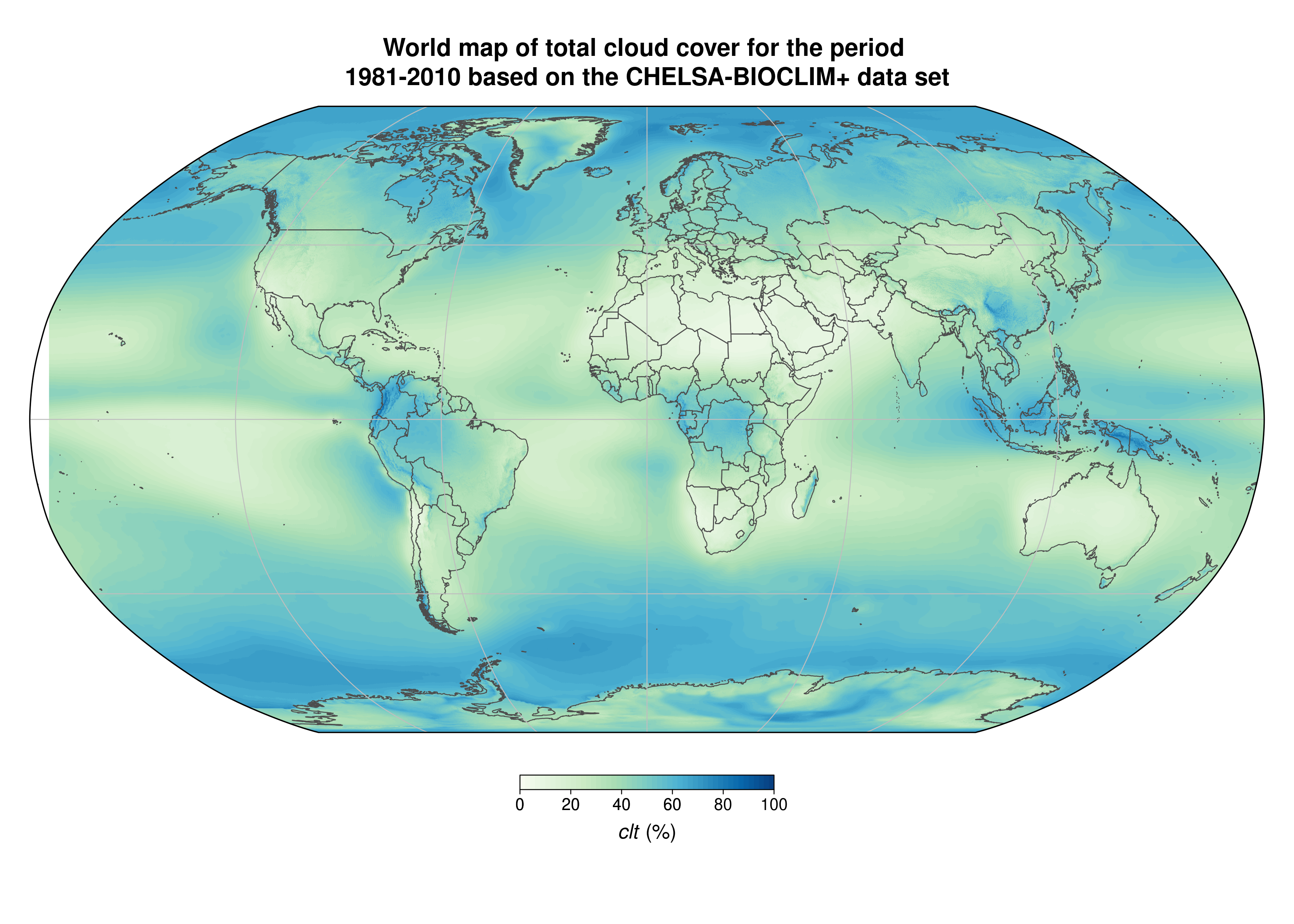
Tổng phần mây bao phủ được tính trung bình trong những năm 1981-2010 từ tập dữ liệu CHELSA-BIOCLIM+

Trong khí tượng học, đám mây (hay mây, vân) là một aerosol bao gồm một khối lượng nhỏ có thể nhìn thấy chất lỏng giọt nước, tinh thể đông lạnh, hoặc hạt khác lơ lửng trong bầu khí quyển của một hành tinh vật thể khô hoặc không gian tương tự. Nước hoặc nhiều hóa chất khác có thể tạo thành các giọt và tinh thể. Trên Trái đất, các đám mây được hình thành do bão hòa của không khí khi nó được làm lạnh đến điểm sương hoặc khi đạt đủ độ ẩm (thường là ở dạng của hơi nước) từ nguồn lân cận để nâng điểm sương lên nhiệt độ xung quanh.
Chúng được nhìn thấy trong khí quyển của Trái đất, bao gồm tầng đối lưu, tầng bình lưu và tầng trung lưu. Nghiên cứu về mây là khoa học về các đám mây, được thực hiện trong nhánh vật lý đám mây của khí tượng học. Có hai phương pháp đặt tên cho các đám mây trong các lớp tương ứng của khí quyển, tiếng Latinh và tên chung.
Các loại Chi trong tầng đối lưu, lớp khí quyển gần bề mặt Trái đất nhất, có tên tiếng Latinh vì sự phổ biến của danh pháp của Luke Howard được đề xuất chính thức vào năm 1802 Nó trở thành cơ sở của một hệ thống quốc tế hiện đại chia các đám mây thành năm dạng vật lý có thể được chia nhỏ hoặc phân loại thành độ cao mức để rút ra mười chi cơ bản. Các loại đám mây đại diện chính cho mỗi dạng này là mây tầng, mây tích, tầng tích, mây vũ tích và mây ti (dạng ti ti). Các đám mây cấp độ thấp hay cấp thấp không có bất kỳ tiền tố nào liên quan đến độ cao. Tuy nhiên, các loại địa tầng và địa tầng cấp trung bình được đặt tiền tố alto-: cao- trong khi các biến thể cấp độ cao hay cấp cao của hai dạng giống nhau này mang tiền tố cirro-: tua quắn- hoặc xám-. Trong cả hai trường hợp, strato-: lớp- được loại bỏ khỏi dạng sau để tránh tiền tố kép. Các loại chi có phạm vi thẳng đứng đủ để chiếm nhiều hơn một cấp độ không mang bất kỳ tiền tố nào liên quan đến độ cao. Chúng được phân loại chính thức là thấp hoặc trung bình tùy thuộc vào độ cao mà mỗi loại ban đầu hình thành, và cũng được đặc trưng một cách chính thức hơn là đa cấp hoặc thẳng đứng. Hầu hết mười chi có nguồn gốc theo phương pháp phân loại này có thể được chia nhỏ thành loài và được chia nhỏ hơn nữa thành giống. Những đám mây có dạng địa tầng rất thấp kéo dài xuống bề mặt Trái đất được đặt tên chung là sương mù, nhưng không có tên Latinh.
Ở tầng bình lưu và tầng trung lưu, các đám mây có tên gọi chung cho các loại chính của chúng. Chúng có thể có sự xuất hiện của các mạng hoặc tấm dạng địa tầng, các nếp nhăn dạng vòng, hoặc các dải hoặc gợn sóng dạng địa tầng. Chúng không thường xuyên được nhìn thấy, chủ yếu ở các vùng cực của Trái đất. Các đám mây đã được quan sát thấy trong bầu khí quyển của hành tinh và mặt trăng trong Hệ mặt trời và hơn thế nữa. Tuy nhiên, do đặc điểm nhiệt độ khác nhau, chúng thường bao gồm các chất khác như mêtan, amoniac, và axit sunfuric, cũng như nước.
Các đám mây tầng đối lưu có thể có ảnh hưởng trực tiếp đến biến đổi khí hậu trên Trái đất. Chúng có thể phản xạ các tia tới từ mặt trời có thể góp phần tạo ra hiệu ứng làm mát tại nơi và khi những đám mây này xuất hiện, hoặc bẫy bức xạ sóng dài hơn phản xạ ngược lại từ bề mặt Trái đất có thể gây ra hiệu ứng ấm lên. Độ cao, hình thức và độ dày của các đám mây là những yếu tố chính ảnh hưởng đến quá trình làm nóng hoặc lạnh cục bộ của Trái đất và bầu khí quyển. Những đám mây hình thành phía trên tầng đối lưu quá khan hiếm và quá mỏng để có thể có bất kỳ ảnh hưởng nào đến biến đổi khí hậu. Mây là yếu tố không chắc chắn chính trong độ nhạy cảm với khí hậu.
Hơi nước ngưng tụ tạo thành các giọt nước nhỏ (thông thường 0,01 mm) hay tinh thể nước đá, cùng với hàng tỷ giọt nước hay tinh thể nước đá nhỏ khác tạo thành mây mà con người có thể nhìn thấy. Mây phản xạ tương đương nhau toàn bộ các bước sóng ánh sáng nhìn thấy, do vậy có màu trắng, nhưng chúng ta cũng có thể nhìn thấy mây màu xám hay xanh nếu chúng quá dày hoặc quá đặc do ánh sáng không thể đi qua.
Mây trên các hành tinh khác thông thường chứa các loại chất khác chứ không phải nước, phụ thuộc vào các điều kiện của khí quyển của chúng (thành phần khí và nhiệt độ).

## So sánh bằng dạng bảng
Bảng sau có phạm vi rất rộng giống như mẫu đám mây theo sau nó. Có một số khác biệt về kiểu danh pháp giữa sơ đồ phân loại được sử dụng cho tầng đối lưu (tiếng Latinh nghiêm ngặt ngoại trừ các sol khí trên bề mặt) và các cấp cao hơn của khí quyển (các thuật ngữ phổ biến, một số có nguồn gốc không chính thức từ tiếng Latinh). Tuy nhiên, các sơ đồ được trình bày ở đây chia sẻ sự phân loại chéo của các dạng vật lý và các mức độ cao để rút ra 10 chi tầng đối lưu, sương mù và sương mù hình thành ở bề mặt, và một số loại chính khác ở trên tầng đối lưu. Chi cumulus bao gồm bốn loài biểu thị kích thước thẳng đứng có thể ảnh hưởng đến các mức độ cao.
| TừMức độ                 | Mây vũ tích không đối lưu                      | Hình dạng chủ yếu là không đối lưu                | Lớp mây tích (Stratocumuliform) đối lưu hạn chế     | Có hình dạng (Cirrum) như đám mây tích đối lưu tự do | Mây họ tích (Cumulonimbiform) đối lưu rất mạnh |
| ------------------------ | ---------------------------------------------- | ------------------------------------------------- | --------------------------------------------------- | ---------------------------------------------------- | ---------------------------------------------- |
| Cực cấp                  | Mây tầng trung lưu vùng cực: Dải mây dạ quang  | Sóng hoặc xoáy dạ quang                           | Dải dạ quang                                        |                                                      |                                                |
| Rất cao cấp              | Acid Nitric & nước Mây tầng bình lưu cực (PSC) | Mây ti Mây dạng xà cừ Mây tầng bình lưu cực (PSC) | Mây thấu kính Mây xà cừ Mây tầng bình lưu cực (PSC) |                                                      |                                                |
| Cấp độ cao               | Mây ti tầng                                    | Mây ti                                            | Mây ti tích                                         |                                                      |                                                |
| Mức giữa                 | Mây trung tầng                                 |                                                   | Mây trung tích                                      |                                                      |                                                |
| Cao chót vót             |                                                |                                                   |                                                     | Mây tích cao chót vót                                | Mây vũ tích                                    |
| Đa cấp hoặc dọc vừa phải | Mây vũ tầng                                    |                                                   |                                                     | Đám mây 'ôn hoà'                                     |                                                |
| Cấp thấp                 | Mây tầng                                       |                                                   | Mây tầng tích                                       | Mây tích thấp hoặc Mây mảnh                          |                                                |
| Mức độ bề mặt            | Sương hoặc Sương mù                            |                                                   |                                                     |                                                      |                                                |

## Từ nguyên và lịch sử của khoa học và danh pháp đám mây

### Từ nguyên
Nguồn gốc của thuật ngữ "mây" có thể được tìm thấy trong các từ Tiếng Anh cổ clud hoặc clod, có nghĩa là một ngọn đồi hoặc một khối đá. Vào khoảng đầu thế kỷ 13, từ này được sử dụng như một phép ẩn dụ cho những đám mây mưa, vì sự giống nhau về hình dáng giữa một khối đá và đám mây tích. Theo thời gian, cách sử dụng ẩn dụ của từ này đã thay thế tiếng Anh cổ weolcan, vốn là thuật ngữ chỉ những đám mây nói chung.

### Thời Aristolte
Các nghiên cứu về đám mây cổ đại không được thực hiện một cách riêng lẻ, mà được quan sát kết hợp với các yếu tố thời tiết khác và thậm chí là các ngành khoa học tự nhiên khác. Vào khoảng năm 340 trước Công nguyên, nhà triết học Hy Lạp Aristotle đã viết Khí tượng học, một tác phẩm đại diện cho tổng thể kiến thức của thời đại về khoa học tự nhiên, bao gồm cả thời tiết và khí hậu. Lần đầu tiên, lượng mưa và những đám mây mà từ đó lượng mưa rơi xuống được gọi là sao băng, bắt nguồn từ từ tiếng Hy Lạp   meteoros, có nghĩa là 'trên bầu trời cao'. Từ đó ra đời thuật ngữ hiện đại metnticlogy, nghiên cứu về các đám mây và thời tiết. Khí tượng học dựa trên trực giác và sự quan sát đơn giản, nhưng không dựa trên phương pháp khoa học ngày nay. Tuy nhiên, đây là công trình đầu tiên được biết đến đã cố gắng xử lý một loạt các chủ đề khí tượng một cách có hệ thống, đặc biệt là chu trình thủy văn.

### Phân loại toàn diện đầu tiên

Phân loại mây tầng đối lưu theo độ cao xuất hiện: các kiểu chi đa tầng và thẳng đứng không giới hạn ở một mức độ cao bao gồm mây vũ tích, mây vũ tích và một số loài vũ tích lớn hơn.

Sau nhiều thế kỷ suy đoán về sự hình thành và hành vi của các đám mây, các nghiên cứu khoa học thực sự đầu tiên được thực hiện bởi Luke Howard ở Anh và Jean-Baptiste Lamarck ở Pháp. Howard là một nhà quan sát có phương pháp với nền tảng vững chắc về ngôn ngữ Latinh, và đã sử dụng kiến thức nền tảng của mình để chính thức phân loại các loại mây tầng đối lưu khác nhau trong năm 1802. Ông tin rằng những quan sát khoa học về các dạng mây thay đổi trên bầu trời có thể mở ra chìa khóa cho dự báo thời tiết.
Lamarck đã làm việc độc lập về phân loại đám mây cùng năm và đã đưa ra một cách đặt tên khác nhưng không tạo được ấn tượng ngay cả ở quê hương của ông Pháp vì nó sử dụng các tên và cụm từ tiếng Pháp mang tính mô tả và không chính thức cho các loại đám mây. Hệ thống danh pháp của ông bao gồm 12 loại mây, với những cái tên như (dịch từ tiếng Pháp) mây mờ, mây lốm đốm và mây giống cái chổi. Ngược lại, Howard sử dụng tiếng Latinh được chấp nhận rộng rãi, vốn đã nhanh chóng nổi tiếng sau khi nó được xuất bản vào năm 1803. Như một dấu hiệu cho thấy sự phổ biến của cách đặt tên, nhà viết kịch và nhà thơ người Đức: Johann Wolfgang von Goethe đã sáng tác bốn bài thơ về những đám mây, dành tặng chúng cho Howard.
Hệ thống của Howard được cải tiến cuối cùng đã được Hội nghị Khí tượng Quốc tế chính thức thông qua vào năm 1891. Hệ thống này chỉ bao gồm các loại mây tầng đối lưu. Tuy nhiên, việc phát hiện ra các đám mây phía trên tầng đối lưu vào cuối thế kỷ 19 cuối cùng đã dẫn đến việc tạo ra các sơ đồ phân loại riêng biệt quay lại việc sử dụng các tên và cụm từ mô tả thông dụng phần nào gợi lại các phương pháp phân loại của Lamarck. Những đám mây rất cao này, mặc dù được phân loại theo các phương pháp khác nhau này, tuy nhiên về mặt rộng rãi, chúng tương tự như một số dạng mây được xác định trong tầng đối lưu với tên Latinh.

## Sự hình thành trong khí quyển: Làm thế nào không khí trở nên bão hoà?

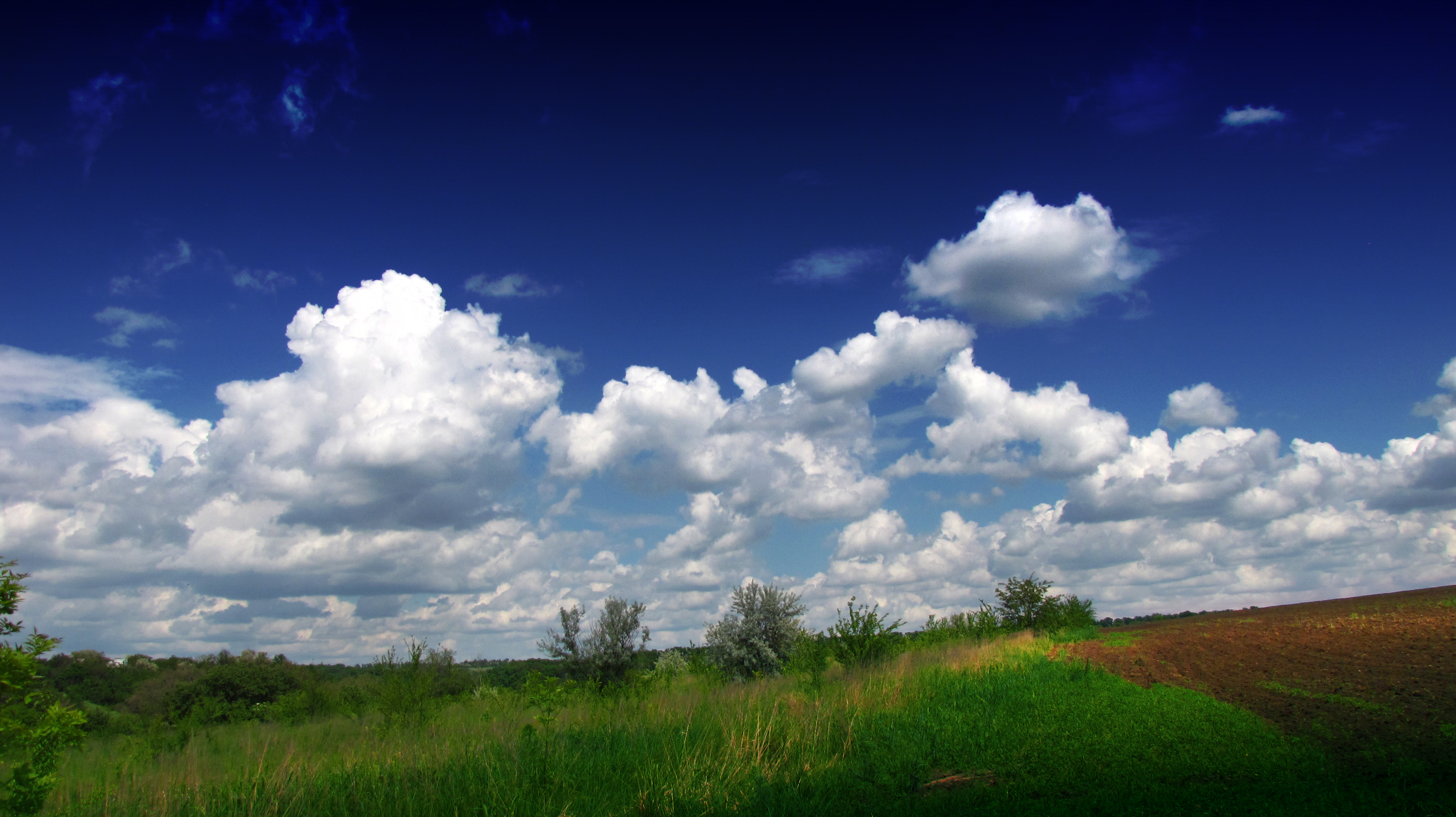
Các đám mây tích thấp vào tháng 5 ở Ukraine

Các đám mây trên cạn có thể được tìm thấy trong hầu hết các khí quyển, bao gồm tầng đối lưu, tầng bình lưu và tầng trung lưu. Trong các lớp này của bầu khí quyển, không khí có thể trở nên bão hòa do được làm lạnh đến điểm sương của nó hoặc bằng cách bổ sung độ ẩm từ một nguồn lân cận. Trong trường hợp thứ hai, bão hòa xảy ra khi điểm sương được nâng lên bằng nhiệt độ không khí xung quanh.

### Làm mát đoạn nhiệt
Làm mát đoạn nhiệt xảy ra khi một hoặc nhiều trong ba tác nhân nâng có thể có - đối lưu, xoáy thuận/trực diện hoặc lực nâng orographic hay núi orographic - làm cho một lô không khí chứa hơi nước vô hình bay lên và nguội đến điểm sương của nó, nhiệt độ tại đó không khí trở nên bão hòa. Cơ chế chính đằng sau quá trình này là làm mát đoạn nhiệt. Khi không khí được làm mát đến điểm sương và trở nên bão hòa, hơi nước thường ngưng tụ để tạo thành các giọt mây. Sự ngưng tụ này thường xảy ra trên hạt nhân ngưng tụ của đám mây chẳng hạn như muối hoặc các hạt bụi đủ nhỏ để được giữ ở trên cao bởi hoàn lưu của không khí.
Một tác nhân là chuyển động đối lưu hướng lên của không khí gây ra bởi sự sưởi ấm ban ngày của năng lượng mặt trời ở cấp độ bề mặt. Khối lượng không khí ổn định cho phép hình thành các đám mây vũ tích có thể tạo ra mưa rào nếu không khí đủ ẩm. Trong những trường hợp hiếm hoi vừa phải, lực nâng đối lưu có thể đủ mạnh để xuyên qua vùng nhiệt đới và đẩy đỉnh mây vào tầng bình lưu.

Lực nâng phía trước và xoáy thuận xảy ra khi không khí ổn định bị cưỡng bức ở trên cao tại mặt trận thời tiết và xung quanh trung tâm của áp suất thấp bởi một quá trình được gọi là hội tụ. Mặt trước ấm liên kết với các xoáy thuận ngoại nhiệt đới có xu hướng tạo ra hầu hết các đám mây dạng vòng và dạng địa tầng trên một khu vực rộng trừ khi khối không khí ấm áp đến gần không ổn định, trong trường hợp đó mây vũ tích hoặc mây vũ tích thường được nhúng trong lớp mây kết tủa chính. Các Phrông lạnh thường di chuyển nhanh hơn và tạo ra một dòng mây hẹp hơn, chủ yếu là dạng tầng, dạng tích hoặc dạng tích tùy thuộc vào sự ổn định của không khí ấm ngay phía trước mặt trước.

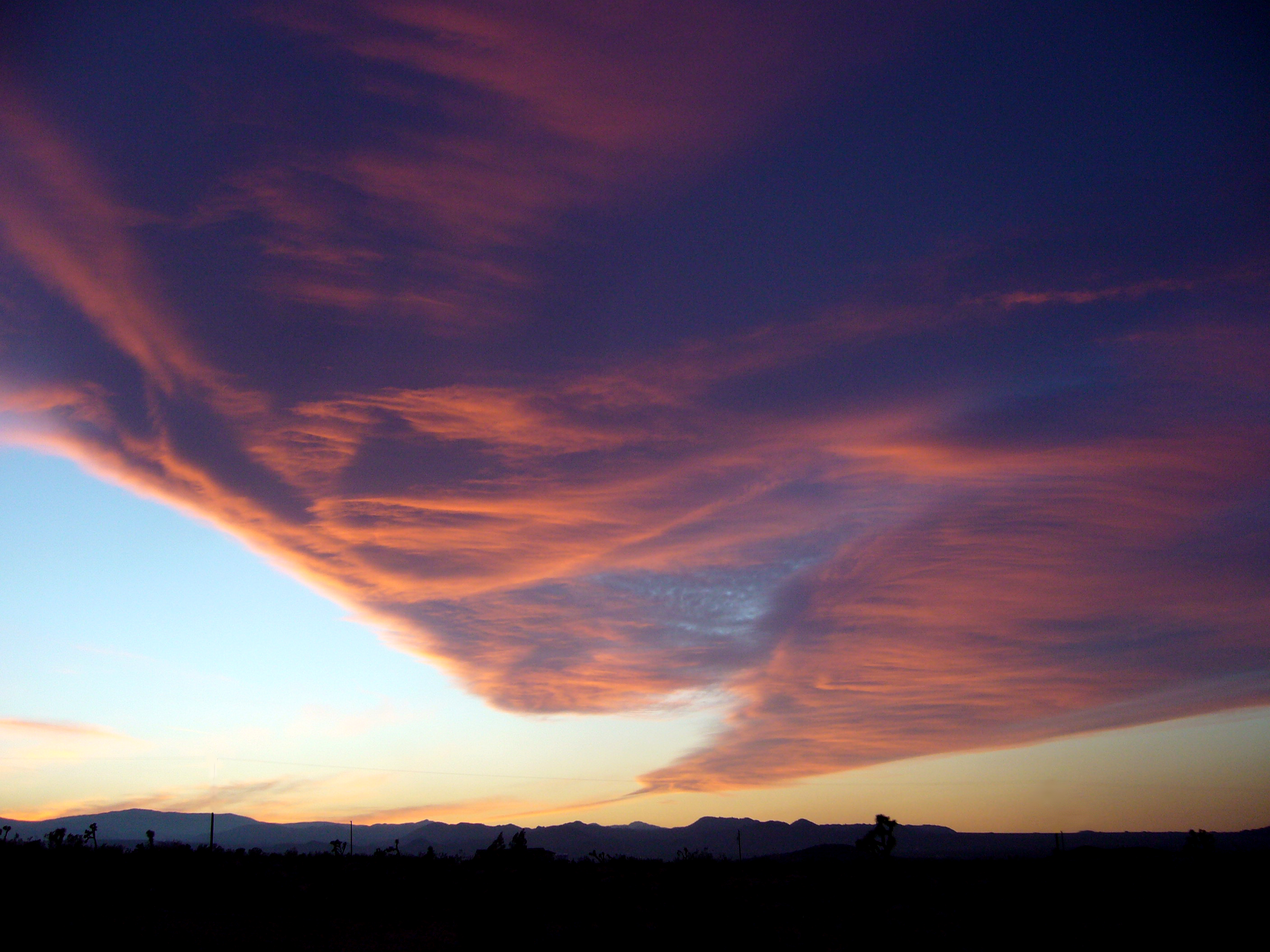
Buổi tối lộng gió chạng vạng được nâng cao bởi góc của Mặt trời, có thể bắt chước trực quan lốc xoáy do lực nâng orographic

Nguồn lực nâng thứ ba là lưu thông gió ép không khí qua một rào cản vật lý chẳng hạn như núi (lực nâng orographic). Nếu không khí nói chung là ổn định, không có gì khác hơn là mũ dạng thấu kính hình thành các đám mây. Tuy nhiên, nếu không khí trở nên đủ ẩm và không ổn định, mưa rào hoặc dông có thể xuất hiện.

### Làm mát không đoạn nhiệt
Cùng với việc làm mát đoạn nhiệt yêu cầu tác nhân nâng, ba cơ chế phi tần chính tồn tại để hạ nhiệt độ của không khí xuống điểm sương của nó. Làm mát bằng chất dẫn điện, bức xạ và bay hơi không yêu cầu cơ cấu nâng và có thể gây ngưng tụ ở mức bề mặt dẫn đến hình thành sương mù.

### Bổ sung độ ẩm cho không khí
Một số nguồn hơi nước chính có thể được thêm vào không khí như một cách để đạt được độ bão hòa mà không cần bất kỳ quá trình làm mát nào: bay hơi từ nước bề mặt hoặc mặt đất ẩm, lượng mưa hoặc virga, và thoát hơi nước từ thực vật.

## Sự hình thành mây và các thuộc tính (tóm lược)

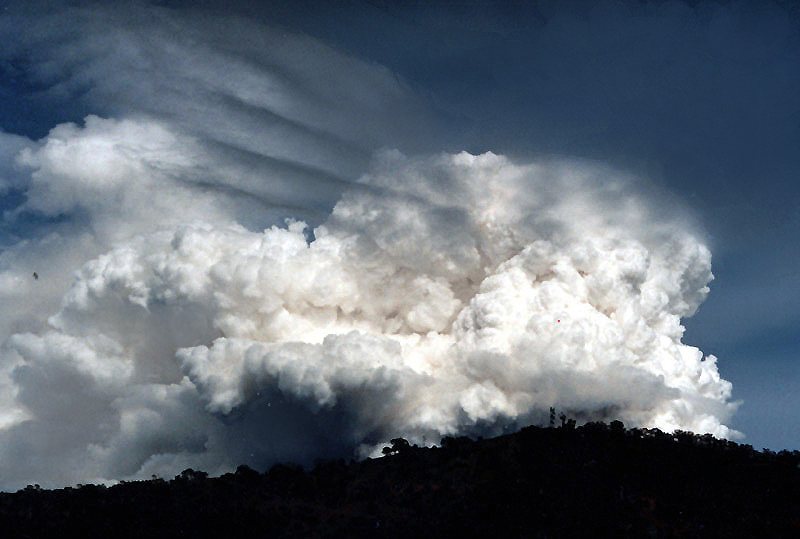
Một loạt các đám mây hình thành.

Mây được tạo thành trong những khu vực không khí ẩm bị làm lạnh, nói chung là do bay lên. Nó có thể xảy ra: 
- Cùng với frông nóng và frông lạnh,
- Khi không khí chuyển động lên trên các dãy núi và bị làm lạnh khi nó lên cao hơn trong khí quyển (sự nâng sơn căn),
- Khi không khí ấm thổi qua bề mặt lạnh hơn, chẳng hạn mặt nước.

Mây tương đối nặng. Nước trong các đám mây điển hình có thể có khối lượng hàng triệu tấn, mặc dù mỗi mét khối mây chứa chỉ khoảng 5 gam nước. Các giọt nước trong mây nặng hơn hơi nước khoảng 1.000 lần, vì thế chúng nặng hơn không khí. Lý do tại sao chúng không rơi, mà lại được giữ trong khí quyển là các giọt nước lỏng được bao quanh bởi không khí ấm. Không khí bị ấm lên do năng lượng nhiệt giải phóng khi nước ngưng tụ từ hơi nước. Do các giọt nước rất nhỏ, chúng "dính" với không khí ấm. Khi mây được tạo thành, không khí ấm mở rộng hơn là giảm thể tích sau khi hơi nước ngưng tụ, làm cho các đám mây bị đẩy lên cao, và sau đó mật độ riêng của mây giảm tới mức mật độ trung bình của không khí và mây trôi đi trong không khí.
Hình thái thực thụ của mây được tạo ra phụ thuộc vào cường độ lực nâng và phụ thuộc vào sự ổn định của không khí. Trong các điều kiện khi sự không ổn định của sự đối lưu thống lĩnh thì sự tạo thành các đám mây theo chiều thẳng đứng được hình thành. Không khí ổn định tạo ra chủ yếu là các đám mây thuần nhất theo chiều ngang. Sự nâng lên theo các phrông tạo ra các hình thái khác nhau của mây, phụ thuộc vào thành phần của các phrông này (dạng ana hay dạng kata của phrông ấm hay phrông lạnh). Sự nâng sơn căn cũng tạo ra các hình thái khác nhau của mây, phụ thuộc vào sự ổn định của không khí, mặc dù mây chóp và các mây sóng là đặc thù của các loại mây sơn căn.
Các thuộc tính của mây (chủ yếu là suất phản chiếu của chúng và tỷ lệ tạo mưa) là phụ thuộc rất lớn vào kích thước của các giọt nước và cách mà các hạt này kết dính với nhau. Điều này lại chịu ảnh hưởng của số hạt nhân ngưng tụ mây hiện diện trong không khí. Vì sự phụ thuộc này, cũng như sự thiếu vắng các quan sát khí hậu toàn cầu, các đám mây là rất khó để tham số hóa trong các mô hình khí hậu và là nguyên nhân bất hòa trong các tranh luận về sự ấm toàn cầu.
Sự ngưng tụ của hơi nước thành nước lỏng hay nước đá diễn ra ban đầu xung quanh một số loại hạt siêu nhỏ các chất rắn gọi là trung tâm ngưng tụ hay trung tâm đóng băng. Trong giai đoạn này các hạt rất nhỏ và các va chạm hay tổ hợp không thể là các yếu tố cơ bản của sự lớn lên. Điều diễn ra được gọi là "nguyên lý Bergeron". Cơ chế này dựa trên nguyên lý áp suất cục bộ của nước đá bão hòa là thấp hơn của nước lỏng, điều này có nghĩa là nó ở trạng thái giữa của sự tồn tại đồng thời cả tinh thể nước đá và các giọt nước lỏng siêu lạnh.

## Phân loại: Làm thế nào các đám mây được xác định trong tầng đối lưu?

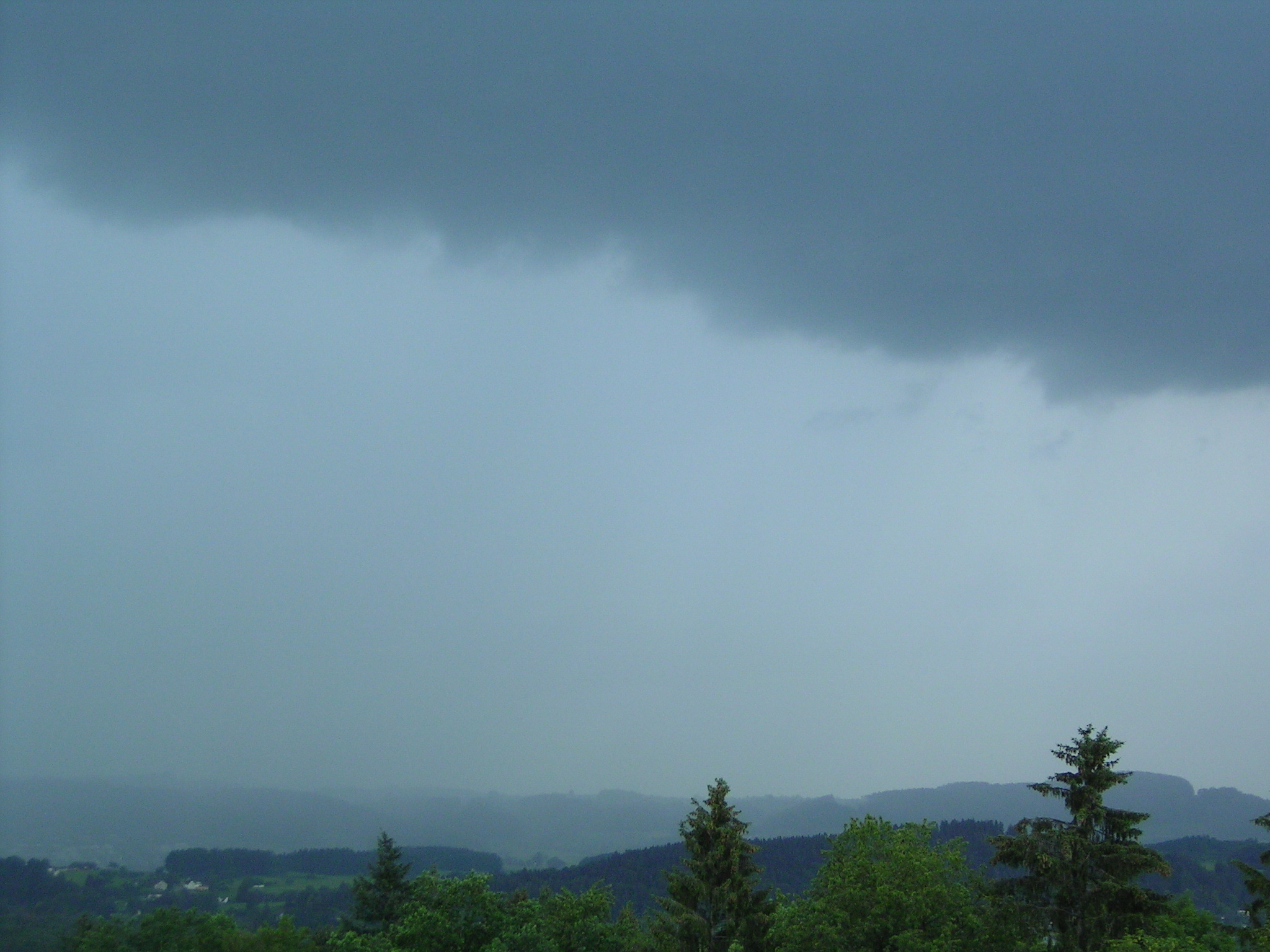
Mây vũ tầng đám mây tạo ra mưa

Phân loại đối lưu dựa trên hệ thống phân cấp các loại với các dạng vật chất và các mức độ cao ở trên cùng. Chúng được phân loại chéo thành tổng cộng mười loại chi, hầu hết trong số đó có thể được chia thành các loài và tiếp tục được chia thành các giống nằm ở cuối hệ thống phân cấp. Lưu ý: Các tên riêng đã được chuyển sang tiếng Việt, còn một số tên vẫn giữ nguyên từ của nó, chủ yếu các từ được dịch từ tiếng: Latin, Ý,... khiến cho nó có nghĩa sẽ khó hiểu hơn nhưng ngữ nghĩa được hiểu tuỳ theo ngữ cảnh và theo thời tiết đang diễn ra.

### Hình thức vật lý

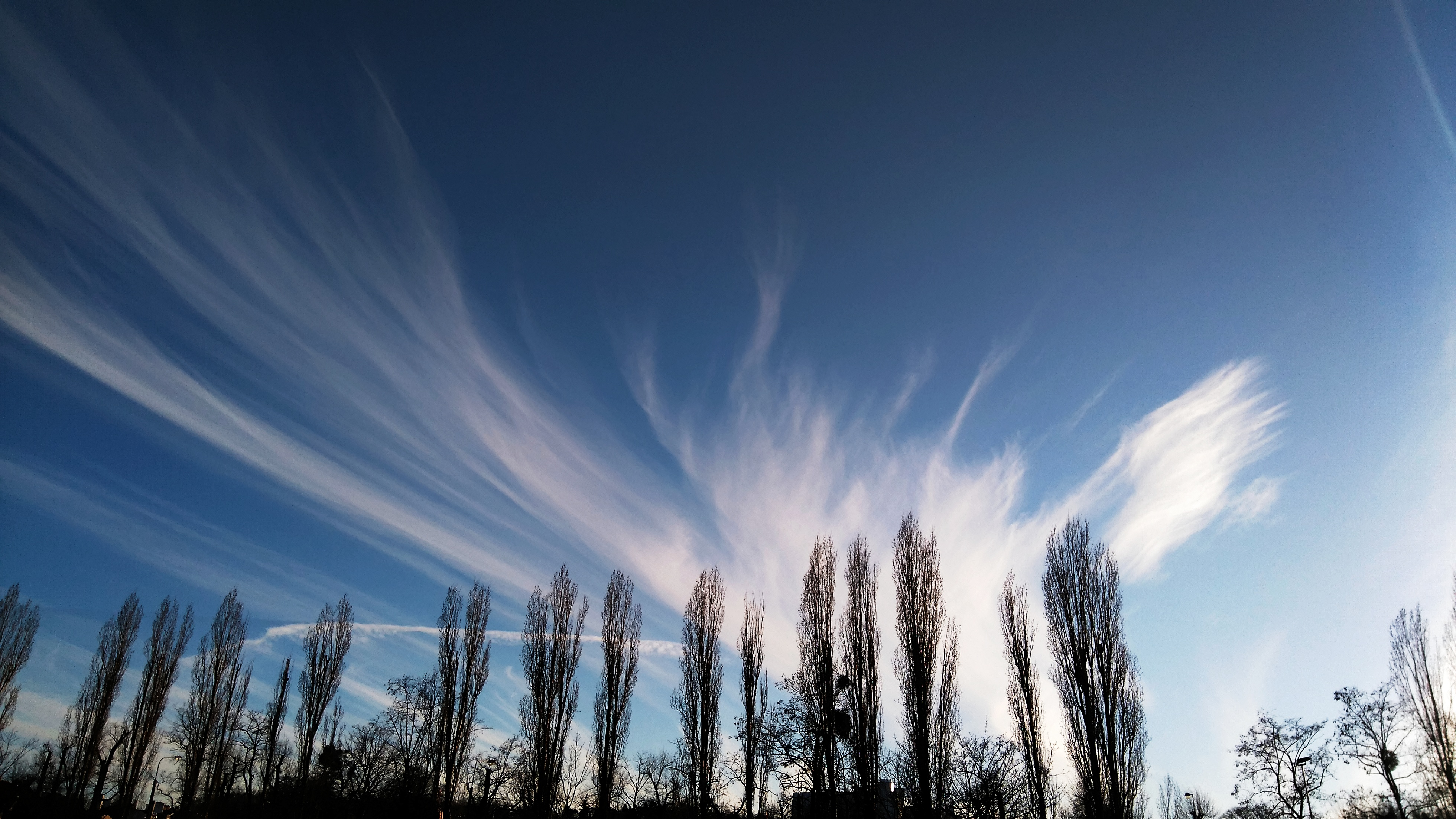
Đám mây ti sợi vào tháng năm ở Ukraine

Các đám mây trong tầng đối lưu giả định có 5 dạng vật chất dựa trên cấu trúc và quá trình hình thành. Các hình thức này thường được sử dụng cho mục đích phân tích vệ tinh. Chúng được đưa ra dưới đây theo thứ tự không ổn định tăng dần hoặc hoạt động đối lưu.

#### Mây tầng - Stratus
Mây tầng không đối lưu xuất hiện trong ổn định điều kiện khối không khí và nói chung, có cấu trúc phẳng, dạng tấm có thể hình thành ở bất kỳ độ cao nào trong tầng đối lưu. Nhóm địa tầng được chia theo phạm vi độ cao thành các chi tầng mây (tầng cao), mây trung tầng (tầng trung bình), tầng tầng lớp lớp (tầng thấp-cấp) và mây vũ tầng (nhiều cấp). Sương mù thường được coi là lớp mây trên bề mặt. Sương mù có thể hình thành ở mức bề mặt trong không khí trong hoặc nó có thể là kết quả của một đám mây có địa tầng rất thấp đang lún xuống mặt đất hoặc mực nước biển. Ngược lại, các đám mây phân tầng thấp là kết quả khi sương mù đối lưu được nâng lên trên bề mặt trong điều kiện gió nhẹ. 

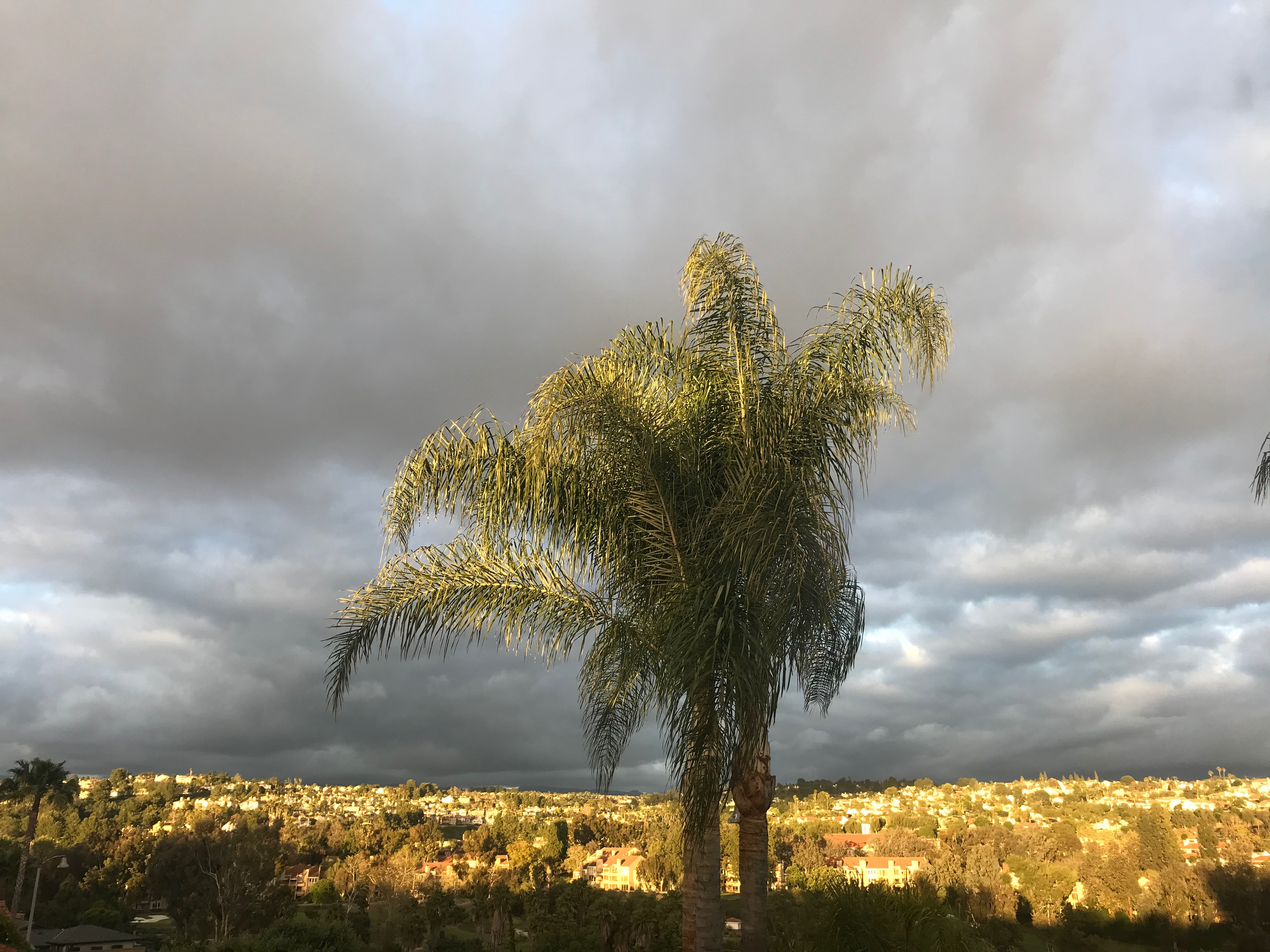
Mây tầng tích trên Quận Orange.

#### Mây ti - Cirrus
Các đám mây dạng vòng trong tầng đối lưu thuộc giống mây ti và có hình dạng của các sợi tách rời hoặc dạng sợi. Chúng hình thành ở độ cao tầng đối lưu cao trong không khí, hầu như ổn định với ít hoặc không có hoạt động đối lưu, mặc dù các mảng dày đặc hơn đôi khi có thể cho thấy sự tích tụ do đối lưu cấp cao hạn chế nơi không khí một phần không ổn định. Các đám mây tương tự như mây ti, mây ti và mây ti có thể được tìm thấy ở trên tầng đối lưu nhưng được phân loại riêng biệt bằng cách sử dụng các tên chung.

#### Mây địa tầng
Các đám mây của cấu trúc này có cả đặc điểm dạng tích và dạng địa tầng ở dạng cuộn, gợn sóng hoặc các phần tử. Nhìn chung, chúng hình thành do đối lưu hạn chế trong một khối lượng không khí gần như ổn định được bao phủ bởi một lớp đảo ngược. Nếu không có lớp đảo ngược hoặc cao hơn trong tầng đối lưu, sự bất ổn định của khối lượng không khí tăng lên có thể khiến các lớp mây phát triển các đỉnh dưới dạng tháp tháp bao gồm các khối tích tụ được nhúng vào. Nhóm cấu trúc địa tầng được chia thành mây ti tích (cấp cao, tiền tố tầng bình lưu-bị giảm), mây trung tích (cấp trung bình, tiền tố tầng bình lưu bị giảm) và mây tầng tích (cấp thấp).

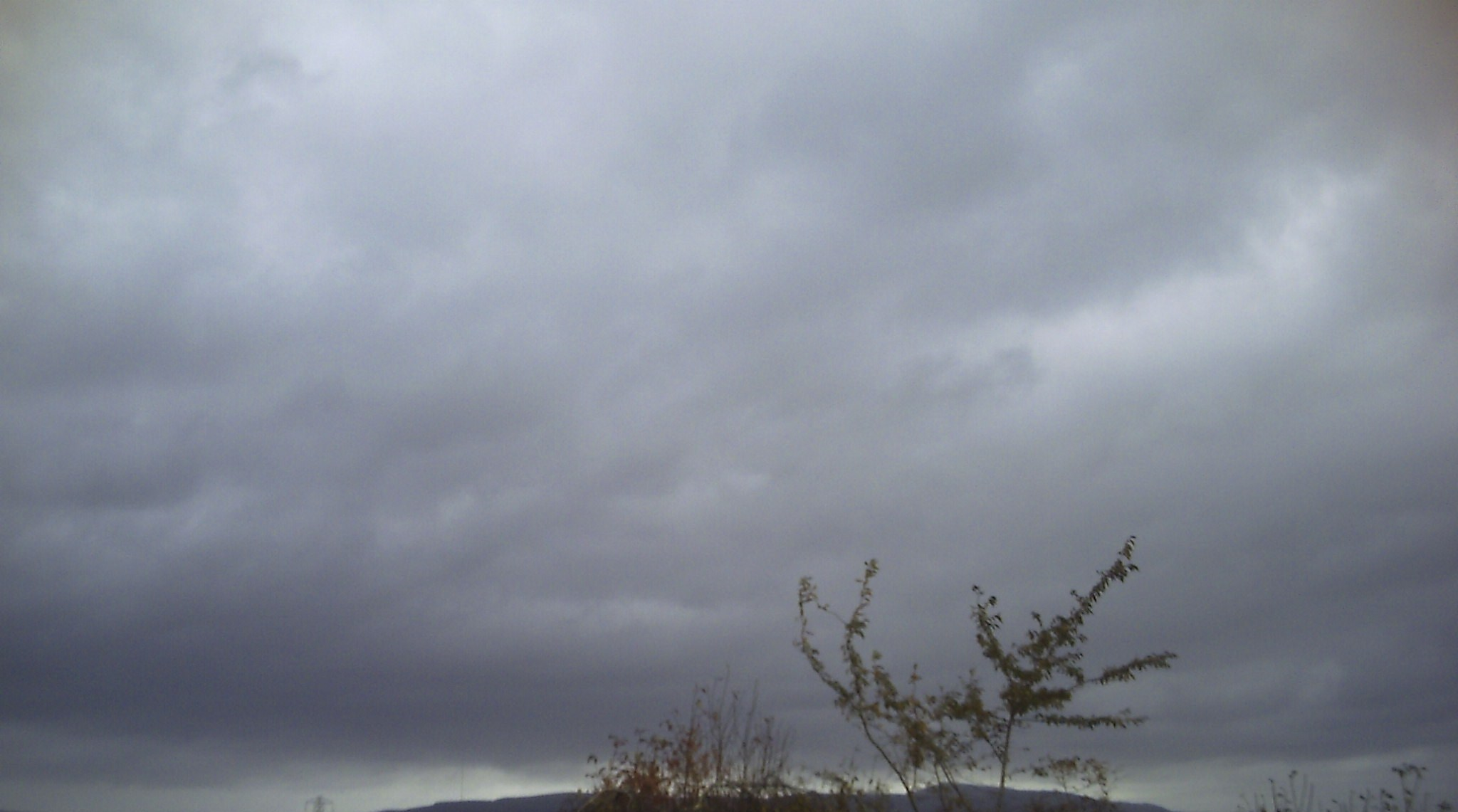
Mây tầng tích

#### Mây tích
Mây tích thường xuất hiện thành từng đám hoặc chùm riêng biệt. Chúng là sản phẩm của lực nâng cục bộ nhưng nói chung là đối lưu tự do, nơi không có lớp đảo ngược nào trong tầng đối lưu để hạn chế sự phát triển theo chiều thẳng đứng. Nhìn chung, các đám mây vũ tích nhỏ có xu hướng cho thấy sự bất ổn định tương đối yếu. Các dạng mây tích lớn hơn là một dấu hiệu cho thấy sự bất ổn định của khí quyển và hoạt động đối lưu lớn hơn. Tùy thuộc vào kích thước thẳng đứng của chúng, các đám mây thuộc loại chi mây tích có thể ở cấp thấp hoặc nhiều cấp với mức độ thẳng đứng cao vừa phải.

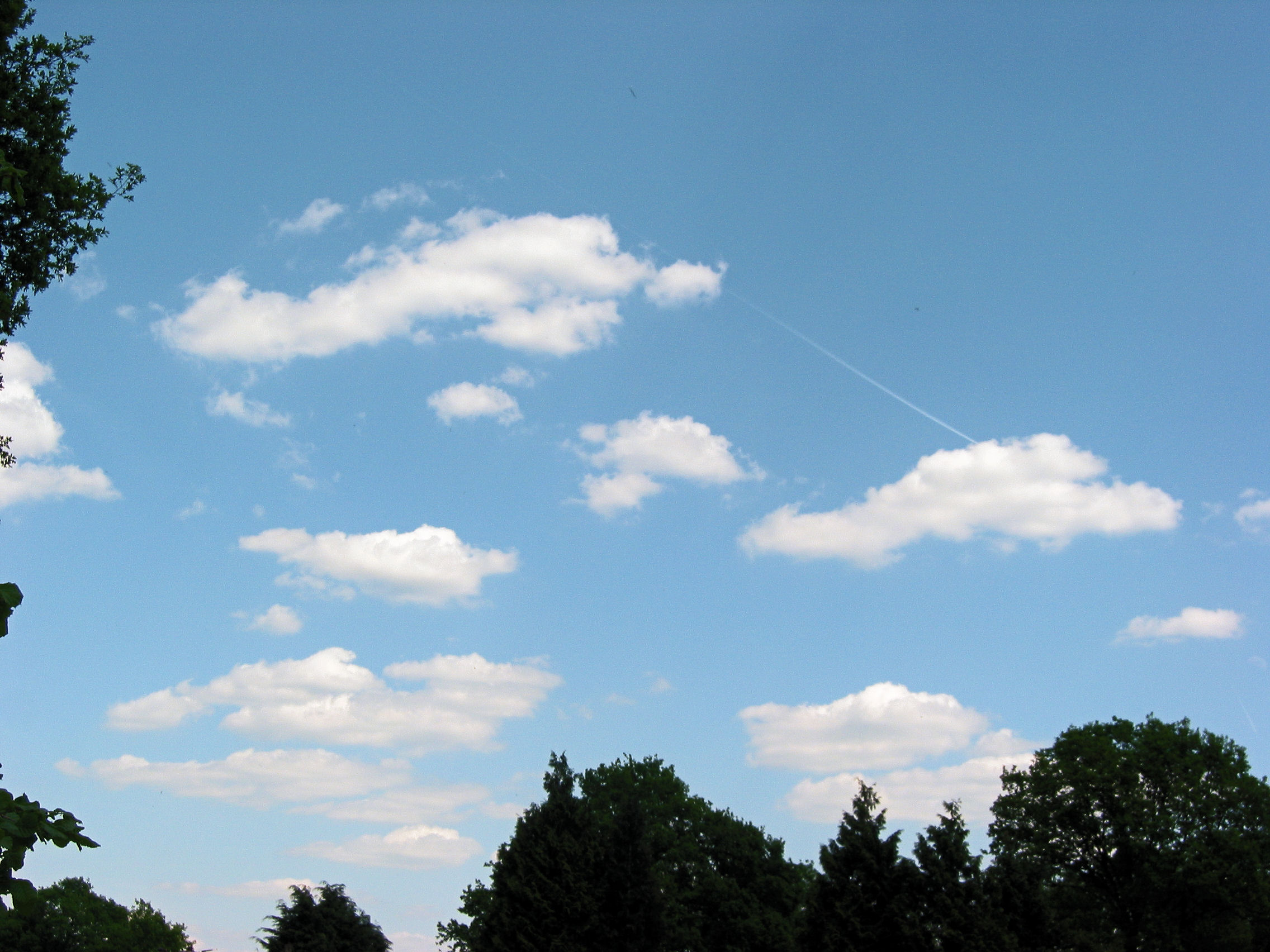
Mây tích thấp

### Mây vũ tích (Cumulonimbiform)

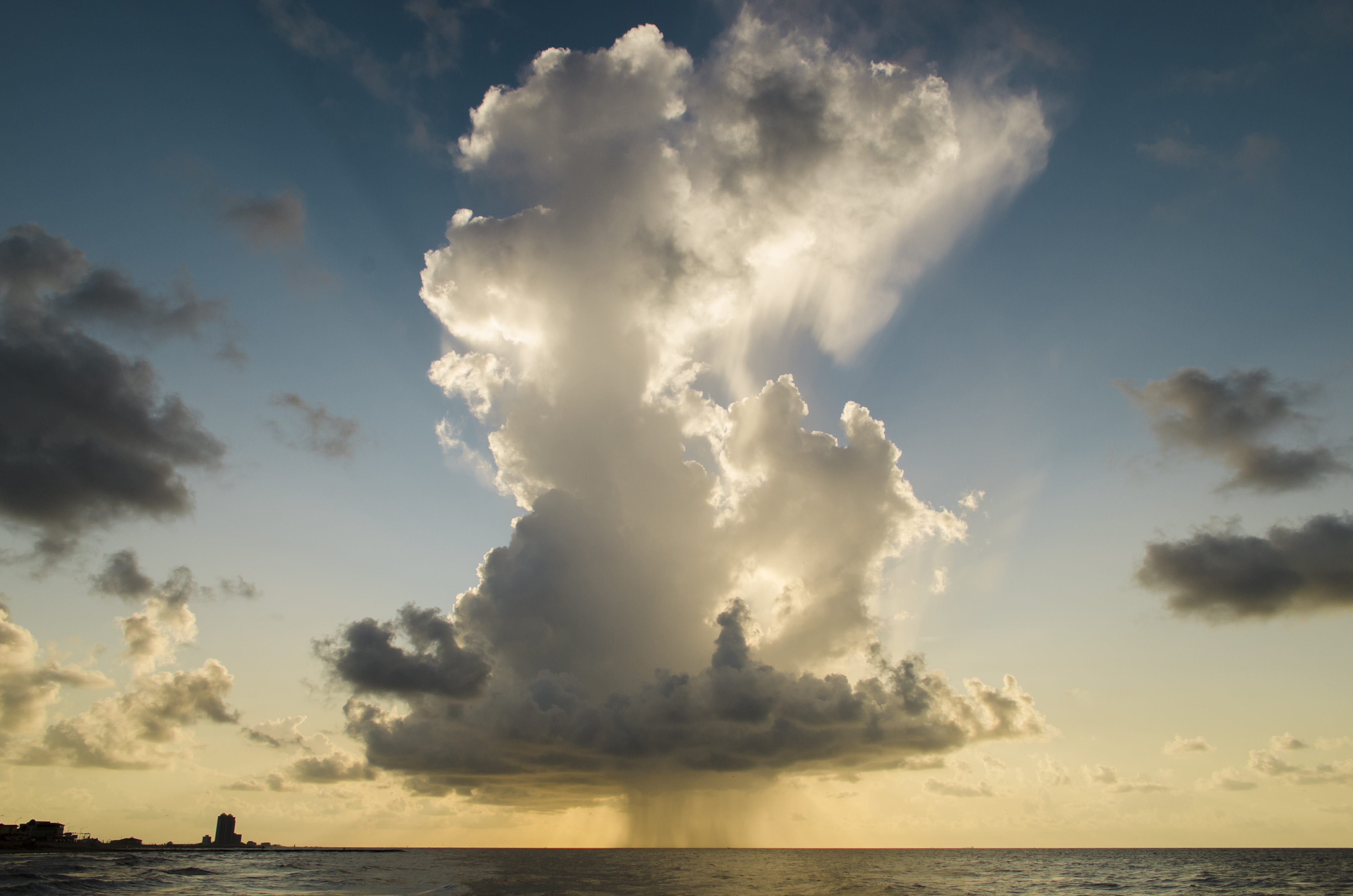
Mây vũ tích trên Vịnh Mexico ở Galveston, Texas

Các đám mây đối lưu tự do lớn nhất bao gồm chi mây vũ tích, có phạm vi thẳng đứng cao chót vót. Chúng xảy ra trong không khí không ổn định cao và thường có các đường viền mờ ở phần trên của các đám mây mà đôi khi bao gồm các đỉnh của cái đe. Những đám mây này là sản phẩm của sự đối lưu rất mạnh có thể xuyên qua tầng bình lưu thấp hơn.

### Cấp độ và chi
Các đám mây tầng đối lưu hình thành ở ba cấp độ bất kỳ (trước đây được gọi là étages) dựa trên phạm vi độ cao trên bề mặt Trái đất. Việc nhóm các đám mây thành các cấp thường được thực hiện cho các mục đích của tập bản đồ mây, các quan sát thời tiết bề mặt, và các bản đồ thời tiết. Phạm vi độ cao cơ sở cho mỗi cấp khác nhau tùy thuộc vào khu vực địa lý vĩ độ. Mỗi cấp độ cao bao gồm hai hoặc ba loại chi khác biệt chủ yếu theo hình thức vật lý.
Các cấp độ tiêu chuẩn và các loại chi được tóm tắt dưới đây theo thứ tự giảm dần gần đúng của độ cao mà mỗi cấp độ thường dựa vào. Các đám mây nhiều cấp với phạm vi thẳng đứng đáng kể được liệt kê riêng và tóm tắt trong gần đúng thứ tự tăng dần của sự mất ổn định hoặc hoạt động đối lưu.

#### Cấp độ cao
Những đám mây cao hình thành ở độ cao của 3.000 đến 7.600 m (10.000 đến 25.000 ft) trong các vùng cực, 5.000 đến 12.200 m (16.500 đến 40.000 ft) bên trong vùng nhiệt đới, và 6.100 đến 18.300 m (20.000 đến 60.000 ft) cũng bên trong vùng nhiệt đới. Tất cả các đám mây dạng ti được phân loại là cao, do đó tạo thành một chi duy nhất mây ti (Ci). Các đám mây địa tầng và địa tầng trong phạm vi độ cao cao mang tiền tố cirro-, mang lại tên chi tương ứng là Mây ti tích (Cc) và Mây ti tầng (Cs). Nếu các hình ảnh vệ tinh có độ phân giải hạn chế của các đám mây cao được phân tích mà không có dữ liệu hỗ trợ từ các quan sát trực tiếp của con người, thì việc phân biệt giữa các dạng riêng lẻ hoặc các dạng chi sẽ trở nên bất khả thi và chúng được gọi chung là loại cao (hoặc không chính thức là ti-loại, mặc dù không phải tất cả các đám mây cao đều thuộc dạng ti hoặc chi).
- Chi mây ti - Genus Cirrus (Ci):

Đây chủ yếu là những đám mây tinh thể băng mỏng manh, màu trắng, dạng vòng, hiện lên rõ ràng trên nền trời xanh. Mây ti nói chung là không đối lưu ngoại trừ các loại phụ castellanus và floccus cho thấy sự đối lưu hạn chế. Chúng thường hình thành dọc theo độ cao dạng vòng cung và ở rìa chính của rối loạn áp suất thấp hoặc trán, nơi chúng có thể hợp nhất thành xơ mạch. Loại mây tầng cao này không tạo ra lượng mưa.

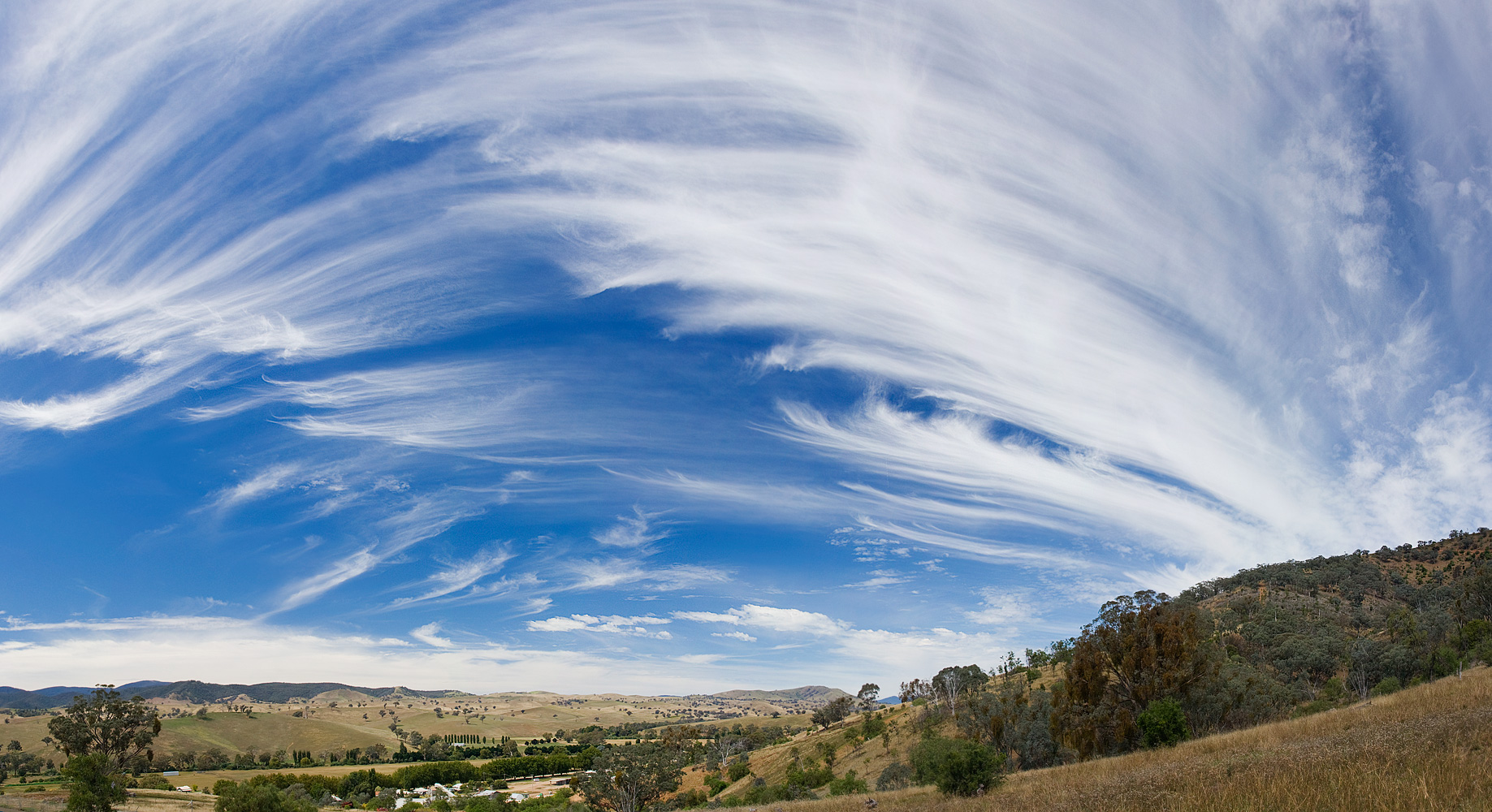
Mây ti cao phía trên bên trái hợp nhất thành mây ti tích và một số mây ti ti trên bên phải

- Chi mây tích - Genus cirrocumulus (Cc):

Đây là một lớp địa tầng cao màu trắng tinh khiết có giới hạn đối lưu. Nó bao gồm các tinh thể băng hoặc các giọt nước siêu lạnh xuất hiện dưới dạng các khối tròn nhỏ không bị che khuất hoặc các mảnh thành từng nhóm hoặc đường với những gợn sóng giống như cát trên bãi biển. Mây tích đôi khi hình thành cùng với mây ti và có thể đi kèm hoặc thay thế bởi những đám mây ti ti gần rìa hàng đầu của một hệ thống thời tiết đang hoạt động. Loại chi này đôi khi tạo ra virga, lượng mưa bốc hơi bên dưới lớp nền của đám mây.

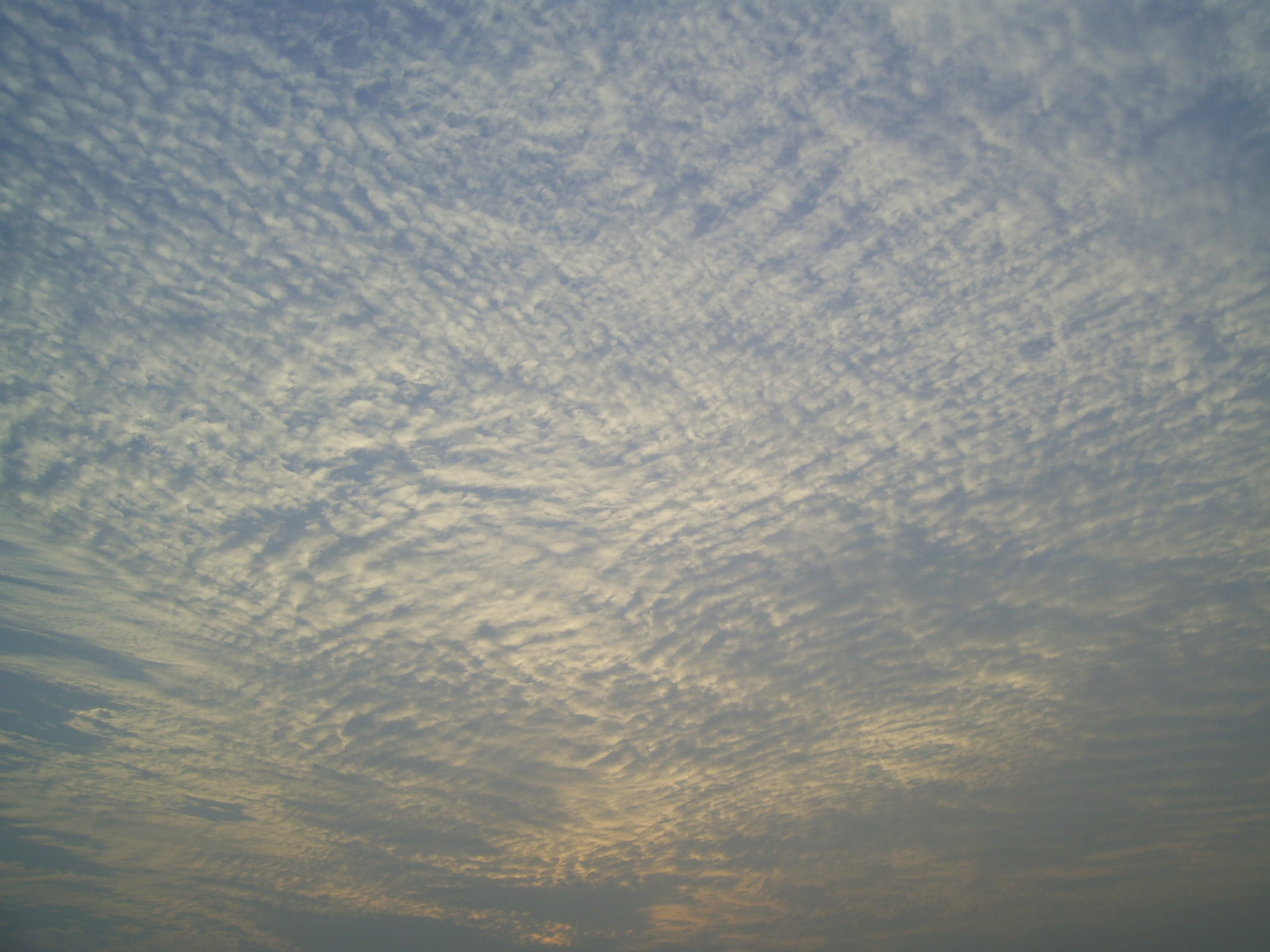
Một cánh đồng của mây tích

- Chi mây ti tầng - Genus cirrostratus (Cs):

Mây ti tầng là một tấm màn tinh thể băng mỏng không đối lưu, thường tạo ra quầng sáng do khúc xạ tia nắng mặt trời. Mặt trời và mặt trăng có thể nhìn thấy trong đường viền rõ ràng. Mây ti tầng không tạo ra kết tủa, nhưng thường đặc lại thành mây cao tầng (altostratus) ở phía trước ấm áp hoặc khu vực áp suất thấp, đôi khi có.

#### Mức giữa

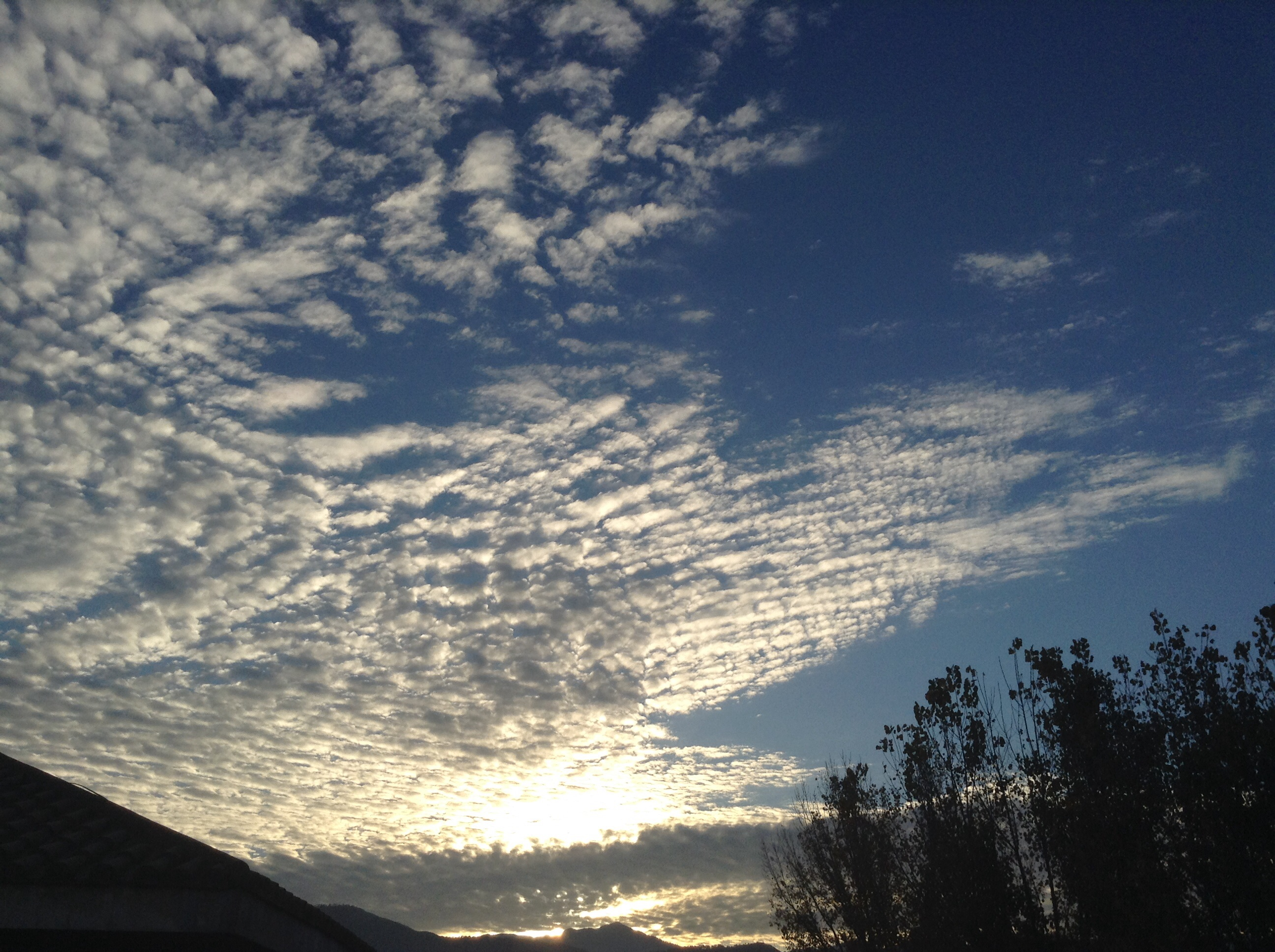
Cảnh mặt trời mọc tỏa sáng trên một đám mây cao phân tầng trong suốt, (altocumulus stratiformis perlucidus), (xem thêm 'các loài và giống')

Các đám mây không thẳng đứng ở tầng giữa có tiền tố là alto-, mang lại tên chi là mây trung tích (Ac) cho các dạng địa tầng và mây trung tầng (As) cho các dạng địa tầng. Những đám mây này có thể hình thành thấp đến mức 2.000 m (6.500 ft) trên bề mặt ở bất kỳ vĩ độ nào, nhưng có thể cao đến 4.000 m (13.000 ft) gần các cực, 7.000 m (23.000 ft) ở nhiệt độ trung bình, và 7.600 m (25.000 ft) ở vùng nhiệt đới. Cũng như các đám mây trên cao, các loại chi chính có thể dễ dàng nhận biết bằng mắt người, nhưng việc phân biệt giữa chúng chỉ bằng cách sử dụng chụp ảnh vệ tinh là không thể. Khi dữ liệu hỗ trợ về các quan sát của con người không có sẵn, những đám mây này thường được gọi chung là loại trung bình trên ảnh vệ tinh.
- Chi mây trung tích  - Genus altocumulus (Ac):

Đây là lớp mây đối lưu hạn chế ở giữa, thường xuất hiện dưới dạng các mảng không đều hoặc các lớp rộng hơn được sắp xếp theo nhóm, đường hoặc sóng. Mây trung tích đôi khi có thể giống với mây ti tích, nhưng thường dày hơn và được cấu tạo bởi sự pha trộn của các giọt nước và tinh thể băng, do đó, các cơ sở hiển thị ít nhất một số bóng màu xám nhạt. Mây trung tích có thể tạo ra virga, lượng mưa rất nhẹ bay hơi trước khi chạm đất.
- Chi mây trung tầng - Genus altostratus (As):

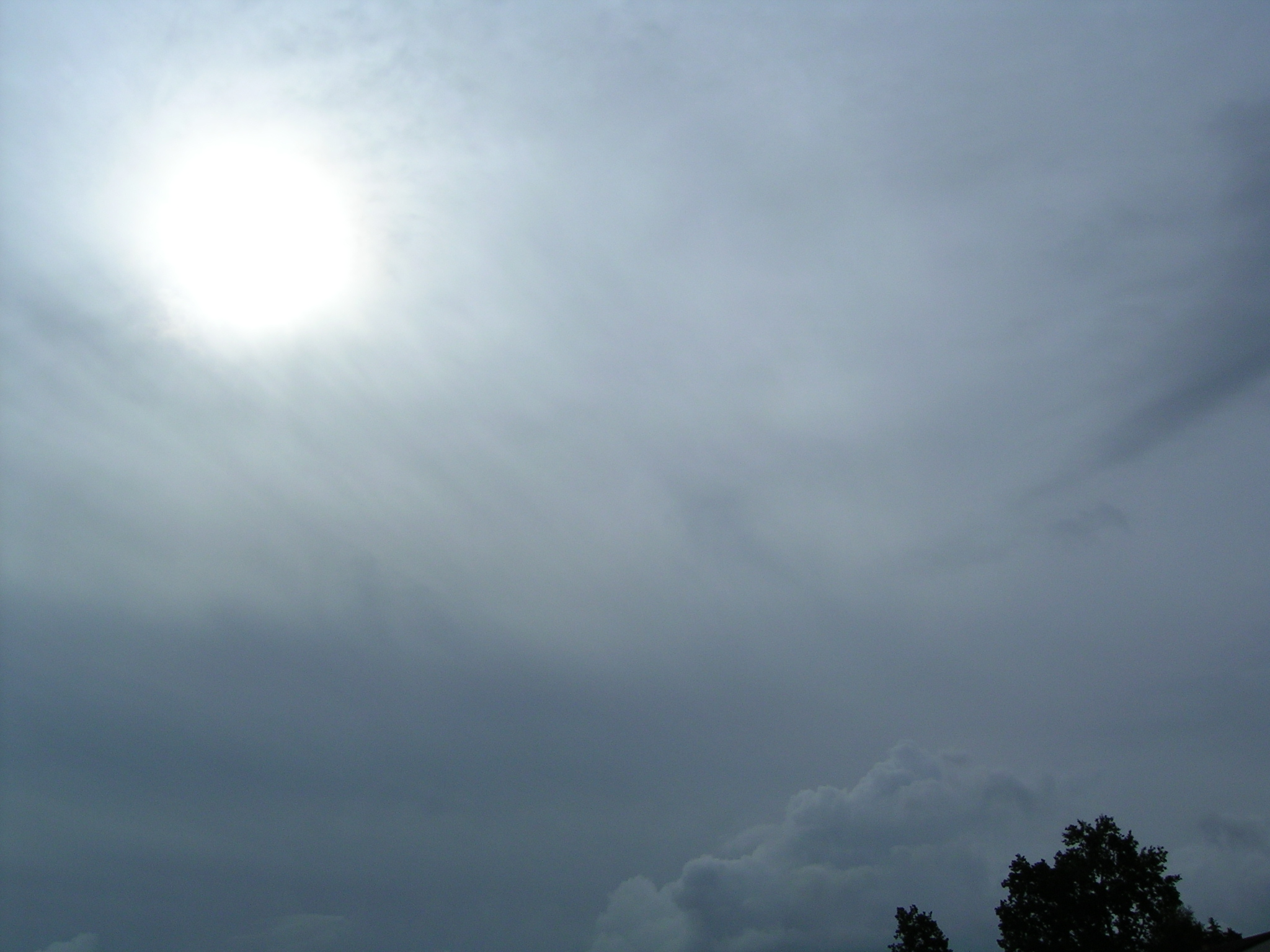
Mây trung tầng mờ gần đầu ảnh hợp nhất thành mây trung tầng cao tối (altostratus opacus), gần dưới cùng

Mây trung tầng là một tấm màn mờ không hoạt động hoặc mờ ở giữa của đám mây màu xám/xanh xám thường hình thành dọc theo mặt trước ấm áp và xung quanh các khu vực áp suất thấp. Mây trung tầng thường được cấu tạo từ các giọt nước, nhưng có thể lẫn với các tinh thể băng ở độ cao lớn hơn. Các mây trung tầng mờ đục lan rộng có thể tạo ra kết tủa nhẹ liên tục hoặc không liên tục.

#### Cấp thấp

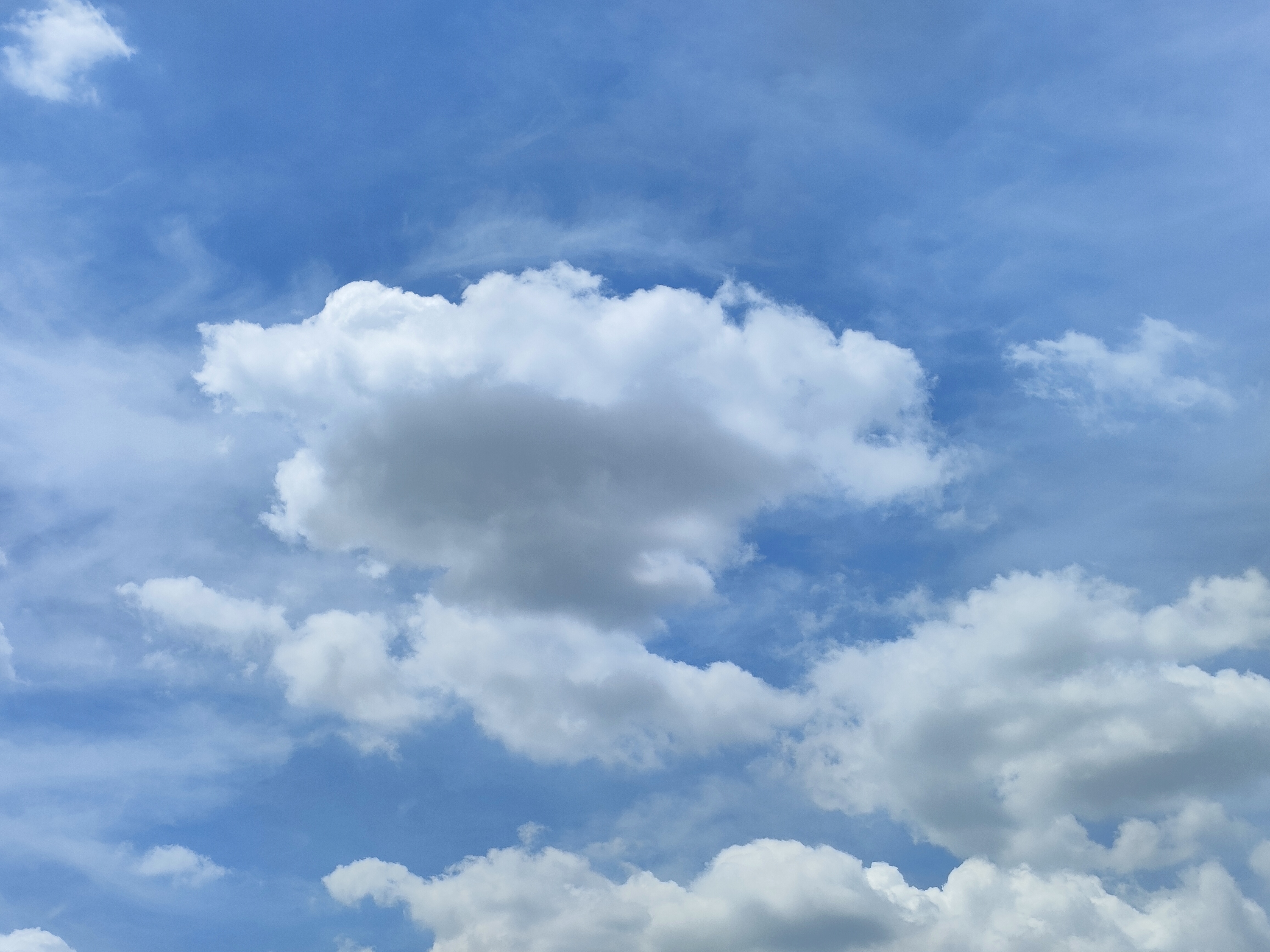
Mây tích thấp (cumulus humilis) ở Jakarta, Indonesia

Những đám mây thấp được tìm thấy từ gần bề mặt lên đến 2.000 m (6.500 ft). Các loại chi trong cấp độ này hoặc không có tiền tố hoặc mang tiền tố đề cập đến một đặc tính khác ngoài độ cao. Những đám mây hình thành ở tầng thấp của tầng đối lưu thường có cấu trúc lớn hơn những đám mây hình thành ở tầng giữa và tầng cao, vì vậy chúng thường có thể được xác định bằng các dạng và chi của chúng chỉ bằng chụp ảnh vệ tinh.

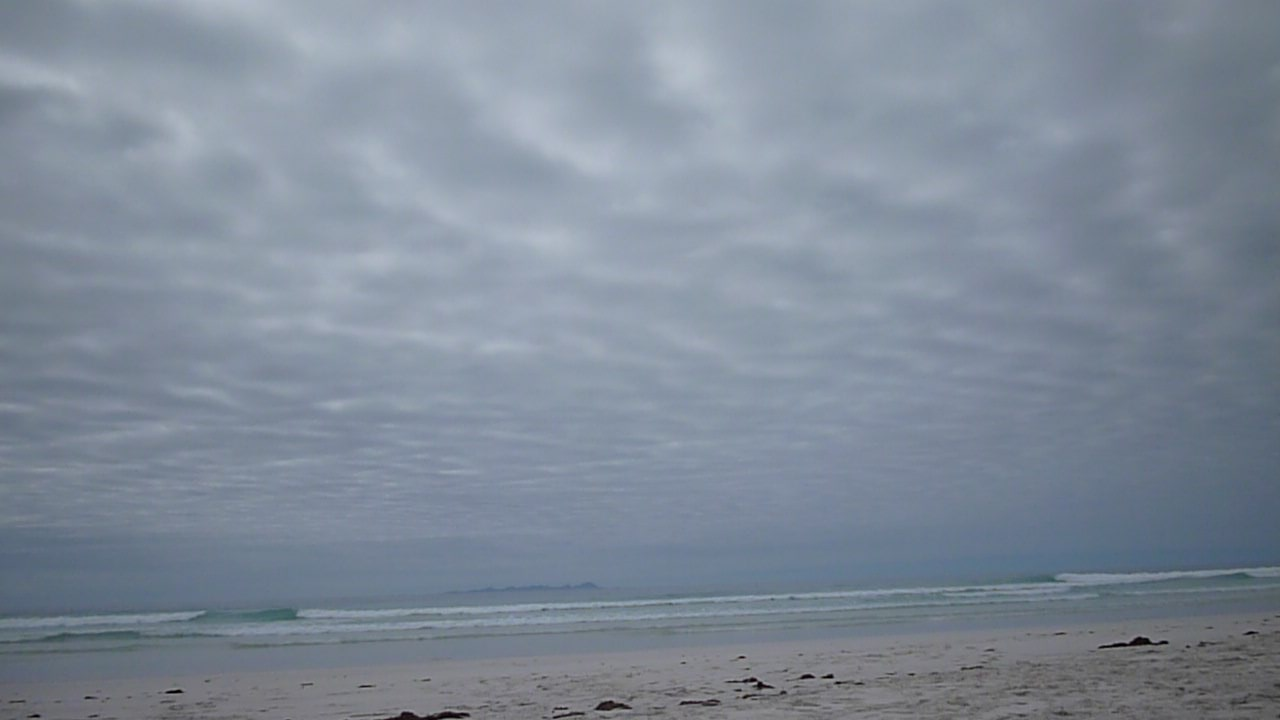
Một vũ tích phân tầng trong suốt, (Stratocumulus stratiformis perlucidus) ở Galapagos, Tortuga Bay, (xem thêm 'loài và giống')

- Chi mây tầng tích - Genus stratocumulus (Sc):

Loại chi này là một lớp mây có cấu trúc địa tầng đối lưu hạn chế, thường ở dạng các mảng không đều hoặc các tấm rộng hơn tương tự như mây tầng tích nhưng có các phần tử lớn hơn với màu xám đậm hơn. Mây tầng tích thường xuất hiện trong thời tiết ẩm ướt bắt nguồn từ các đám mây mưa khác, nhưng chỉ có thể tự tạo ra lượng mưa rất nhẹ.
- Chi mây tích - Genus cumulus (Cu); loại humilis 'ngoại hình thấp'  – phạm vi dọc nhỏ:

Đây là những đám mây vũ tích thời tiết công bằng nhỏ tách rời có phần đáy gần như nằm ngang và phần ngọn dẹt, và không tạo ra mưa rào.
- Chi mây tầng - Genus stratus (St):

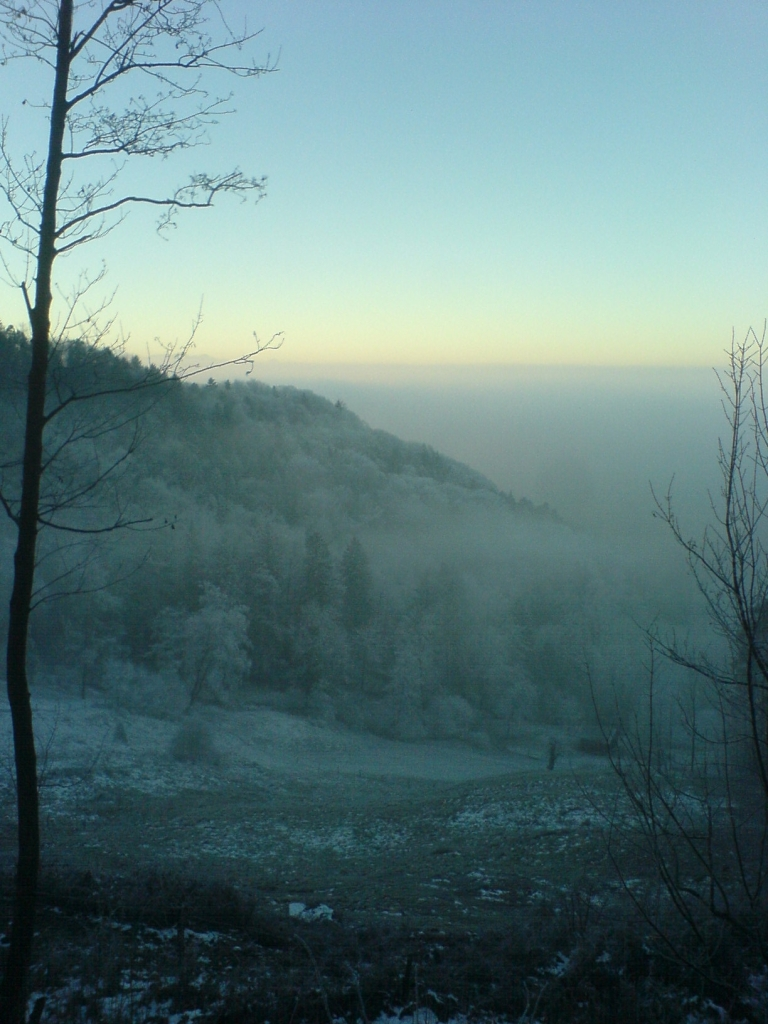
Stratus nebulosus translucidus: Stratus nebulosus mờ; 'Một lớp sương mù mờ'

Đây là một dạng địa tầng phẳng hoặc đôi khi rách rưới, đôi khi giống như sương mù trên cao. Chỉ có lượng mưa rất yếu mới có thể rơi ra từ đám mây này, thường là mưa phùn hoặc hạt tuyết. Khi một đám mây có địa tầng rất thấp giảm xuống mức bề mặt, nó sẽ mất thuật ngữ Latinh và được đặt tên chung là sương mù nếu tầm nhìn phổ biến trên bề mặt nhỏ hơn 1 km. Nếu khả năng hiển thị là 1 km trở lên, độ ngưng tụ có thể nhìn thấy được gọi là sương.

#### Đa cấp hoặc dọc vừa phải

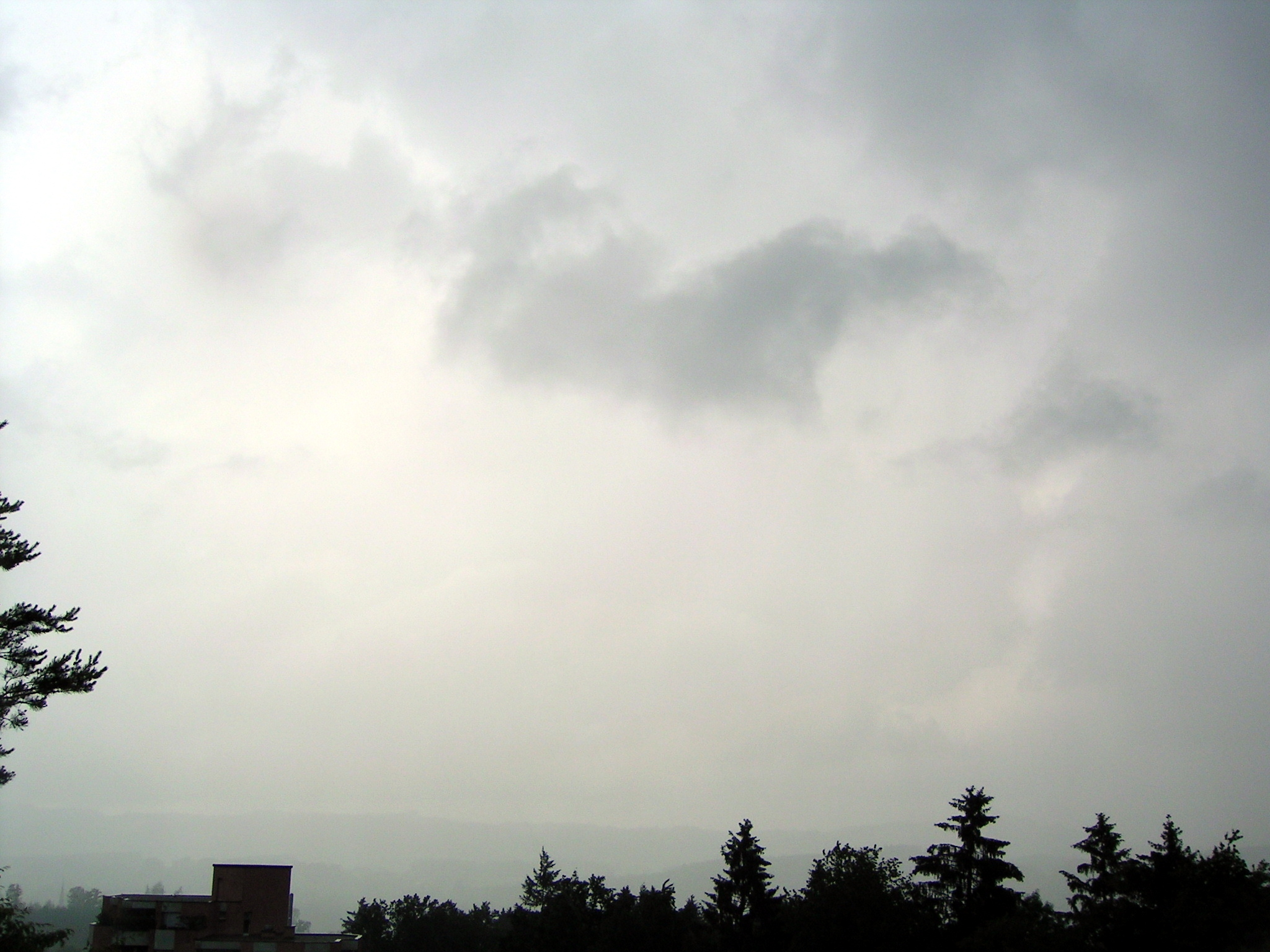
Đám mây vũ tầng sâu nhiều tầng bao phủ bầu trời với một lớp rải rác của phân tầng thấp mây 'vải bị hỏng' (fractus pannus), (xem thêm phần 'loài' và 'đặc điểm bổ sung')

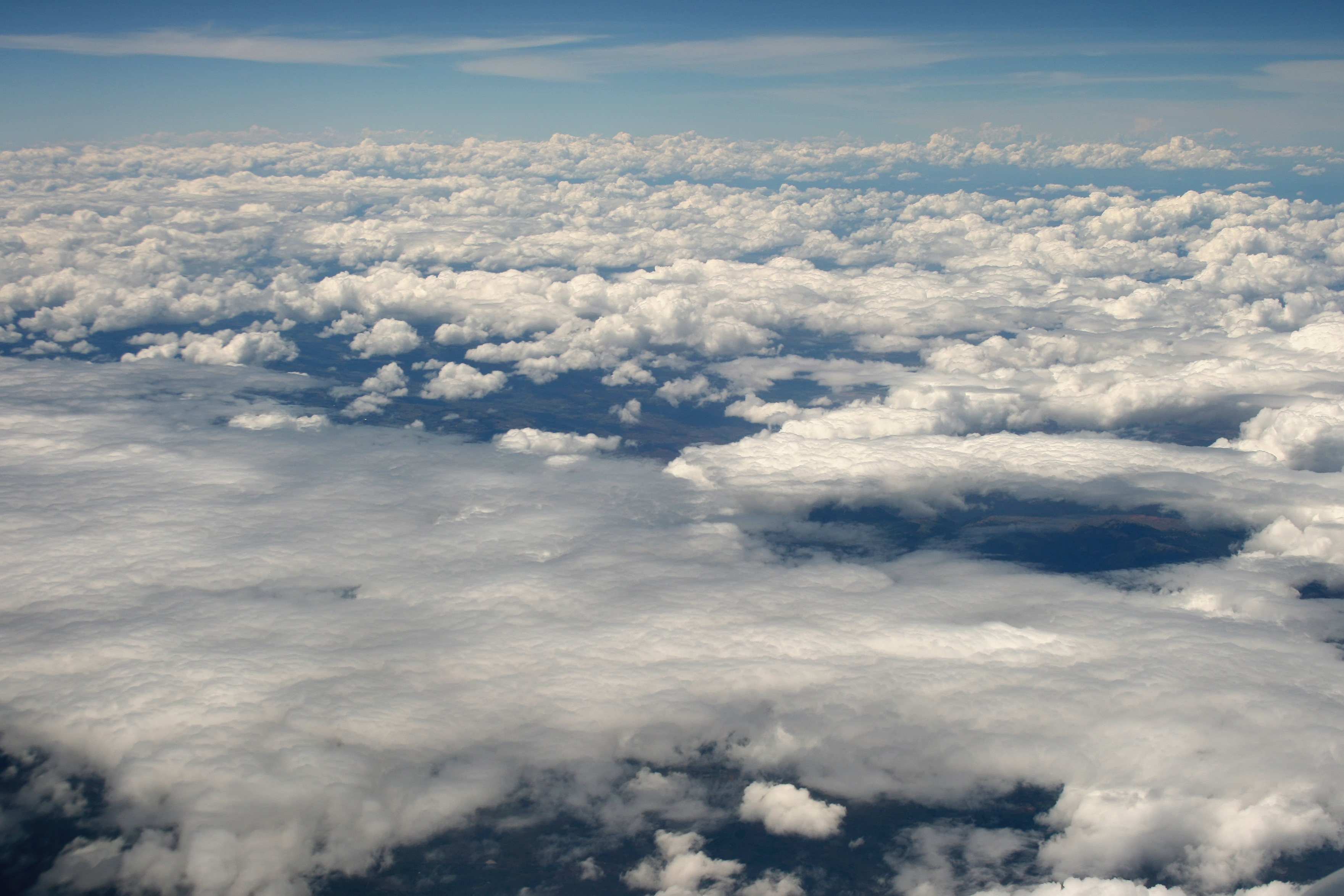
Mây tích thấp (Cumulus humilis) và vũ tích giữa/trung bình (cumulus mediocris) với mây tầng tích tầng trong suốt phân tầng, (stratocumulus stratiformis perlucidus) ở phía trước, (xem thêm 'các loài và giống')

Những đám mây này có cơ sở cấp thấp đến trung bình hình thành ở bất kỳ đâu từ gần bề mặt đến khoảng 2.400 m (8.000 ft) và các ngọn có thể mở rộng đến phạm vi độ cao trung bình và đôi khi cao hơn trong trường hợp của nimbostratus.
- Chi mây vũ tầng - Genus nimbostratus (Ns); mức thấp:

Đây là một lớp địa tầng đa cấp, màu xám đậm, khuếch tán với mức độ lớn theo chiều ngang và thường phát triển theo chiều dọc từ trung bình đến sâu, trông yếu ớt được chiếu sáng từ bên trong. Mây vũ tầng thường hình thành từ mây trung tầng cấp trung bình, và phát triển ít nhất ở mức độ dọc vừa phải khi bazơ lắng xuống mức thấp trong quá trình mưa có thể đạt cường độ trung bình đến nặng. Nó đạt được sự phát triển theo chiều dọc thậm chí lớn hơn khi đồng thời phát triển lên đến tầng cao do lực nâng phía trước hoặc xoáy thuận quy mô lớn. Tiền tố nimbo- đề cập đến khả năng tạo ra mưa hoặc tuyết liên tục trên diện rộng, đặc biệt là trước mặt trận ấm áp. Lớp mây dày này không có bất kỳ cấu trúc tháp nào của riêng nó, nhưng có thể đi kèm với các loại mây tích (cumuliform) hoặc cumulonimbiform cao chót vót. Các nhà khí tượng học liên kết với Tổ chức Khí tượng Thế giới (WMO) chính thức phân loại mây vũ tầng là cấp trung bình cho các mục đích khái quát trong khi mô tả nó một cách không chính thức là đa cấp. Các nhà khí tượng học và nhà giáo dục độc lập dường như có sự phân chia giữa những người phần lớn theo mô hình WMO và những người phân loại mây vũ tầng là cấp thấp, mặc dù phạm vi thẳng đứng đáng kể của nó và sự hình thành ban đầu thông thường của nó ở phạm vi độ cao trung bình.
- Chi mây tích  - Genus cumulus (Cu); loài tầm thường; 'loài trung bình' – mức độ dọc vừa phải:

Những đám mây vũ tích đối lưu tự do này có phần gốc phẳng, màu xám trung bình, rõ ràng và phần đỉnh hình vòm màu trắng ở dạng mầm nhỏ và nói chung không tạo ra mưa. Chúng thường hình thành ở tầng thấp của tầng đối lưu ngoại trừ trong điều kiện độ ẩm tương đối rất thấp, khi các tầng mây có thể tăng vào phạm vi độ cao trung bình. Mây tích trung gian được chính thức phân loại là cấp thấp và có đặc điểm chính thức hơn là có mức độ thẳng đứng vừa phải có thể liên quan đến nhiều hơn một mức độ cao.

#### Cao chót vót

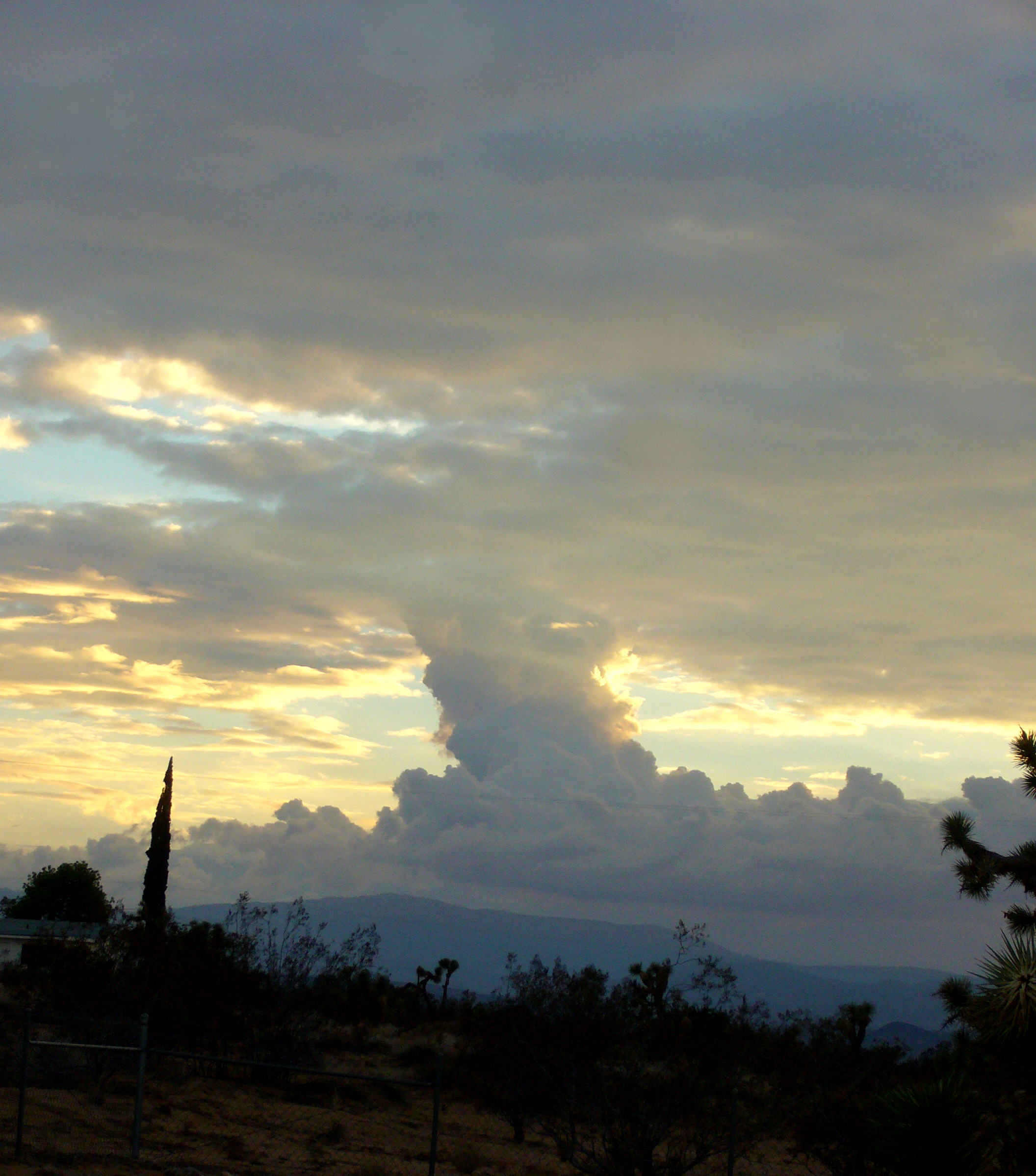
Tháp vũ tích congestus thẳng đứng cao chót vót được nhúng trong một lớp vũ tích trung gian: Lớp cao hơn của phân tầng trong suốt vũ tích, (stratocumulus stratiformis perlucidus).

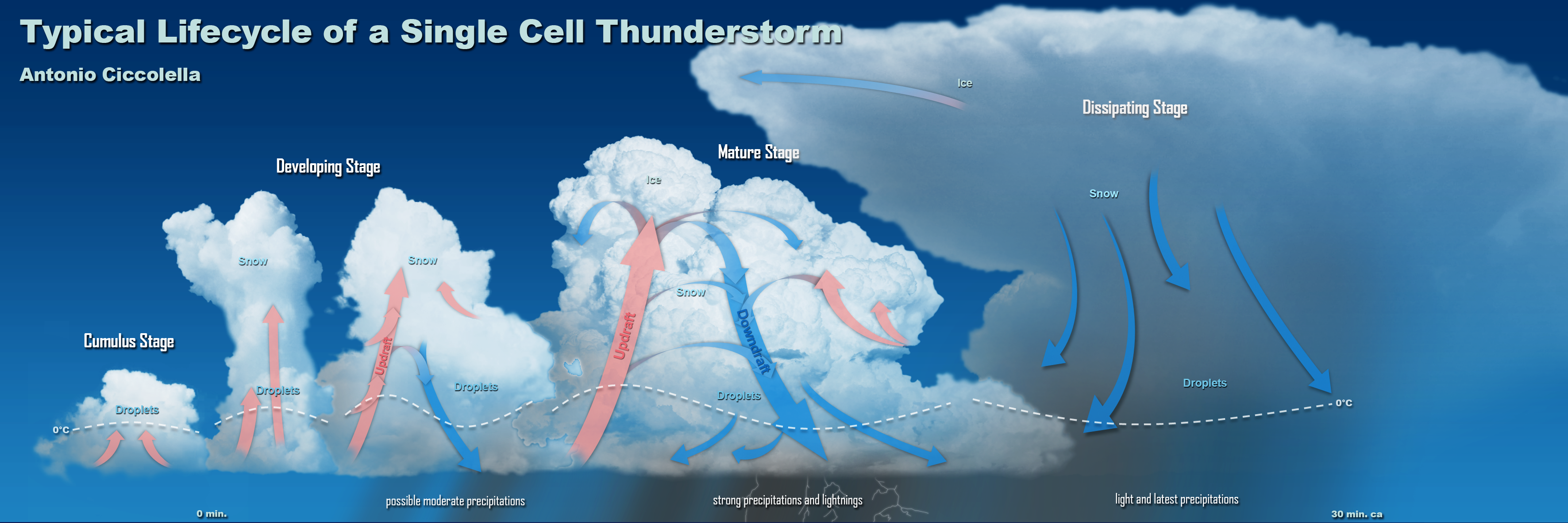
Sự tiến hóa liên tục của một cơn giông có một tên gọi là cell: tế bào (?) đơn lẻ

Các dạng mây tích và dạng tích cực lớn này có các nền mây ở cùng một phạm vi cấp thấp đến trung bình như các loại đa cấp và dạng thẳng đứng vừa phải, nhưng các đỉnh gần như luôn mở rộng đến các mức cao. Không giống như các đám mây kém phát triển theo chiều thẳng đứng, chúng được yêu cầu phải được xác định bằng tên hoặc chữ viết tắt tiêu chuẩn của chúng trong tất cả các quan sát hàng không (METARS) và dự báo (TAFS) để cảnh báo phi công về thời tiết khắc nghiệt và nhiễu động có thể xảy ra.
- Chi mây tích - Genus cumulus (Cu); loài congestus – phạm vi dọc lớn:

Sự bất ổn định của khối lượng không khí ngày càng tăng có thể làm cho các đám mây tích đối lưu tự do phát triển rất cao đến mức độ cao thẳng đứng từ chân đế đến đỉnh lớn hơn chiều rộng cơ sở của đám mây. Phần nền của đám mây có màu xám đậm hơn và phần trên thường giống như một bông súp lơ. Loại mây này có thể tạo ra mưa rào vừa phải đến nặng hạt và được Tổ chức Hàng không Dân dụng Quốc tế (ICAO) chỉ định là Khí tích cao chót vót (Tcu).
- Chi mây vũ tích - Genus cumulonimbus (Cb):

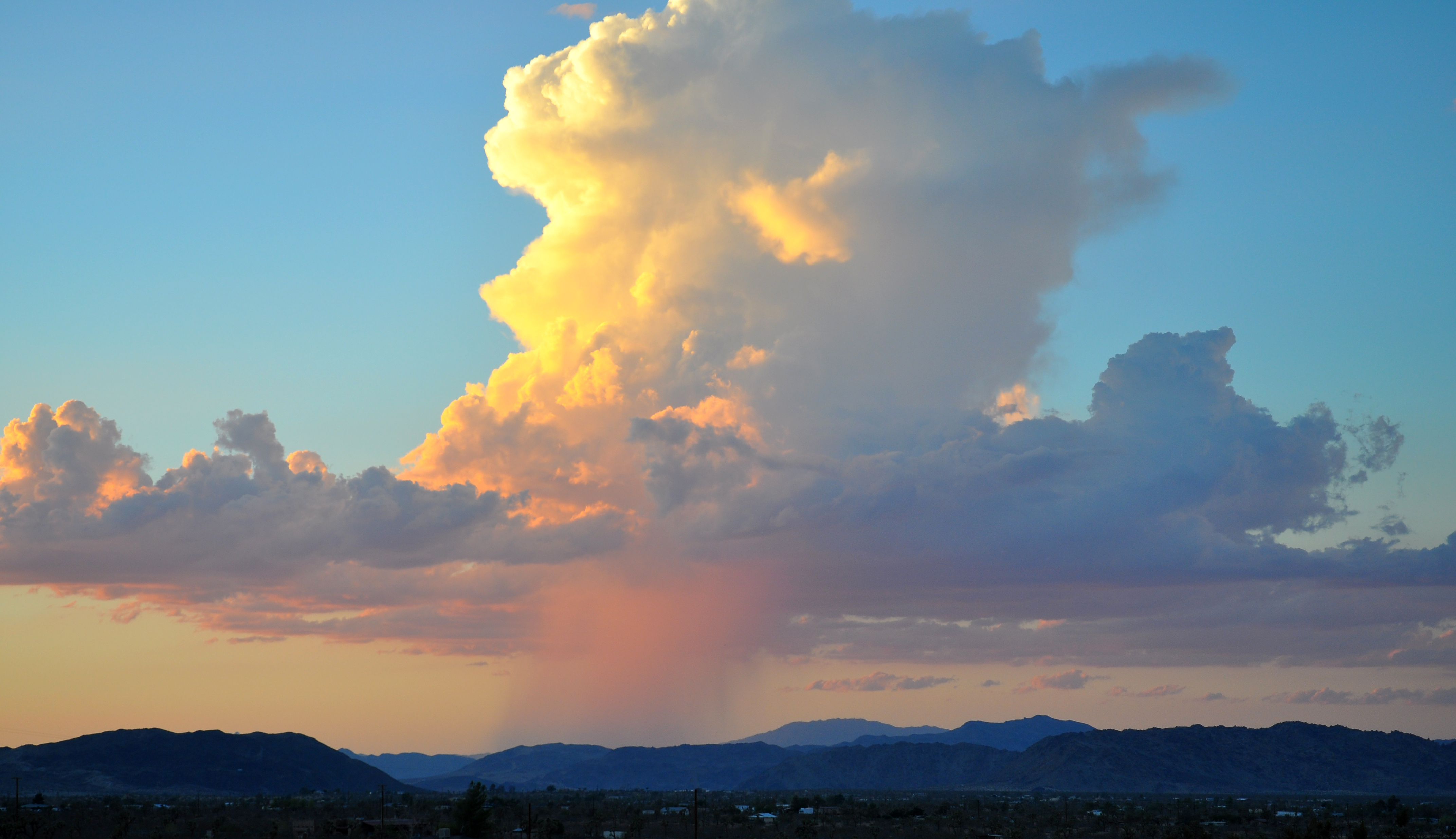
Đám mây vũ tích cô lập trên Sa mạc Mojave, đang giải phóng một trận mưa rào

Loại chi này là một khối mây tích tụ nặng, cao chót vót, có dạng khối đối lưu tự do với phần gốc từ xám đen đến gần đen và đỉnh rất cao có dạng núi hoặc tháp khổng lồ. Mây vũ tích có thể tạo ra dông, các trận mưa rất lớn cục bộ có thể gây ra lũ quét và nhiều loại sét bao gồm mây từ mặt đất có thể gây ra các vụ cháy rừng. Thời tiết khắc nghiệt đối lưu khác có thể có hoặc không kèm theo giông bão và bao gồm mưa rào tuyết lớn, mưa đá. Trong số tất cả các sự kiện có thể xảy ra liên quan đến vũ tích, sét là sự kiện duy nhất trong số này yêu cầu phải có sấm sét vì chính tia sét tạo ra sấm sét. Mây vũ tích có thể hình thành trong điều kiện không khí không ổn định, nhưng có xu hướng tập trung và cường độ cao hơn khi chúng kết hợp với các front lạnh không ổn định.

### Loài
Các loại chi thường được chia thành các loại phụ được gọi là loài chỉ ra các chi tiết cấu trúc cụ thể có thể thay đổi tùy theo độ ổn định và đặc điểm gió của khí quyển tại bất kỳ thời điểm và vị trí nhất định. Bất chấp hệ thống phân cấp này, một loài cụ thể có thể là một kiểu phụ của nhiều chi, đặc biệt nếu các chi có cùng dạng vật chất và được phân biệt với nhau chủ yếu theo độ cao hoặc cấp độ. Có một số loài, mỗi loài có thể liên kết với các chi của nhiều hơn một dạng vật chất. Các loại loài được phân nhóm dưới đây theo các dạng vật chất và các chi mà chúng thường liên kết với nhau. Các dạng, chi và loài được liệt kê từ trái sang phải theo thứ tự tăng dần về tính không ổn định hoặc hoạt động đối lưu.
| Các hình thức và các cấp độ | Mây tầng phi-đối lưu                                                  | Mây ti chủ yếu là không đối lưu | Mây tầng tích đối lưu-hạn chế | Mây tích đối lưu-tự do              | Mây họ tích đối lưu mạnh mẽ        |
| --------------------------- | --------------------------------------------------------------------- | --- | --- | ----------------------------------- | ---------------------------------- |
| Cấp-cao                     | Tầng * nebulosus (sương mù, dạng sợi) * fibratus (có sợi, sợi xơ)     | Ti phi-đối lưu * uncinus (cái móc) * fibratus (có sợi, sợi xơ) * spissatus (mắc kẹt, kẹt, bị kẹt, bị dính, dính) đối lưu hạn chế * castellanus (lâu đài) * floccus (đàn, bông cặn) | Tích * stratiformis (tầng lớp, tầng, lớp) * lenticularis * castellanus (lâu đài) * floccus (đàn, bông cặn)                                  |                                     |                                    |
| Trung-cấp                   | Trung tầng * không có các loài khác biệt (luôn nebulous: mơ hồ, âm u) | | Trung tích * stratiformis (tầng lớp) * lenticularis (dạng thấu kính, thấu kính) * castellanus (lâu đài) * floccus (đàn, bông cặn) * volutus |                                     |                                    |
| Cấp-thấp                    | Tầng * nebulosus (sương mù) * fractus (vỡ, vết gãy)                   | | Tầng tích * stratiformis (dạng lớp) * lenticularis (dạng thấu kính, thấu kính) * castellanus (lâu đài) * floccus (đàn, bông cặn) * volutus  | Tích * thấp * fractus (vỡ, vết gãy) |                                    |
| Đa-cấp hoặc dọc vừa phải    | Mây vũ tầng * không có loài khác biệt (luôn nebulous: mơ hồ, âm u)    | | | Cumulus (Mây tích) * mediocris      |                                    |
| Cao chót vót theo chiều dọc |                                                                       | | | Cumulus (Mây tích) * congestus      | Cumulonimbus * calvus * capillatus |

#### Ổn định hoặc gần như ổn định
Thuộc nhóm địa tầng không đối lưu, tầng tầng cao bao gồm hai loài. Mây ti tích sương mù có vẻ ngoài khá lan tỏa, thiếu chi tiết cấu trúc. Mầy ti tích sợi xơ là một loài được tạo thành từ các sợi bán hợp nhất chuyển tiếp đến hoặc từ mây ti. Mây trung tầng bậc trung và mây vũ tích nhiều bậc luôn có dạng phẳng hoặc lan tỏa và do đó không được chia nhỏ thành các loài. Địa tầng thấp thuộc loài sương mù ngoại trừ khi bị vỡ ra thành những mảng địa tầng rách nát Mây fractus nghĩa Latinh 'bị hỏng, rách nát' (xem bên dưới).
Các đám mây tuần hoàn có ba loài không đối lưu có thể hình thành trong điều kiện khối lượng không khí ổn định. Mây ti sợi xơ bao gồm các sợi có thể thẳng, lượn sóng hoặc đôi khi xoắn lại do gió cắt. Loài uninus cũng tương tự nhưng có móc hếch ở đầu. Mây ti spissatus xuất hiện dưới dạng các mảng mờ đục có thể hiển thị màu xám nhạt.

Mây dạ quang hình thành trên các ngọn núi ở Wyoming với lớp vũ tích trung gian thấp hơn và lớp mây ti cao hơn

Các loại chi lớp vũ tích (mây ti tích, mây trung tích và mây tầng tích) xuất hiện trong không khí chủ yếu ổn định với sự đối lưu hạn chế có hai loài, mỗi loài có hai loài. Các loài phân tầng thường xuất hiện trong các phiến rộng hoặc trong các mảng nhỏ hơn, nơi chỉ có hoạt động đối lưu tối thiểu. Các đám mây của loài mây dạ quang (lenticularis) có xu hướng có hình dạng giống thấu kính thuôn nhọn ở các đầu. Chúng thường được nhìn thấy nhất là núi orographic (lực nâng orographic) - mây luợn sóng, nhưng có thể xuất hiện ở bất kỳ đâu trong tầng đối lưu nơi có gió cắt mạnh kết hợp với sự ổn định của khối lượng không khí đủ để duy trì cấu trúc mây nhìn chung bằng phẳng. Hai loài này có thể được tìm thấy ở các tầng cao, giữa hoặc thấp của tầng đối lưu tùy thuộc vào chi hoặc chi dạng địa tầng có mặt tại bất kỳ thời điểm nào.

#### Loại mây "rách rưới"
Loài bị hỏng - fractus thể hiện tính không ổn định thay đổi vì nó có thể là một nhóm nhỏ của các loại chi thuộc các dạng vật chất khác nhau có các đặc điểm ổn định khác nhau. Kiểu phụ này có thể ở dạng các tấm địa tầng rách nát nhưng chủ yếu là  ổn định mây dạng "giường bị hỏng" - (stratus fractus) hoặc những đám mây tích nhỏ vụn với độ không ổn định lớn hơn một chút mây tích "đỗ vỡ" - (cumulus fractus). Khi các đám mây của loài này được kết hợp với các hệ thống mây kết tủa ở mức độ đáng kể theo chiều dọc và đôi khi nằm ngang, chúng cũng được phân loại là mây phụ với tên gọi "vải" - pannus (xem phần về các đặc điểm bổ sung).

#### Một phần không ổn định

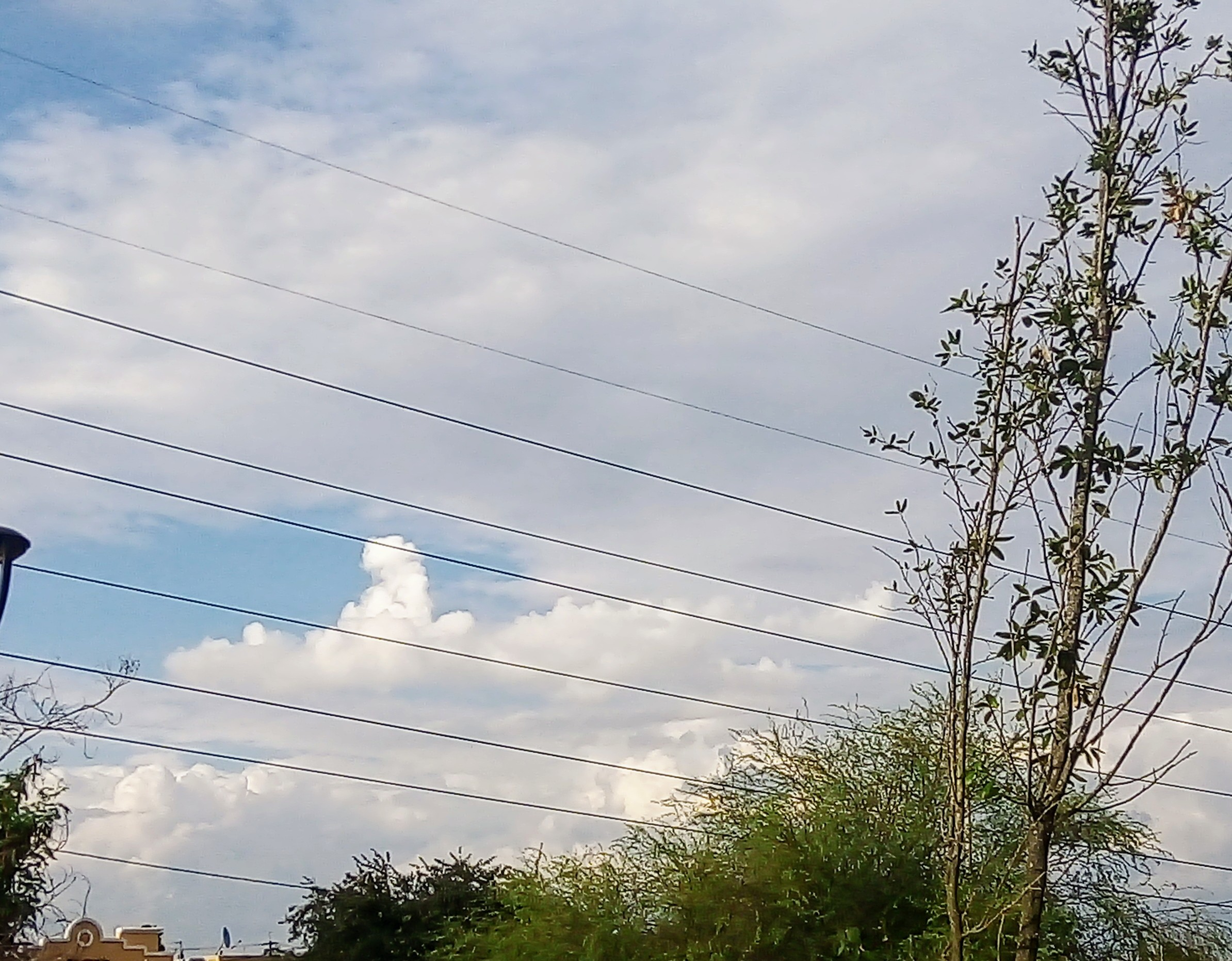
Ví dụ về sự hình thành đám mây castellanus (lâu đài)

Những loài này là sự phân chia của các loại chi có thể xuất hiện trong không khí một phần không ổn định với đối lưu hạn chế. Loài castellanus xuất hiện khi một lớp cấu trúc hoặc địa tầng gần như ổn định bị xáo trộn bởi các khu vực cục bộ không ổn định về lượng không khí, thường vào buổi sáng hoặc buổi chiều. Điều này dẫn đến việc hình thành các tích tụ dạng tích nhúng phát sinh từ một cơ sở địa tầng chung. Castellanus giống như tháp pháo của một lâu đài khi nhìn từ bên cạnh và có thể được tìm thấy với các chi dạng địa tầng ở bất kỳ mức độ cao tầng đối lưu nào và với các mảng đối lưu hạn chế của mây ti tầng cao. Các đám mây dạng sợi của các loài floccus tách rời hơn là các phần nhỏ của các loại chi có thể là dạng vòng hoặc dạng địa tầng trong cấu trúc tổng thể. Đôi khi chúng được nhìn thấy cùng với mây ti ti, mây ti tích, mây trung tích và mây tầng tích.
Một loài stratocumulus hay altocumulus mới được công nhận đã được đặt tên là mây truy nã - volutus, một đám mây cuộn có thể xảy ra trước khi hình thành vũ tích. Có một số đám mây volutus hình thành do tương tác với các đối tượng địa lý cụ thể chứ không phải với đám mây mẹ. Có lẽ đám mây kỳ lạ nhất về mặt địa lý thuộc loại này là Morning Glory - mây rau muống; mây sáng sớm, một đám mây hình trụ cuộn xuất hiện không thể đoán trước trên Vịnh Carpentaria ở Bắc Úc. Được liên kết với một "gợn sóng" mạnh trong khí quyển, đám mây có thể được "lướt" trong máy bay tàu lượn.

#### Không ổn định hoặc chủ yếu là không ổn định
Sự mất ổn định khối lượng không khí tổng quát hơn trong tầng đối lưu có xu hướng tạo ra các đám mây thuộc loại chi mây tích đối lưu tự do hơn, các loài của chúng chủ yếu là chỉ số về mức độ không ổn định của khí quyển và kết quả là sự phát triển theo chiều dọc của các đám mây. Một đám mây tích ban đầu hình thành ở mức thấp của tầng đối lưu dưới dạng một đám mây nhỏ của loài humilis chỉ cho thấy sự phát triển theo chiều dọc nhẹ. Nếu không khí trở nên bất ổn định hơn, đám mây có xu hướng mọc thẳng đứng thành loài tầm thường (mediocrics), sau đó tắc nghẽn đối lưu mạnh, hay tích       (congestus) loài tích cao nhất  cùng loại mà Tổ chức Hàng không Dân dụng Quốc tế gọi là 'đống tích cao chót vót'.

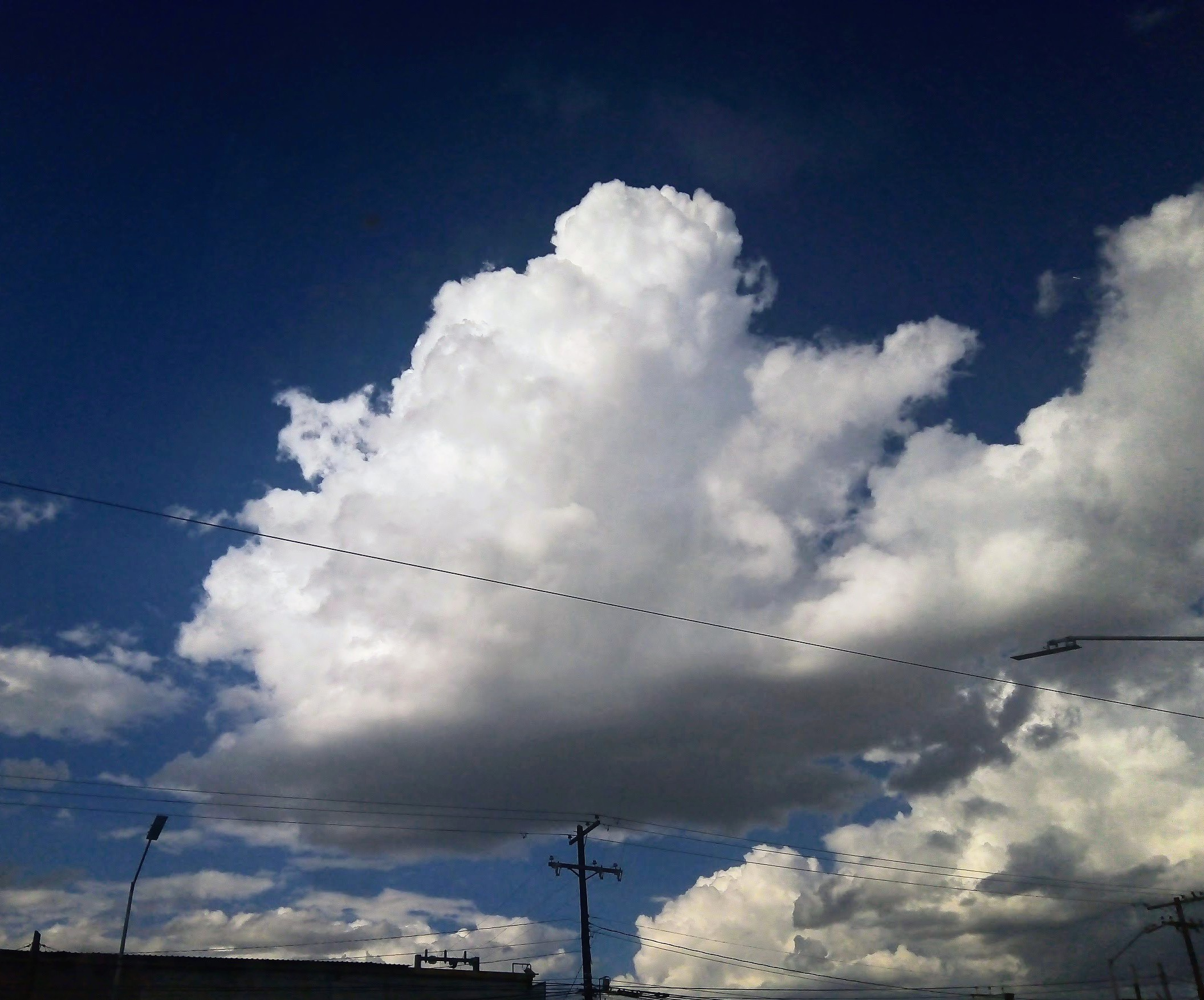
Mây tích trung bình sắp biến thành mây tích

Với các điều kiện khí quyển rất không ổn định, mây tích lớn có thể tiếp tục phát triển thành mây vũ tích đối lưu mạnh hơn nữa có tên gọi là hói (calvus), (về cơ bản là một đám mây tắc nghẽn rất cao tạo ra sấm sét), sau đó cuối cùng trở thành loài capillatus (mao mạch) khi những giọt nước siêu lạnh trên đỉnh mây biến thành băng tinh thể mang lại cho nó một sự xuất hiện hình tròn.

### Đẳng cấp
Các loại chi và loài được chia nhỏ hơn nữa thành các loại có tên có thể xuất hiện sau tên loài để cung cấp mô tả đầy đủ hơn về đám mây. Một số giống mây không bị giới hạn ở một mức hoặc dạng độ cao cụ thể và do đó có thể phổ biến đối với nhiều chi hoặc loài.

#### Dựa trên-độ mờ

Một lớp mây tích tích tầng trong suốt (perlucidus) che khuất mặt trời lặn với một lớp mây tích tích tầng nền giống như những ngọn núi xa xôi.

Tất cả các loại đám mây rơi vào một trong hai nhóm chính. Một nhóm xác định độ mờ của các cấu trúc mây cấp thấp và trung bình cụ thể và bao gồm các loại translucidus (trong mờ mỏng), perlucidus (đục dày với các vết đứt trong mờ hoặc rất nhỏ) và opacus (đục dày). Những giống này luôn có thể xác định được đối với các loại mây và loài có độ mờ thay đổi. Cả ba đều được liên kết với các loài phân tầng của mây tích và mây tầng tích. Tuy nhiên, chỉ có hai giống được nhìn thấy với mây trung tầng và tầng tinh vân hay tiếng Latinh là giường sương mù (stratus nebulosus) có cấu trúc đồng nhất ngăn cản sự hình thành của một giống sáng/ trong suốt (perlucidus). Các dạng dựa trên độ mờ đục không được áp dụng cho các đám mây cao bởi vì chúng luôn trong mờ, hoặc trong trường hợp ti mây, luôn luôn mờ đục.

#### Dựa trên-mẫu

Tơ rạng rỡ (Cirrus fibratus radiatus) trên Đài thiên văn La Silla của ESO

Nhóm thứ hai mô tả sự sắp xếp không thường xuyên của các cấu trúc đám mây thành các mẫu cụ thể mà người quan sát trên bề mặt có thể nhận thấy được (các trường mây thường chỉ được nhìn thấy từ độ cao đáng kể phía trên các thành tạo). Những biến thể này không phải lúc nào cũng xuất hiện cùng với các chi và loài mà chúng có liên quan khác, mà chỉ xuất hiện khi điều kiện khí quyển thuận lợi cho sự hình thành của chúng. Các giống intortus (bên trong) và vertebratus thỉnh thoảng xuất hiện với xơ xác xơ. Chúng tương ứng là các sợi xoắn thành hình dạng không đều và những sợi được sắp xếp theo kiểu xương cá, thường là do các luồng gió không đều có lợi cho sự hình thành của các giống này. Bán kính đa dạng được liên kết với các hàng mây thuộc một loại cụ thể dường như hội tụ ở đường chân trời. Đôi khi nó được nhìn thấy với các loài sợi (fibratus) và cái móc (cuncinus) của ti, các loài phân tầng của altocumulus (mây tích cao), các loài tầm thường (mediocris) và đôi khi là humilis (khiêm tốn) của mây tích, và với chi mây tầng cao (altostratus).

Mây tích cao phân tầng kép (Altocumulus stratiformis duplicatus) lúc mặt trời mọc ở sa mạc California Mojave, Hoa Kỳ (lớp trên màu cam sang màu trắng; lớp dưới màu xám)

Một loại khác, duplicatus, (các lớp cách đều nhau của cùng một loại, lớp này chồng lên lớp kia), đôi khi được tìm thấy với ti của cả loài fibratus và uncinus, và với altocumulus và stratocumulus của loài stratiformis và lenticularis. Sự đa dạng của undulatus (có đáy nhấp nhô gợn sóng) có thể xảy ra với bất kỳ đám mây nào thuộc loài stratiformis hoặc lenticularis, và với altostratus. Nó hiếm khi được quan sát thấy với tinh vân tầng. Đa dạng lacunosus được gây ra bởi các dòng chảy xuống cục bộ tạo ra các lỗ tròn ở dạng tổ ong hoặc lưới. Đôi khi nó được nhìn thấy với mây tích và mây trung tích của loài stratiformis, castellanus và floccus, và với mây tích của loài stratiformis và castellanus.

#### Kết hợp
Một số loài có thể hiển thị các biến thể kết hợp cùng một lúc, đặc biệt nếu một biến thể dựa trên độ mờ và biến thể kia dựa trên mẫu. Một ví dụ về điều này sẽ là một lớp mây tích phân tầng cao (altocumulus stratiformis) được sắp xếp thành các hàng dường như hội tụ được phân tách bằng các khoảng ngắt nhỏ. Tên kỹ thuật đầy đủ của một đám mây trong cấu hình này sẽ là mây tích phân tầng cao tỏa ra trong suốt (altocumulus stratiformis radiatus perlucidus), sẽ xác định tương ứng chi, loài và hai giống kết hợp của nó.

### Đám mây phụ kiện, tính năng bổ sung và các loại phái sinh khác
Các tính năng bổ sung và các đám mây phụ kiện không phải là các phân khu tiếp theo của các loại mây bên dưới loài và cấp độ đa dạng. Thay vào đó, chúng hoặc là khí tượng thủy văn hoặc là các loại mây đặc biệt có tên Latinh riêng hình thành cùng với các loại, loài và giống mây nhất định. Các tính năng bổ sung, dù ở dạng mây hay lượng mưa, đều được gắn trực tiếp vào đám mây chi chính. Ngược lại, các đám mây phụ thường tách rời khỏi đám mây chính.

#### Các tính năng bổ sung dựa trên-lượng mưa
Một nhóm các tính năng bổ sung không phải là sự hình thành mây thực tế, mà là lượng mưa rơi xuống khi các giọt nước hoặc tinh thể băng tạo nên các đám mây nhìn thấy được đã trở nên quá nặng để có thể duy trì ở trên cao. Virga là một đặc điểm được nhìn thấy với các đám mây tạo ra lượng mưa bốc hơi trước khi chạm tới mặt đất, chúng thuộc các chi mây ti tích, mây trung tích, mây trung tầng, mây vũ tầng, mây tầng tích, mây tích, và mây vũ tích.
Khi lượng mưa đến mặt đất mà không bay hơi hoàn toàn, nó được gọi là lượng mưa đặc trưng, sự kết tủa (praecipitatio). Điều này thường xảy ra với các tầng cao mờ đục, có thể tạo ra lượng mưa lan rộng nhưng thường nhẹ và với các đám mây dày hơn cho thấy sự phát triển theo chiều dọc đáng kể. Trong số đó, mây tích-trung bình phát triển hướng lên trên chỉ tạo ra mưa rào nhẹ, trong khi mây vũ tầng phát triển hướng xuống có khả năng tạo ra mưa lớn hơn, rộng hơn. Những đám mây thẳng đứng cao chót vót có khả năng lớn nhất để tạo ra các sự kiện mưa dữ dội, nhưng những đám mây này có xu hướng cục bộ trừ khi được tổ chức dọc theo các frông lạnh di chuyển nhanh. Mưa rào cường độ trung bình đến nặng có thể rơi xuống từ các đám mây tích tụ. Mây vũ tích, lớn nhất trong tất cả các loại mây, có khả năng tạo ra mưa rào rất lớn. Các đám mây tầng thấp thường chỉ tạo ra lượng mưa nhẹ, nhưng điều này luôn xảy ra dưới dạng lượng mưa đặc trưng, sự kết tủa (praecipitatio) do thực tế là loại mây này nằm quá gần mặt đất để cho phép hình thành các virga.

#### Các tính năng bổ sung dựa trên-đám mây
Incus là đặc điểm bổ sung dành riêng cho từng loại nhất, chỉ thấy ở mây vũ tích của loài mao mạch (capillatus). Đỉnh mây vũ tích incus là đỉnh lan rộng thành hình đe rõ ràng do các luồng không khí đi lên va vào lớp ổn định ở tầng đối lưu nơi không khí không còn tiếp tục lạnh hơn khi tăng độ cao.
Tính năng mamma hình thành trên nền của các đám mây dưới dạng các chỗ lồi giống như bong bóng hướng xuống dưới gây ra bởi các dòng chảy xuống cục bộ trong đám mây. Đôi khi nó còn được gọi là mammatus (mây vảy rồng), một phiên bản trước đó của thuật ngữ được sử dụng trước khi tiêu chuẩn hóa danh pháp Latinh do Tổ chức Khí tượng Thế giới đưa ra trong thế kỷ 20. Nổi tiếng nhất là mây vũ tích với mammatus, nhưng đặc điểm mamma đôi khi cũng được nhìn thấy với mây ti, mây ti tích (ti ti), mây trung tích, mây trung tầng và mây tầng tích.
Tính năng tuba là một cột mây có thể treo ở dưới cùng của mây tích hoặc vũ tích. Một cột mới hình thành hoặc được tổ chức kém có thể tương đối lành tính, nhưng có thể nhanh chóng mạnh lên thành mây hình phễu hoặc lốc xoáy.
Đặc điểm vòng cung (arcus) là một đám mây cuộn với các cạnh rách rưới gắn vào phần dưới phía trước của mây tích hoặc mây vũ tích hình thành dọc theo mép đầu của một đường gió bão hoặc dòng chảy giông bão. Một đội hình vòng cung lớn có thể trông giống như một vòng cung tối đầy đe dọa.
Một số tính năng bổ sung mới đã được Tổ chức Khí tượng Thế giới (WMO) chính thức công nhận. Biến động đặc trưng có thể hình thành trong điều kiện độ đứt gió mạnh hay sóng (flucturs) của khí quyển khi mây tích tầng, mây trung tích hoặc mây ti phá vỡ thành các đỉnh cách đều nhau. Biến thể này đôi khi được gọi một cách không chính thức là đám mây (sóng) Kelvin–Helmholtz. Hiện tượng này cũng đã được quan sát thấy trong sự hình thành mây trên các hành tinh khác và thậm chí trong bầu khí quyển của mặt trời. Một đặc điểm khác của đám mây dạng sóng nhưng hỗn loạn hơn liên quan đến mây tích tầng hoặc mây trung tích đã được đặt tên Latinh là độ nhám hay đơn giản là nhám (asperitas). Tính năng bổ sung rỗng (cavum) là một lỗ vệt rơi hình tròn đôi khi hình thành trong một lớp mỏng mây trung tích hoặc mây tích siêu lạnh. Các vệt mùa thu bao gồm virga hoặc các dải ti thường được nhìn thấy bên dưới lỗ khi các tinh thể băng rơi xuống độ cao thấp hơn. Loại lỗ này thường lớn hơn các lỗ hỏng (lacunosus) điển hình. Một đặc điểm của tường (muru) là một đám mây có tường vũ tích với phần chân mây thấp hơn, xoay tròn hơn mức có thể dẫn đến sự phát triển của lốc xoáy. Đặc điểm đuôi (cauda) là một đám mây đuôi kéo dài theo chiều ngang ra khỏi đám mây bức tường (murus) và là kết quả của việc không khí đi vào cơn bão.

#### Các đám mây phụ kiện
Sự hình thành đám mây bổ sung tách khỏi đám mây chính được gọi là các đám mây phụ kiện. Các đám mây kết tủa nặng hơn, mây vũ tầng, Mây tích cao chót vót (cumulus congestus) và Mây vũ tích thường thấy sự hình thành dưới dạng kết tủa của đặc điểm pannus (vải), các đám mây rách rưới thấp của các loại và loài Cumulus fractus (Mây tích fractus - vỡ) hoặc stratus fractus (tích tầng hỏng - giường bị hỏng).
Một nhóm của các đám mây phụ bao gồm các thành tạo có liên quan chủ yếu với các đám mây tích lũy và mây tích lũy phát triển hướng lên trên của sự đối lưu tự do. Pileus (Mũ - Cọc) là một đám mây đỉnh có thể hình thành trên một đám mây vũ tích hoặc đám mây tích lớn, trong khi đặc điểm velum (màn hình - da mềm) là một tấm mỏng nằm ngang đôi khi có hình dạng giống như một chiếc tạp dề ở giữa hoặc phía trước của đám mây gốc. Một đám mây phụ gần đây đã chính thức được Tổ chức Khí tượng Thế giới công nhận là flumen (con sông - ống dẫn nước), còn được gọi một cách thân mật hơn là đuôi hải ly. Nó được hình thành bởi dòng vào ấm áp, ẩm ướt của một cơn giông bão siêu tế bào và có thể bị nhầm với một cơn lốc xoáy. Mặc dù ống dẫn có thể báo hiệu nguy cơ lốc xoáy, nhưng nó có hình dáng tương tự như các đám mây pannus (vải) hoặc scud (cái khiên) và không quay.

#### Những Đám mây Mẹ

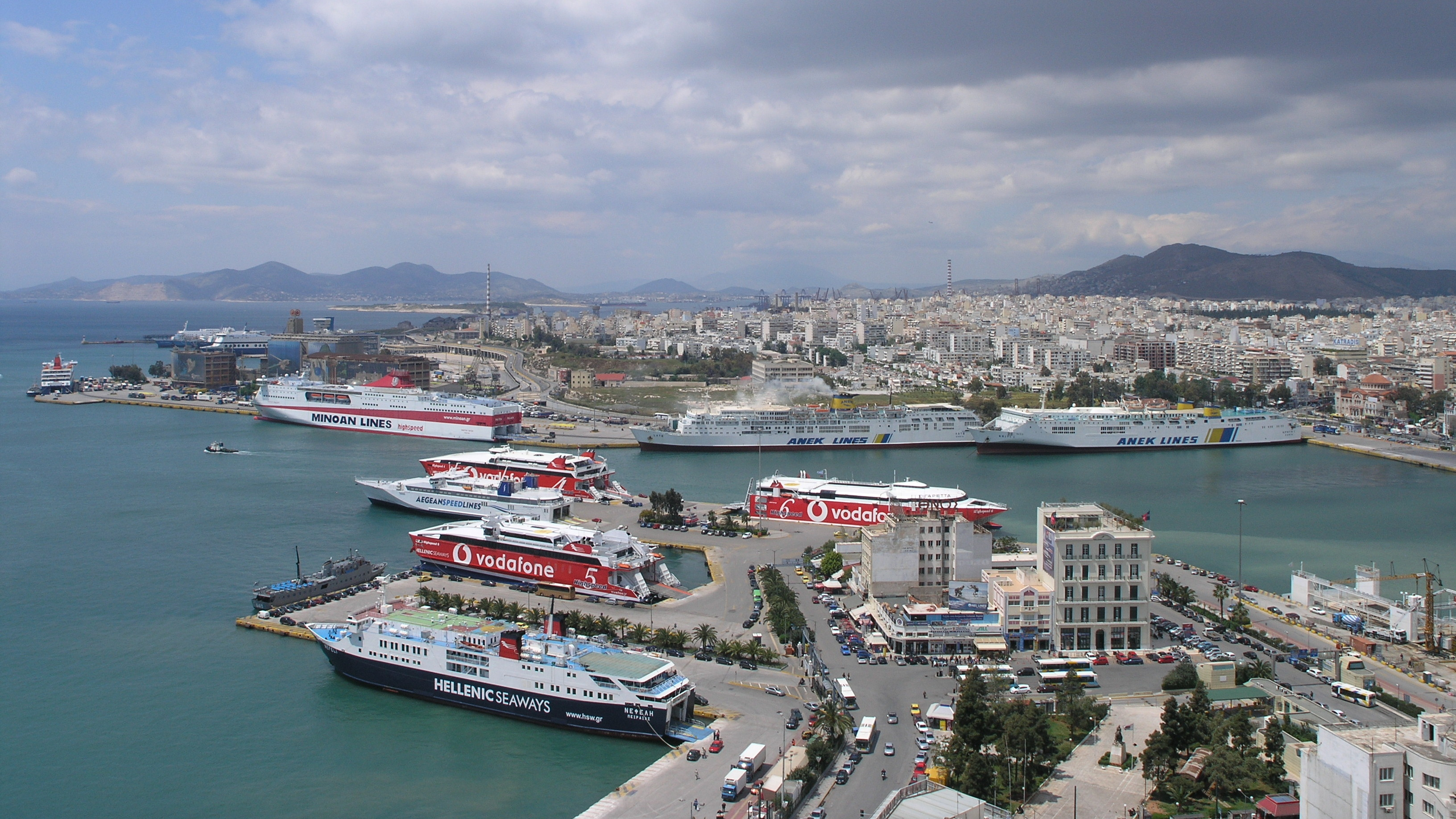
Mây tích lan rộng một phần thành stratocumulus cumulogenitus (lớp tích tích lũy) trên cảng của Piraeus ở Hy Lạp

Mây ban đầu hình thành trong không khí trong lành hoặc trở thành mây khi sương mù dâng cao trên bề mặt. Loại đám mây mới hình thành được xác định chủ yếu bởi các đặc điểm của khối không khí như độ ổn định và độ ẩm. Nếu những đặc điểm này thay đổi theo thời gian thì chi cũng có xu hướng thay đổi tương ứng. Khi điều này xảy ra, chi ban đầu được gọi là đám mây mẹ. Nếu đám mây mẹ vẫn giữ được phần lớn hình dạng ban đầu sau khi xuất hiện loại mới thì nó được gọi là đám mây genitus (sinh ra). Một ví dụ về điều này là tần tích tích lũy, một đám mây tầng tích được hình thành do sự phân tán một phần của kiểu tích tích khi có sự mất đi lực nâng đối lưu. Nếu đám mây mẹ trải qua một sự thay đổi hoàn toàn về loại thì nó được coi là đám mây mumatus (đột biến).

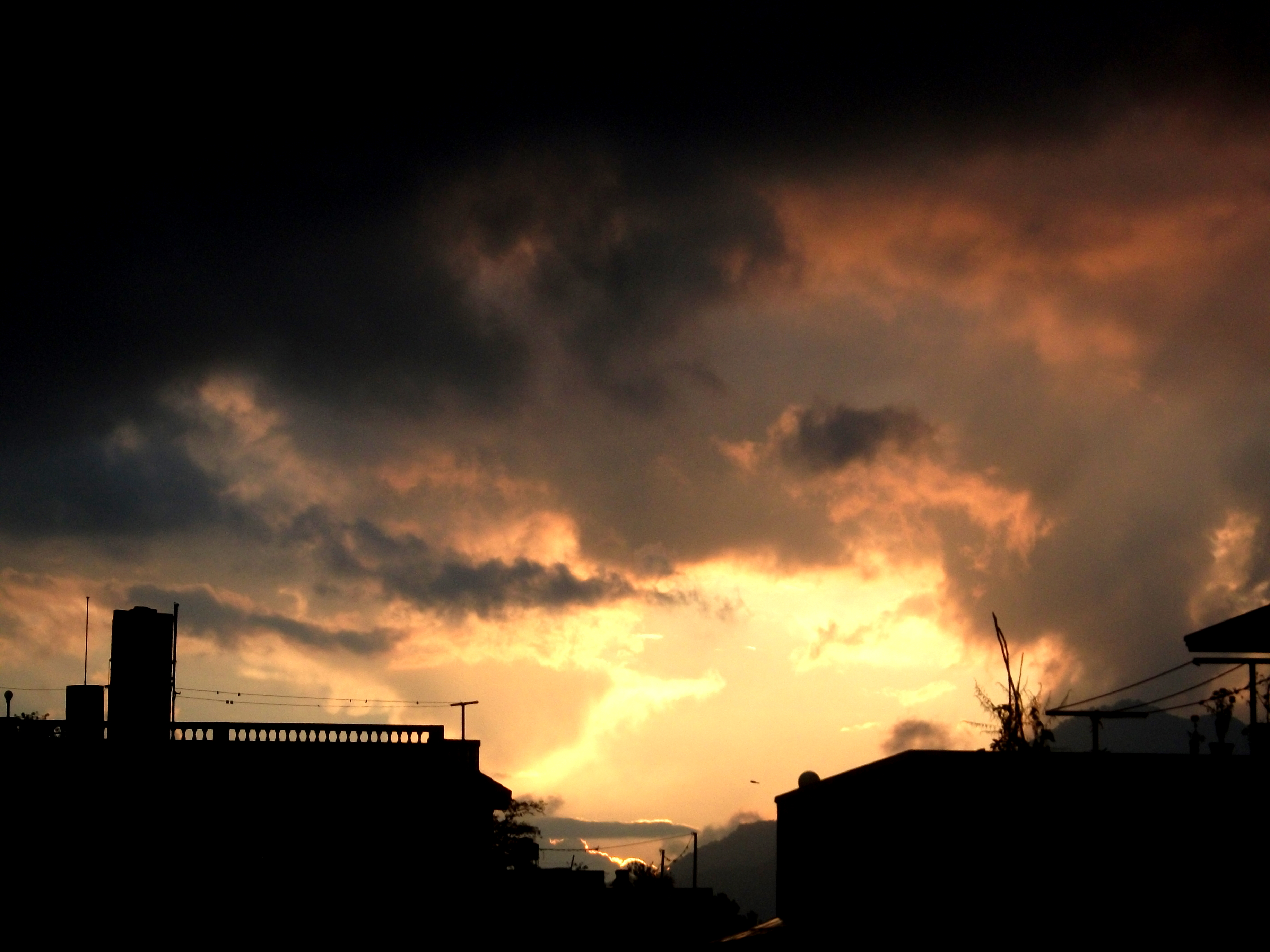
Đám mây tích lũy mẹ tan thành mây tích tầng vào lúc hoàng hôn

#### Các đám mây genitus (sinh ra) và mutatus (đột biến) khác
Các loại genitus và mutatus đã được mở rộng để bao gồm một số loại nhất định không bắt nguồn từ các đám mây có sẵn. Thuật ngữ flammagenitus (tiếng Latin có nghĩa là 'lửa-tạo ra' hay 'làm-ra lửa) áp dụng cho các đám mây tích tụ hoặc mây tích lũy được hình thành do cháy quy mô lớn hoặc phun trào núi lửa. Các đám mây "pyrocumulus" (mây tích bụi) hoặc "fumulus" (tia lửa, có khói ở mức độ thấp nhỏ hơn được hình thành do hoạt động công nghiệp có giới hạn hiện được phân loại là Cumulus homogenitus (tiếng Latin có nghĩa là 'nhân-tạo' hay 'người-làm ra'). Contrail hay vệt nước, được hình thành từ khí thải của máy bay bay ở tầng trên của tầng đối lưu có thể tồn tại và lan rộng thành các hình dạng giống như sợi xơ được gọi là sợi xơ đồng nhất. Nếu một đám mây ti đồng nhất thay đổi hoàn toàn thành bất kỳ chi cấp cao nào, chúng được gọi là ti, ti tầng, hoặc ti tích homomutatus. Stratus đục thủy tinh thể (tiếng Latin có nghĩa là 'đục thủy tinh thể do') được tạo ra do nước phun từ thác nước.  Silvagenitus  (tiếng Latin có nghĩa là 'được tạo ra từ rừng') là một đám mây tầng hình thành khi hơi nước được thêm vào không khí phía trên tán rừng.

#### Các lĩnh vực mây tầng tích
Các đám mây tầng tầng lớp lớp có thể được tổ chức thành các "trường" có hình dạng và đặc điểm được phân loại đặc biệt nhất định. Nhìn chung, các trường này có thể nhận biết được từ độ cao hơn là từ mặt đất. Chúng thường có thể được tìm thấy ở các dạng sau:
- Đám mây Actinoform, giống như một chiếc lá hoặc một bánh xe hình chóp.
- Ô kín, có mây ở trung tâm và rõ ràng ở các cạnh, tương tự như một tổ ong được lấp đầy.[99]
- Phòng giam mở, giống như một tổ ong rỗng, với các đám mây xung quanh các cạnh và không gian thoáng đãng ở giữa.[100]

#### Đường xoáy

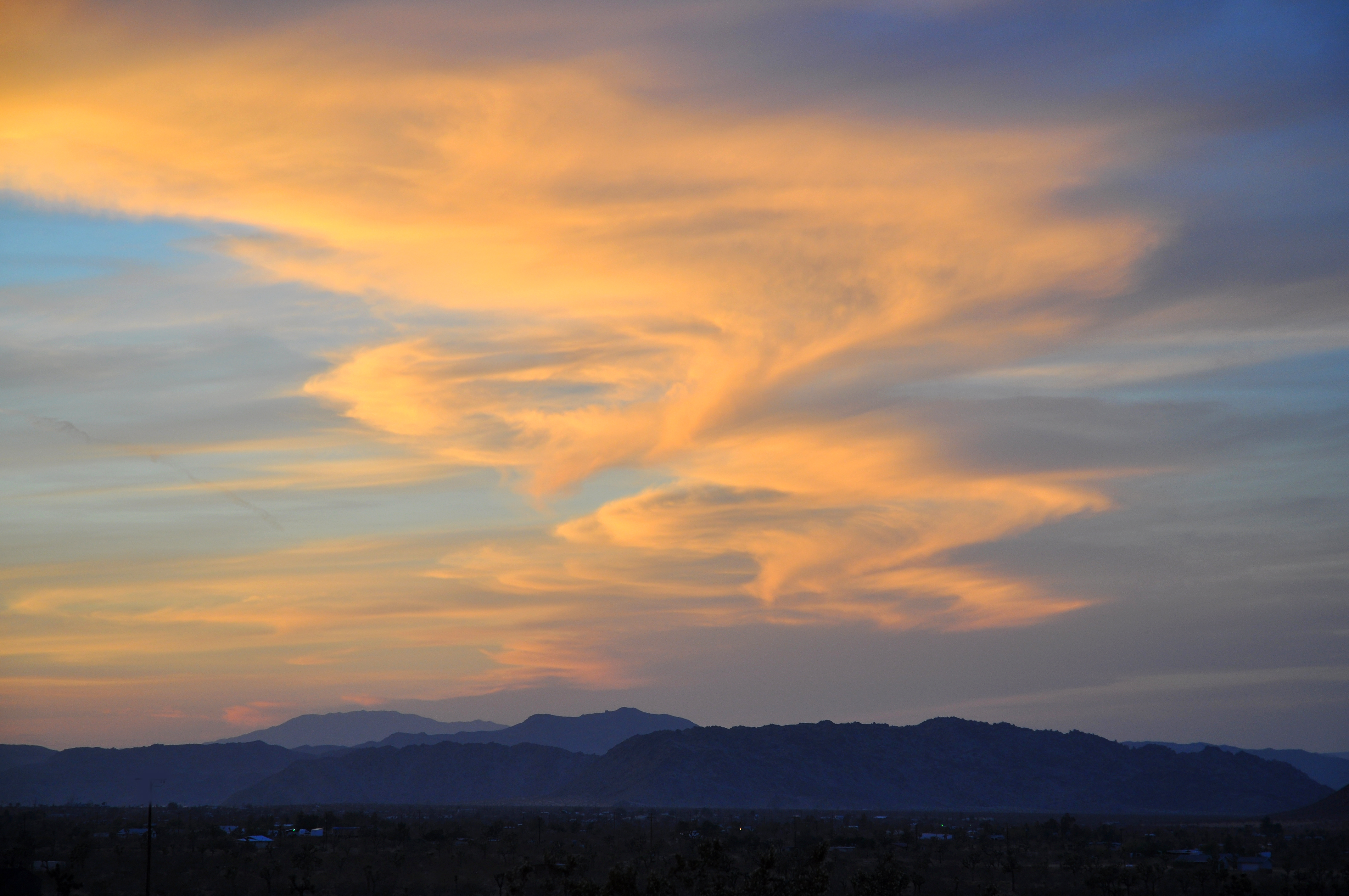
Cirrus fibratus intortus (Sợi xơ xoắn) hình thành một đường xoáy Kármán vào lúc chạng vạng tối

Các mô hình này được hình thành từ một hiện tượng được gọi là xoáy Kármán được đặt theo tên của kỹ sư và nhà động lực học chất lỏng Theodore von Kármán. Các đám mây do gió điều khiển có thể tạo thành các hàng song song theo hướng gió. Khi gió và mây gặp phải các đặc điểm trên đất liền ở độ cao lớn chẳng hạn như các hòn đảo nổi bật theo chiều thẳng đứng, chúng có thể tạo thành các xoáy xung quanh các khối đất cao làm cho các đám mây có hình dạng xoắn.

## Phân loại mây (tóm lược)

Các loại, tầng mây

Các đám mây được chia thành hai loại hình chính: mây lớp hay mây đối lưu. Chúng được gọi là mây tầng (Stratus, từ tiếng Latinh có nghĩa là tầng, lớp) và mây tích (Cumulus, từ tiếng Latinh có nghĩa là tích lũy, chồng đống). Hai dạng chính này được chia thành bốn nhóm nhỏ phân biệt theo cao độ của mây. Các đám mây được phân loại theo cao độ gốc của mây, không phải là đỉnh của nó. Hệ thống này được Luke Howard giới thiệu năm 1802 trong thuyết trình của hội Askesian.

### Mây cao (họ A)
Các hình thái này ở trên 5.000 m (16.500 ft), trong đới lạnh của tầng đối lưu. Chúng được biểu thị bởi tiền tố cirro- hay cirrus, nghĩa là mây ti. Ở cao độ này nước gần như đóng băng hoàn toàn vì thế mây là các tinh thể nước đá. Các đám mây có xu hướng là mỏng và yếu và thông thường là trong suốt.
Các mây trong họ A bao gồm:
- Mây ti (Cirrus)
- Cirrus uncinus
- Cirrus Kelvin-Helmholtz
- Mây ti tầng (Cirrostratus)
- Mây ti tích (Cirrocumulus)
- Cumulonimbus với pileus
- Vệt ngưng tụ (Contrail)

Vệt ngưng tụ là kiểu mây dài và mỏng được tạo ra như là kết quả của sự bay qua của máy bay phản lực ở cao độ lớn.

### Mây trung bình (họ B)

Mây trung tích

Các loại mây này chủ yếu ở cao độ khoảng 2.000 đến 5.000 m (6.500 đến 16.500 ft) và được biểu thị với tiền tố alto- (gốc Latinh, nghĩa là "cao"). Chúng thông thường là các giọt nước siêu lạnh.
Các mây trong họ B bao gồm:
- Mây trung tầng (Altostratus)
- Altostratus undulatus
- Mây trung tích (Altocumulus)
- Altocumulus undulatus
- Altocumulus mackerel sky
- Altocumulus castellanus
- Mây hình hột đậu

### Mây thấp (họ C)

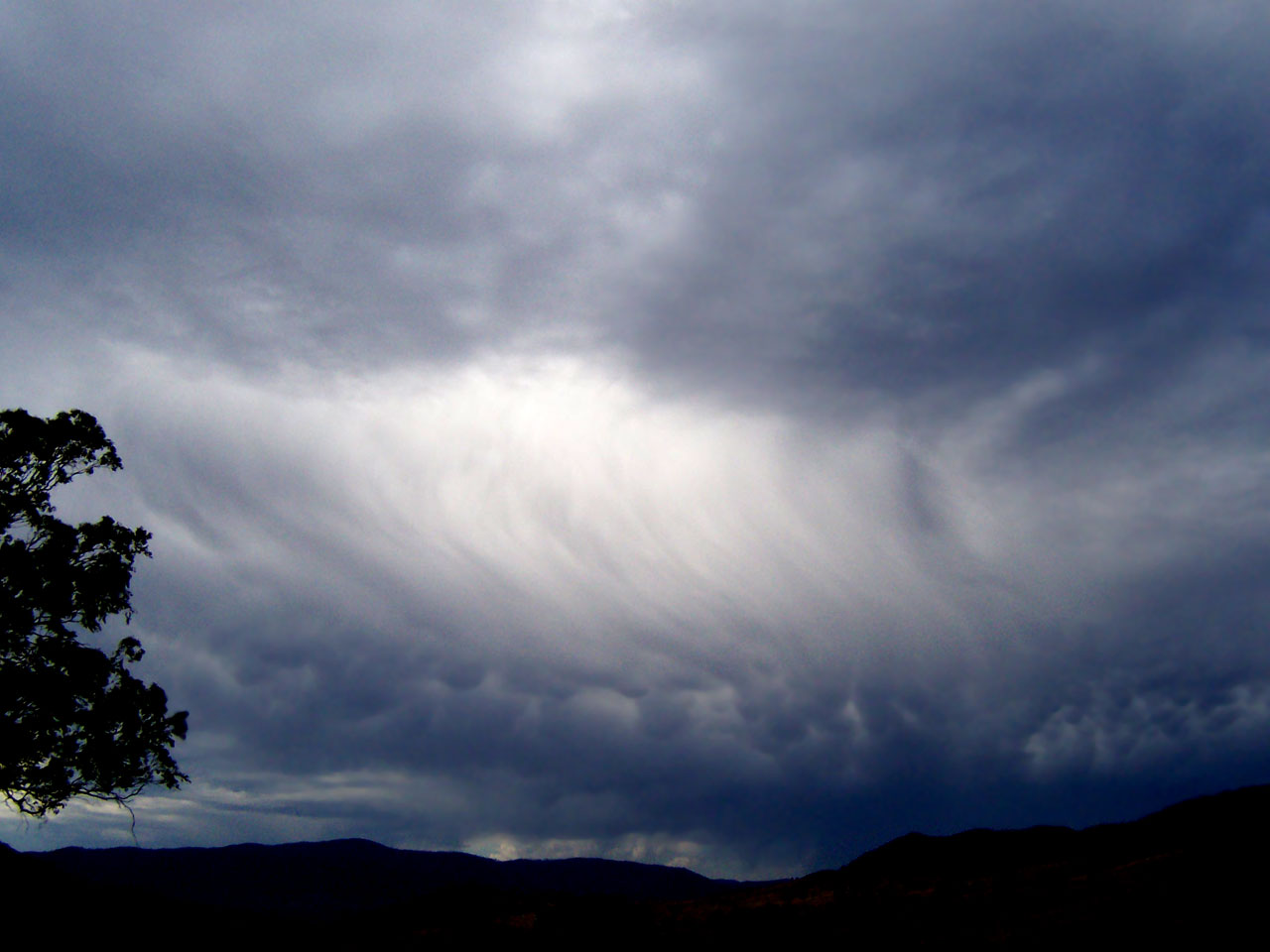
Một số mây thấp

Chúng được tạo ra dưới 2.000 m (6.500 ft) và bao gồm mây tầng (đặc và xám). Khi các mây tầng tiếp xúc với mặt đất, chúng được gọi là sương mù.
Các mây trong họ C bao gồm:
- Mây tầng (Stratus); không dày, độ cao thấp.
- Mây vũ tầng (Nimbostratus); rất dày, độ cao thấp đến trung bình.
- Cumulus humilis
- Cumulus mediocris
- Mây tầng tích (Stratocumulus)

### Các đám mây thẳng đứng (họ D)

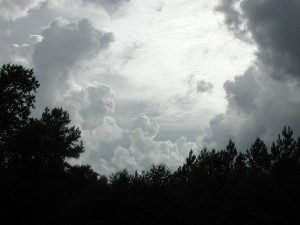
Đám mây vũ tích (Cumulonimbus) có khí lưu thốc mạnh lên cao.

Các mây này có thể có hướng thẳng đứng lên trên, rất cao so với gốc của chúng và có thể hình thành ở bất kỳ độ cao nào.
Các mây trong họ D bao gồm:
- Mây vũ tích (Cumulonimbus, liên kết với sự ngưng tụ nặng và mưa dông)
- Cumulus congestus
- Pyrocumulus
- Cumulonimbus incus
- Cumulonimbus calvus
- Cumulonimbus với mammatus

### Các loại mây khác
Có một số mây có thể tìm thấy ở phía trên tầng đối lưu; chúng bao gồm mây xà cừ và mây dạ quang, chúng hình thành ở tầng bình lưu và tầng trung lưu.

## Phân bố: Nơi các đám mây tầng đối lưu phổ biến nhất và ít phổ biến nhất

### Sự hội tụ dọc theo vùng áp suất thấp

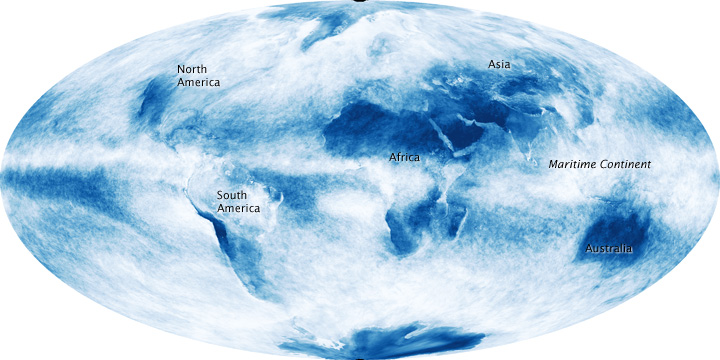
Mây bao phủ toàn cầu, tính trung bình trong tháng 10 năm 2009. Hình ảnh vệ tinh tổng hợp của NASA.

Mặc dù sự phân bố cục bộ của các đám mây có thể bị ảnh hưởng đáng kể bởi địa hình, nhưng mức độ phổ biến toàn cầu của mây che phủ trong tầng đối lưu có xu hướng thay đổi nhiều hơn theo vĩ độ. Nó phổ biến nhất trong và dọc theo các vùng áp suất thấp của hội tụ tầng đối lưu bề mặt bao quanh Trái đất gần xích đạo và gần vĩ độ 50 ở phía bắc và phía nam Bán cầu của trái đất. Các quá trình làm mát đoạn nhiệt dẫn đến việc tạo ra các đám mây bằng cách tác nhân nâng đều liên quan đến sự hội tụ; một quá trình liên quan đến luồng không khí thổi ngang và tích tụ không khí tại một vị trí nhất định, cũng như tốc độ mà điều này xảy ra. Gần xích đạo, lượng mây tăng lên là do sự hiện diện của áp suất thấp Vùng hội tụ giữa các vùng nhiệt đới (ITCZ), nơi không khí rất ấm và không ổn định tạo ra hầu hết là mây vũ tích và mây vũ tích. Hầu như bất kỳ loại mây nào cũng có thể hình thành dọc theo các đới hội tụ vĩ độ trung bình tùy thuộc vào độ ổn định và độ ẩm của không khí. Các đới hội tụ ngoại nhiệt đới này bị chiếm giữ bởi mặt cực nơi khối không khí có nguồn gốc địa cực gặp nhau và đụng độ với các đới có nguồn gốc nhiệt đới hoặc cận nhiệt đới. Điều này dẫn đến việc hình thành các xoáy thuận ngoại nhiệt đới bao gồm các hệ thống mây có thể ổn định hoặc không ổn định ở các mức độ khác nhau tùy theo đặc tính ổn định của các khối khí xung đột khác nhau.

### Sự phân kỳ dọc theo vùng áp suất cao
Sự phân kỳ ngược lại với sự hội tụ. Trong tầng đối lưu của Trái đất, nó liên quan đến luồng không khí thổi ngang từ phần trên của một cột không khí đang lên, hoặc từ phần dưới của một cột lún thường liên quan đến một khu vực hoặc đỉnh áp suất cao. Mây có xu hướng ít phổ biến nhất ở gần các cực và ở các vùng cận nhiệt đới gần với các điểm 30, bắc và nam. Cái sau đôi khi được gọi là vĩ độ ngựa. Sự hiện diện của một áp suất cao quy mô lớn sườn núi cận nhiệt đới ở mỗi bên của đường xích đạo làm giảm lượng mây ở các vĩ độ thấp này. Các mô hình tương tự cũng xảy ra ở các vĩ độ cao hơn ở cả hai bán cầu.

## Độ sáng, độ phản xạ và màu sắc
Độ chói hoặc độ sáng của một đám mây được xác định bởi cách ánh sáng phản xạ, phân tán và truyền bởi các hạt của đám mây. Độ sáng của nó cũng có thể bị ảnh hưởng bởi sự hiện diện của mây mù hoặc các chất quang điện như quầng sáng và cầu vồng. Trong tầng đối lưu, các đám mây sâu, dày đặc thể hiện độ phản xạ cao (70% đến 95%) trong suốt quang phổ khả kiến. Các hạt nước nhỏ được đóng gói dày đặc và ánh sáng mặt trời không thể xuyên sâu vào đám mây trước khi phản xạ ra ngoài, tạo cho đám mây có màu trắng đặc trưng, đặc biệt là khi nhìn từ trên xuống. Các giọt mây có xu hướng phân tán phát sáng hiệu quả, do đó cường độ của bức xạ mặt trời giảm theo độ sâu của khí. Do đó, cơ sở đám mây có thể thay đổi từ rất nhạt đến xám đen tùy thuộc vào độ dày của đám mây và lượng ánh sáng đang được phản xạ hoặc truyền trở lại người quan sát. Các đám mây tầng đối lưu mỏng cao phản xạ ít ánh sáng hơn do nồng độ tương đối thấp của các tinh thể băng thành phần hoặc các giọt nước siêu lạnh, dẫn đến hình dạng hơi trắng nhạt. Tuy nhiên, một đám mây tinh thể băng dày đặc xuất hiện màu trắng rực rỡ với bóng mờ màu xám rõ rệt vì độ phản xạ lớn hơn của nó.
Khi đám mây tầng đối lưu trưởng thành, các giọt nước dày đặc có thể kết hợp để tạo ra các giọt lớn hơn. Nếu các giọt trở nên quá lớn và nặng không thể giữ được trong không khí lưu thông, chúng sẽ rơi ra khỏi đám mây dưới dạng mưa. Bằng quá trình tích tụ này, không gian giữa các giọt ngày càng trở nên lớn hơn, cho phép ánh sáng xuyên sâu hơn vào đám mây. Nếu đám mây đủ lớn và các giọt bên trong được đặt cách nhau đủ xa, một phần trăm ánh sáng đi vào đám mây không bị phản xạ lại mà bị hấp thụ làm cho đám mây trông tối hơn. Một ví dụ đơn giản về điều này là một người có thể nhìn xa hơn trong mưa lớn hơn là trong sương mù dày đặc. Quá trình phản xạ/hấp thụ là nguyên nhân gây ra dải màu của đám mây từ trắng đến đen.
Màu sắc của đám mây nổi bật có thể được nhìn thấy ở bất kỳ độ cao nào, với màu của đám mây thường giống với ánh sáng tới. Vào ban ngày khi mặt trời tương đối cao trên bầu trời, các đám mây tầng đối lưu thường xuất hiện màu trắng sáng ở phía trên với các sắc thái xám khác nhau bên dưới. Những đám mây mỏng có thể trông có màu trắng hoặc có vẻ đã có màu của môi trường hoặc nền của chúng. Các đám mây màu đỏ, cam và hồng hầu như xuất hiện hoàn toàn vào lúc mặt trời mọc/lặn và là kết quả của sự tán xạ ánh sáng mặt trời bởi bầu khí quyển. Khi mặt trời ở ngay dưới đường chân trời, các đám mây ở tầng thấp có màu xám, các đám mây ở giữa có màu hồng phấn và các đám mây ở tầng cao có màu trắng hoặc trắng nhạt. Những đám mây vào ban đêm có màu đen hoặc xám đen trên bầu trời không có trăng, hoặc có màu trắng khi được mặt trăng chiếu sáng. Chúng cũng có thể phản ánh màu sắc của đám cháy lớn, ánh đèn thành phố hoặc cực quang có thể hiện diện.
Một đám mây vũ tích xuất hiện có màu xanh lục hoặc hơi xanh là dấu hiệu cho thấy nó chứa lượng nước cực cao; mưa đá hoặc mưa làm tán xạ ánh sáng theo cách làm cho đám mây có màu xanh lam. Màu xanh lục chủ yếu xảy ra vào cuối ngày khi mặt trời tương đối thấp trên bầu trời và ánh sáng mặt trời tới có màu hơi đỏ xuất hiện màu xanh lục khi chiếu sáng một đám mây hơi xanh rất cao. Các cơn bão loại Supercell thường có đặc điểm như vậy nhưng bất kỳ cơn bão nào cũng có thể xuất hiện theo cách này. Màu sắc như thế này không trực tiếp chỉ ra rằng đó là một cơn giông bão nghiêm trọng, nó chỉ xác nhận tiềm năng của nó. Vì màu xanh lá cây/xanh lam biểu thị lượng nước dồi dào, dòng nước mạnh để hỗ trợ nó, gió lớn từ cơn bão đổ ra và mưa đá ướt; tất cả các yếu tố cải thiện cơ hội để nó trở nên nghiêm trọng, tất cả đều có thể được suy ra từ điều này. Ngoài ra, dòng hải lưu càng mạnh, bão càng có khả năng trải qua lốc xoáy và tạo ra mưa đá lớn và gió lớn.
Những đám mây hơi vàng có thể được nhìn thấy trong tầng đối lưu vào cuối mùa xuân đến những tháng đầu mùa thu trong mùa cháy rừng. Màu vàng là do sự hiện diện của các chất ô nhiễm trong khói. Các đám mây màu vàng là do sự hiện diện của nitơ điôxít và đôi khi được nhìn thấy ở các khu vực đô thị có mức độ ô nhiễm không khí cao.

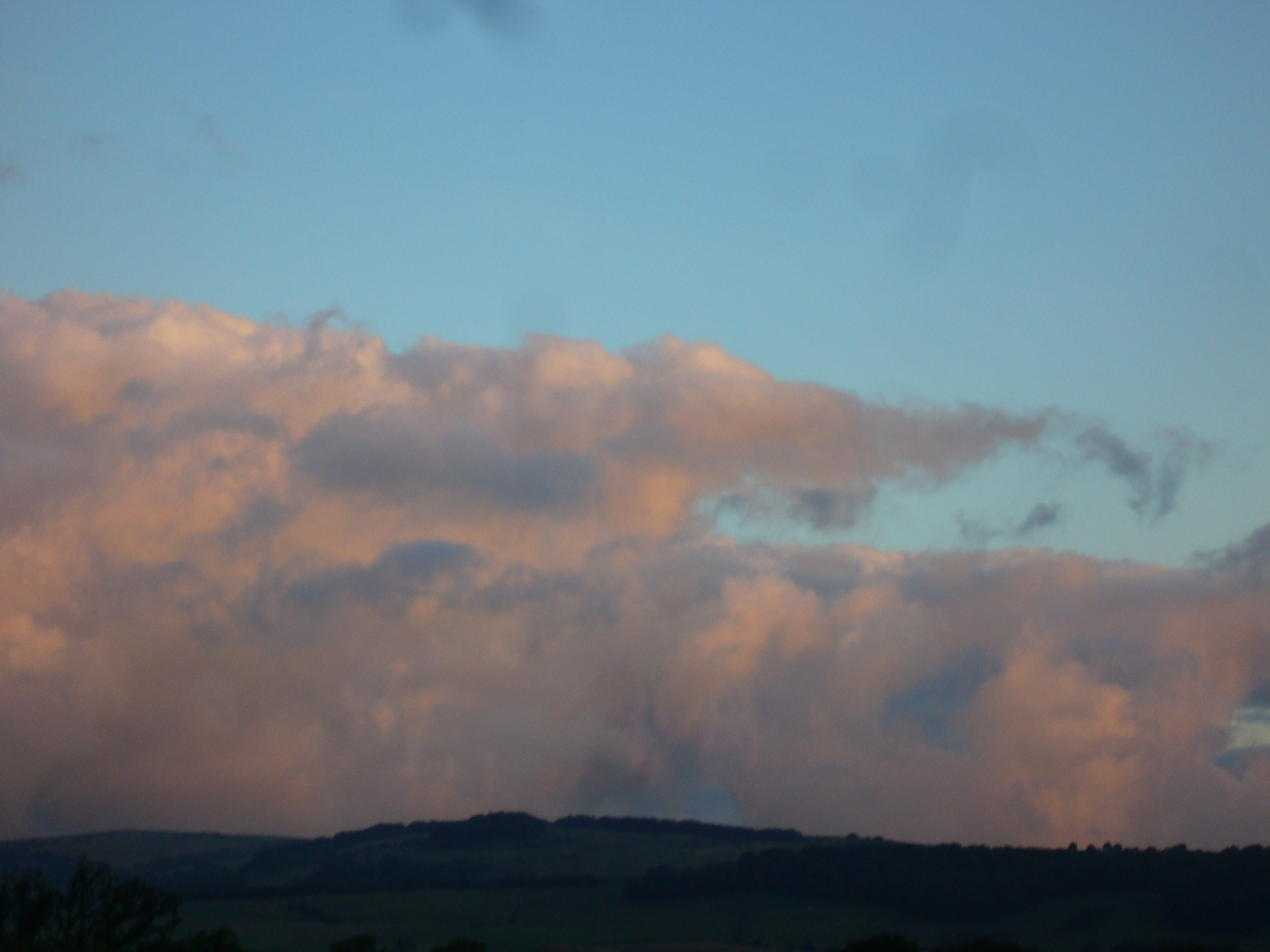
Mây Tích tầng dạng tầng (Stratocumulus stratiformis) và lâu đài (castellanus) nhỏ có màu cam do mặt trời mọc
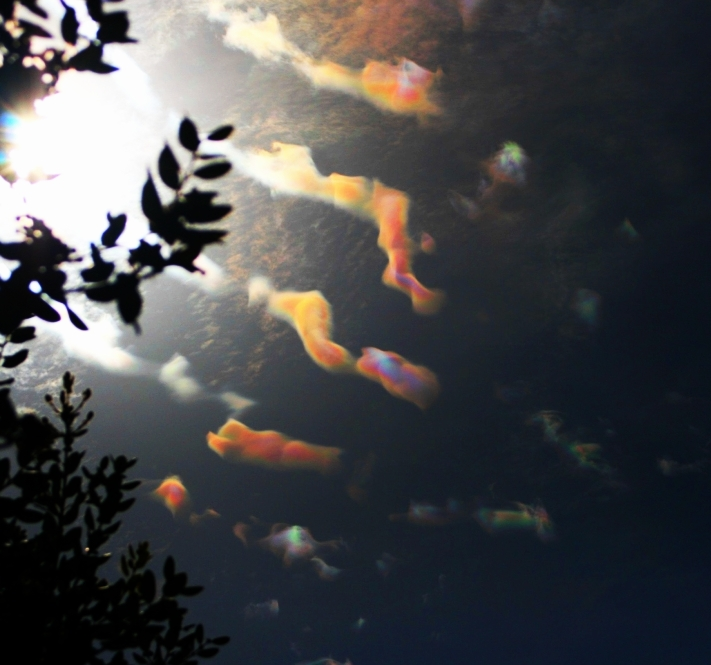
Sự xuất hiện của mây ánh kim với mây tích cao (altocumulus volutus) và Mây Tích mây dạng tầng (Cirrocumulus stratiformis)
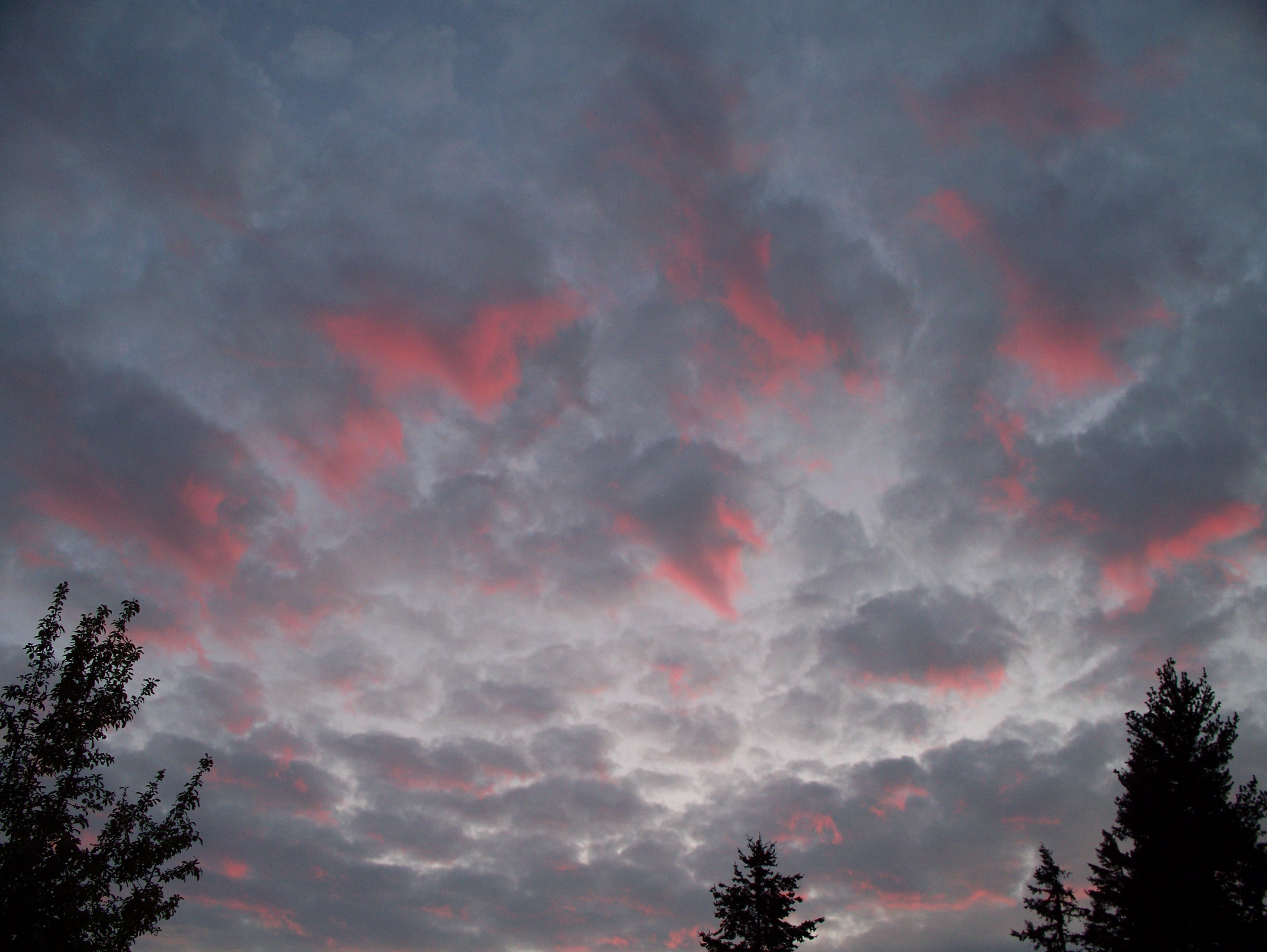
Hoàng hôn phản chiếu sắc thái màu hồng lên mây tầng mây tích tầng trong mờ (stratocumulus stratiformis Translucidus) xám (trở thành perlucidus (trong suốt) trong nền)
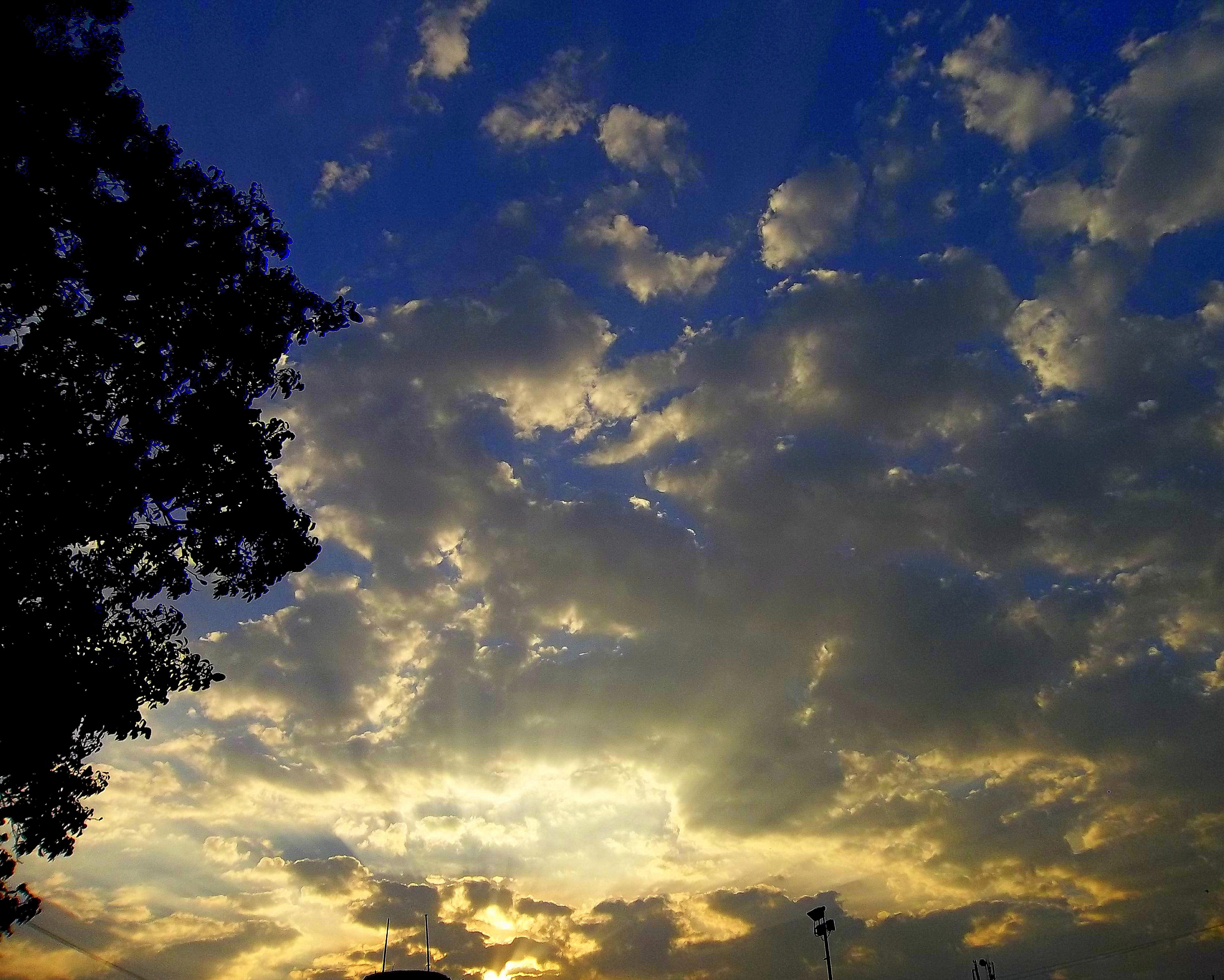
Mây tích dạng tầng trong suốt (Stratocumulus stratiformis perlucidus) trước khi mặt trời lặn. Bangalore, Ấn Độ.
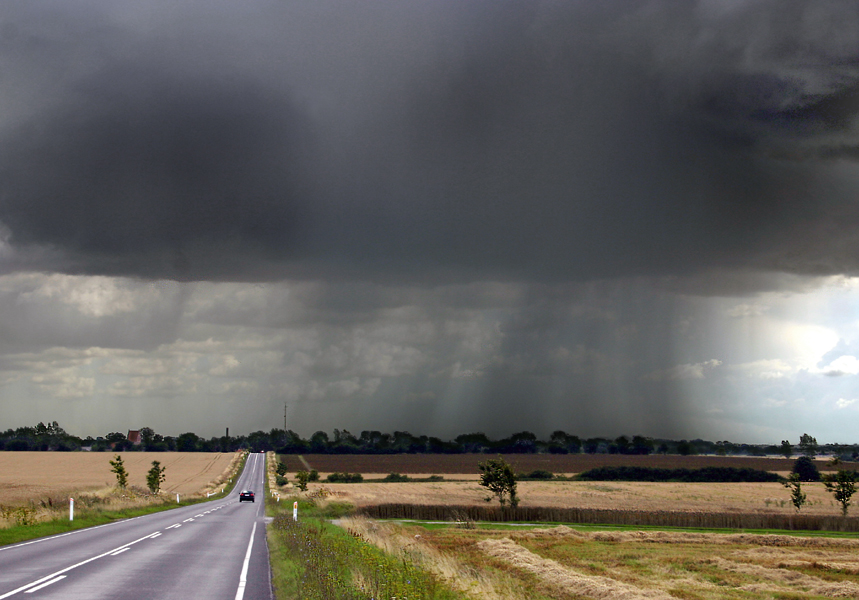
Cuối mùa hè mưa ở Đan Mạch. Màu gần như đen của lớp nền cho thấy đám mây chính ở phía trước có lẽ là vũ tích.
Các hạt trong khí quyển và góc của mặt trời làm tăng màu sắc của mây tích tầng sinh tích (stratocumulus cumulogenitus) vào buổi tối chạng vạng

## Ảnh hưởng đến tầng đối lưu, khí hậu và biến đổi khí hậu
Các đám mây tầng đối lưu có nhiều ảnh hưởng đến khí hậu và tầng đối lưu của Trái đất. Đầu tiên và quan trọng nhất, chúng là nguồn tạo ra lượng mưa, do đó ảnh hưởng lớn đến sự phân bố và lượng mưa. Do tính nổi khác biệt của chúng so với không khí không có mây xung quanh, các đám mây có thể được liên kết với các chuyển động thẳng đứng của không khí có thể là đối lưu, trực diện hoặc xoáy thuận. Chuyển động hướng lên nếu các đám mây ít dày đặc hơn vì sự ngưng tụ của hơi nước sẽ giải phóng nhiệt, làm ấm không khí và do đó làm giảm mật độ của nó. Điều này có thể dẫn đến chuyển động đi xuống vì sự nâng lên của không khí dẫn đến việc làm mát làm tăng mật độ của nó. Tất cả những tác động này phụ thuộc một cách tinh tế vào nhiệt độ theo chiều thẳng đứng và cấu trúc độ ẩm của khí quyển và dẫn đến sự phân bố lại nhiệt lớn ảnh hưởng đến khí hậu Trái đất.
Sự phức tạp và đa dạng của các đám mây trong tầng đối lưu là lý do chính gây khó khăn trong việc định lượng ảnh hưởng của các đám mây đối với khí hậu và biến đổi khí hậu. Một mặt, các ngọn mây trắng thúc đẩy quá trình làm mát bề mặt Trái đất bằng cách phản xạ bức xạ sóng ngắn (nhìn thấy và hồng ngoại gần) từ mặt trời, làm giảm lượng bức xạ mặt trời được hấp thụ trên bề mặt, tăng cường albedo của Trái đất. Phần lớn ánh sáng mặt trời chiếu tới mặt đất bị hấp thụ, làm ấm bề mặt, bức xạ này phát ra bức xạ có bước sóng dài hơn, tia hồng ngoại. Tuy nhiên, ở những bước sóng này, nước trong các đám mây hoạt động như một chất hấp thụ hiệu quả. Nước phản ứng bằng cách bức xạ, cũng trong tia hồng ngoại, cả hướng lên và hướng xuống, và bức xạ sóng dài đi xuống làm tăng sự ấm lên ở bề mặt. Điều này tương tự với hiệu ứng nhà kính của khí nhà kính và hơi nước.
Các kiểu chi cấp cao đặc biệt cho thấy tính hai mặt này với cả hiệu ứng làm mát albedo sóng ngắn và sóng dài làm nóng nhà kính. Nhìn chung, các đám mây tinh thể băng ở tầng đối lưu trên (mây ti) có xu hướng ưa thích sự nóng lên của mạng lưới. Tuy nhiên, hiệu ứng làm mát lại chiếm ưu thế với các đám mây ở mức độ trung bình và thấp, đặc biệt là khi chúng hình thành ở dạng tấm rộng. Các phép đo của NASA chỉ ra rằng về tổng thể, tác động của các đám mây tầng thấp và tầng trung bình có xu hướng thúc đẩy quá trình làm mát lớn hơn tác động ấm lên của các tầng cao và các kết quả thay đổi liên quan đến các đám mây phát triển theo chiều thẳng đứng.
Việc đánh giá ảnh hưởng của các đám mây hiện tại đối với khí hậu hiện tại đã khó, dự đoán những thay đổi về mô hình và đặc tính của đám mây trong tương lai, khí hậu ấm hơn và kết quả của đám mây ảnh hưởng đến khí hậu trong tương lai còn khó khăn hơn. Trong khí hậu ấm hơn, nhiều nước hơn sẽ đi vào khí quyển bằng cách bốc hơi ở bề mặt; do các đám mây được hình thành từ hơi nước, nên lượng mây sẽ tăng lên. Nhưng trong khí hậu ấm hơn, nhiệt độ cao hơn sẽ có xu hướng làm bốc hơi các đám mây. Cả hai tuyên bố này đều được coi là chính xác và cả hai hiện tượng, được gọi là phản hồi của đám mây, đều được tìm thấy trong các tính toán mô hình khí hậu. Nói rộng ra, nếu các đám mây, đặc biệt là các đám mây thấp, tăng lên trong khí hậu ấm hơn, thì hiệu ứng làm mát dẫn đến phản hồi tiêu cực trong phản ứng khí hậu đối với sự gia tăng khí nhà kính. Nhưng nếu các đám mây thấp giảm, hoặc nếu các đám mây cao tăng lên, thì phản hồi là tích cực. Số lượng khác nhau của những phản hồi này là lý do chính dẫn đến sự khác biệt về Độ nhạy cảm với khí hậu của các mô hình khí hậu toàn cầu hiện tại. Do đó, nhiều nghiên cứu đã tập trung vào phản ứng của các đám mây thấp và thẳng đứng đối với khí hậu đang thay đổi. Tuy nhiên, các mô hình toàn cầu hàng đầu tạo ra các kết quả khá khác nhau, với một số cho thấy các đám mây thấp đang tăng lên và các mô hình khác cho thấy giảm. Vì những lý do này, vai trò của các đám mây tầng đối lưu trong việc điều chỉnh thời tiết và khí hậu vẫn là nguồn không chắc chắn hàng đầu trong các dự báo về sự nóng lên toàn cầu.

## Sự mờ toàn cầu (tóm lược)
Gần đây, người ta nhận ra hiện tượng sự mờ toàn cầu được cho là sinh ra bởi sự thay đổi hệ số phản xạ ánh sáng của các đám mây do sự có mặt ngày càng tăng của các hạt treo lơ lửng và các loại hạt khác trong khí quyển.

## Tầng bình lưu cực

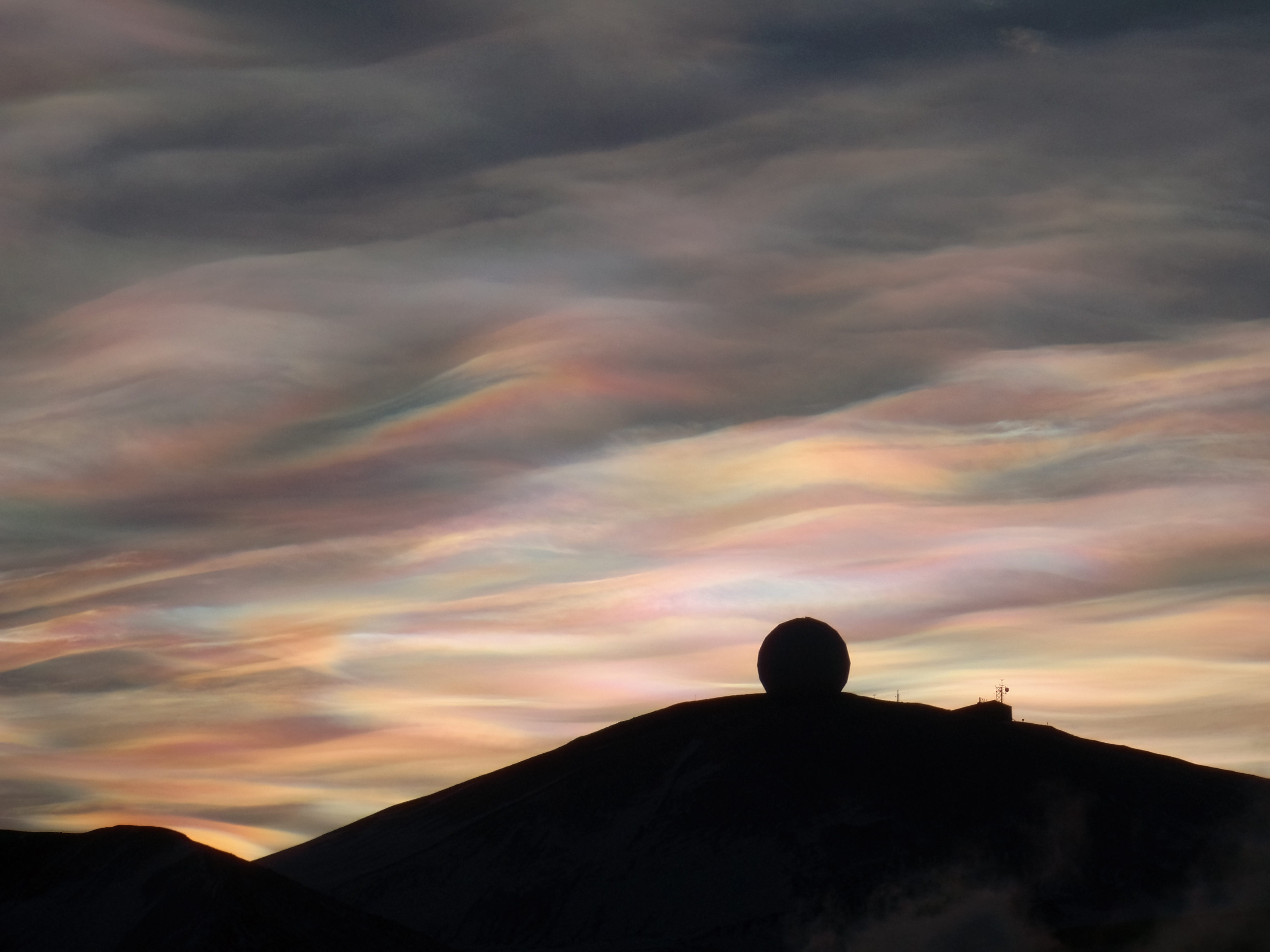
Những đám mây xà cừ dạng thấu kính trên Nam Cực

Các Mây tầng bình lưu (PSC) hình thành  ở phần thấp nhất của tầng bình lưu trong mùa đông, ở độ cao và trong mùa tạo ra nhiệt độ lạnh nhất và do đó, cơ hội tốt nhất để kích hoạt ngưng tụ do đoạn nhiệt làm mát. Độ ẩm khan hiếm trong tầng bình lưu, vì vậy mây xà cừ và không xà cừ ở phạm vi độ cao này bị hạn chế ở các vùng cực vào mùa đông, nơi không khí lạnh nhất.
PSC cho thấy một số thay đổi về cấu trúc theo thành phần hóa học và điều kiện khí quyển của chúng, nhưng được giới hạn trong một phạm vi độ cao rất cao duy nhất là khoảng 15.000–25.000 m (49.200–82.000 ft), vì vậy chúng không được phân loại thành các mức độ cao, loại chi, loài hoặc giống. Không có danh pháp Latinh theo cách gọi của các đám mây tầng đối lưu, mà là các tên mô tả sử dụng tiếng Anh thông dụng.
Axit nitric siêu lạnh và nước PSC, đôi khi được gọi là loại 1, thường có hình dạng phân tầng giống như mây ti hoặc sương mù, nhưng vì chúng không đông đặc thành tinh thể nên không hiển thị màu phấn của các loại xà cừ. Loại PSC này đã được xác định là nguyên nhân gây ra sự suy giảm tầng ôzôn ở tầng bình lưu. Các loại xà cừ đông lạnh thường rất mỏng với màu sắc như ngọc trai và xuất hiện dạng vòng tròn hoặc dạng thấu kính (dạng tầng) nhấp nhô. Chúng đôi khi được gọi là loại 2.

## Cực trung quyển

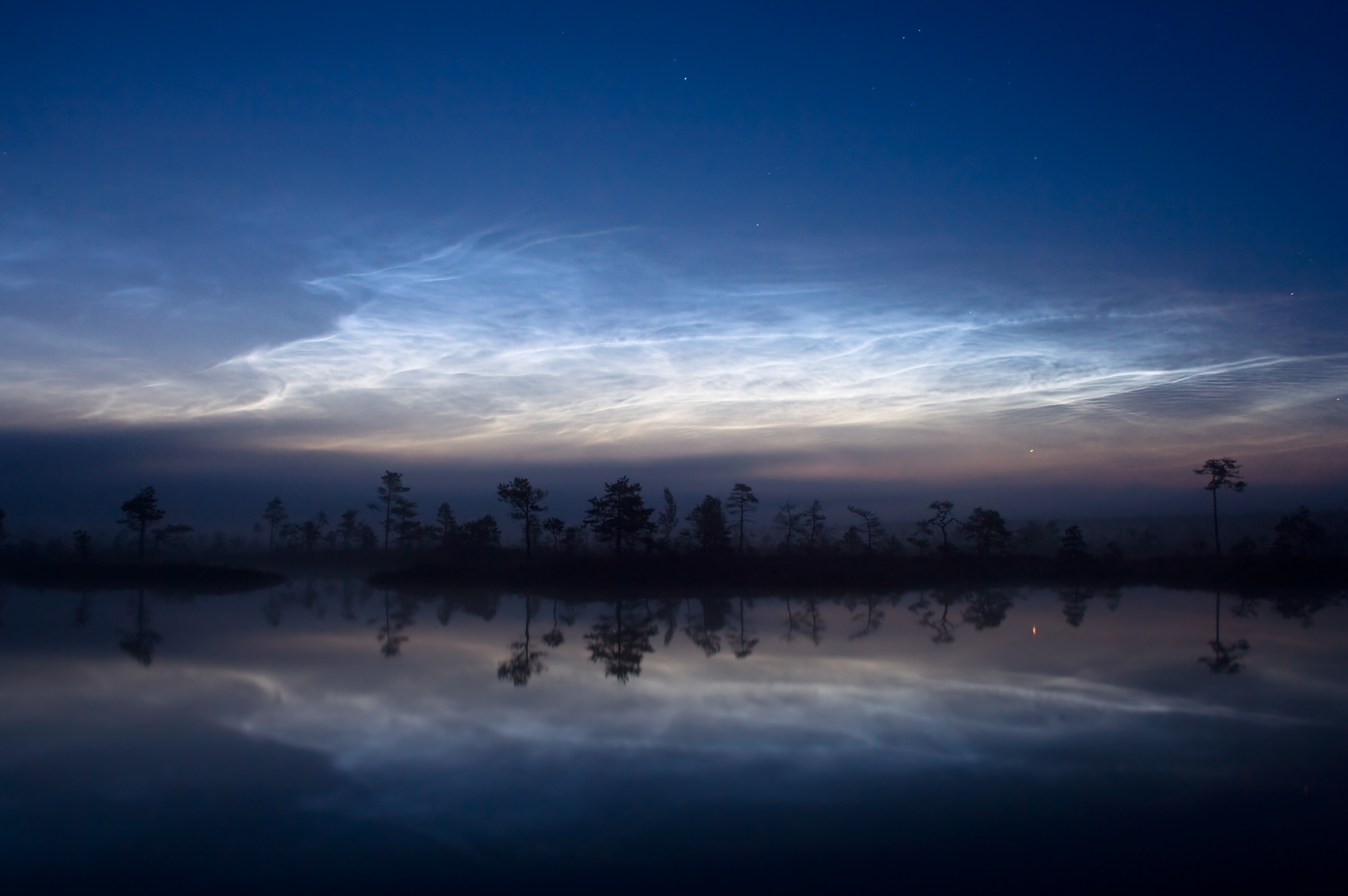
Đám mây dạ quang ở Estonia

Các Mây tầng bình lưu  hình thành ở phạm vi độ cao cực hạn khoảng 80 đến 85 km (50 đến 53 mi). Chúng được đặt tên theo tiếng Latinh mây dạ quang vì khả năng chiếu sáng của chúng rất tốt sau khi mặt trời lặn và trước khi mặt trời mọc. Chúng thường có màu hơi xanh hoặc trắng bạc, có thể giống như những hạt ti được chiếu sáng rực rỡ. Các đám mây dạ quang đôi khi có thể có nhiều màu đỏ hoặc cam hơn. Chúng không phổ biến hoặc không đủ rộng rãi để có ảnh hưởng đáng kể đến khí hậu. Tuy nhiên, tần suất xuất hiện ngày càng nhiều của các đám mây dạ quang kể từ thế kỷ 19 có thể là kết quả của biến đổi khí hậu.
Mây dạ quang là cao nhất trong khí quyển và hình thành gần đỉnh của tầng trung lưu ở độ cao gấp mười lần độ cao của mây tầng đối lưu. Từ mặt đất, đôi khi chúng có thể được nhìn thấy bởi mặt trời chiếu sáng trong chạng vạng sâu. Nghiên cứu đang tiến hành chỉ ra rằng lực nâng đối lưu trong tầng trung quyển đủ mạnh trong suốt mùa hè cực để gây ra sự làm mát đoạn nhiệt của một lượng nhỏ hơi nước đến điểm bão hòa. Điều này có xu hướng tạo ra nhiệt độ lạnh nhất trong toàn bộ khí quyển ngay dưới trung bình. Những điều kiện này dẫn đến môi trường tốt nhất cho sự hình thành của các đám mây thượng quyển địa cực. Cũng có bằng chứng cho thấy các hạt khói từ các thiên thạch bốc cháy cung cấp nhiều hạt nhân ngưng tụ cần thiết để hình thành đám mây dạ quang.
Mây dạ quang có bốn loại chính dựa trên cấu trúc vật lý và hình dáng bên ngoài. Các mạng che mặt loại I rất mỏng manh và thiếu cấu trúc rõ ràng, hơi giống như sợi xơ vữa (tức mây sợi) hoặc tiều bì kém xác định. Dải loại II là những vệt dài thường xuất hiện trong các nhóm sắp xếp gần như song song với nhau. Chúng thường có khoảng cách rộng hơn so với các dải hoặc các phần tử được nhìn thấy với các đám mây hình tròn. Dòng chảy dạng III là sự sắp xếp của các vệt ngắn gần nhau, gần như song song, gần như giống với ti. Xoáy nước loại IV là một phần hoặc hiếm hơn là các vòng mây hoàn chỉnh với các tâm tối.
Sự phân bố ở tầng trung lưu tương tự như tầng bình lưu ngoại trừ ở độ cao lớn hơn nhiều. Do nhu cầu làm mát tối đa hơi nước để tạo ra các đám mây dạ quang, sự phân bố của chúng có xu hướng bị hạn chế ở các vùng cực của Trái đất. Một sự khác biệt lớn theo mùa là lực nâng đối lưu từ bên dưới tầng trung quyển đẩy hơi nước rất khan hiếm lên các độ cao lạnh hơn cần thiết để hình thành mây trong các mùa hè tương ứng ở bán cầu bắc và nam. Rất hiếm khi nhìn thấy ở phía nam của cực bắc hoặc phía bắc của cực nam 45 độ.

## Màu sắc mây

Một ví dụ về màu sắc của mây.

Màu sắc của mây cho ta biết nhiều về những gì đang diễn ra trong mây.
Mây tạo thành khi hơi nước bốc lên, gặp lạnh và ngưng tụ trong không khí như những giọt nhỏ. Các hạt nhỏ này là tương đối đặc và ánh sáng không thể đi sâu vào trong mây trước khi nó bị phản xạ ra ngoài, tạo cho mây có màu đặc trưng là màu trắng. Khi mây dày hơn, các giọt có thể liên kết lại để tạo ra các giọt to hơn, sau đó khi đủ lớn, chúng rơi xuống đất như là mưa. Trong quá trình tích lũy, không gian giữa các giọt trở nên lớn dần lên, cho phép ánh sáng đi sâu hơn nữa vào trong mây. Nếu như mây đủ lớn, và các giọt nước đủ xa nhau, thì sẽ có rất ít ánh sáng mà đã đi vào trong mây là có khả năng phản xạ ngược trở lại ra ngoài trước khi chúng bị hấp thụ. Quá trình phản xạ/hấp thụ này là cái dẫn đến một loạt các loại màu khác nhau của mây, từ trắng tới xám và đen.
Các màu khác xuất hiện tự nhiên trong mây. Màu xám ánh lam là kết quả của tán xạ ánh sáng trong mây. Trong quang phổ, màu lam và lục là có bước sóng tương đối ngắn, trong khi đỏ và vàng là có bước sóng dài. Các tia sóng ngắn dễ dàng bị tán xạ bởi các giọt nước, và các tia sóng dài dễ bị hấp thụ. Màu xám ánh lam là chứng cứ cho thấy sự tán xạ được tạo ra bởi các giọt nước có kích thước đạt tới mức độ tạo mưa có trong mây.
Những màu xấu được quan sát trước khi có những hiện tượng thời tiết khắc nghiệt. Màu ánh lục của mây được tạo ra khi ánh sáng bị tán xạ bởi nước đá. Các đám mây cumulonimbus có màu ánh lục là dấu hiệu của mưa to, mưa đá, gió mạnh và có thể là vòi rồng.
Màu mây ánh vàng hiếm hơn, nhưng có thể diễn ra trong các tháng từ cuối mùa xuân đến đầu mùa thu do cháy rừng. Màu vàng có lẽ tạo ra do sự hiện diện của khói.
Mây đỏ, da cam, hồng xảy ra chủ yếu vào lúc bình minh hay hoàng hôn, và chúng là kết quả của sự tán xạ ánh sáng của khí quyển. Mây tự bản thân nó không có những màu này, chúng chỉ phản xạ các tia sóng dài (không tán xạ) của ánh sáng là những bước sóng chính trong khoảng thời gian đó. Buổi chiều trước khi có vòi rồng ở Edmonton, Alberta năm 1987, người dân Edmonton đã quan sát thấy màu đỏ về phía mặt trời của các đám mây và màu đen thẫm về phía tối của chúng. Trong trường hợp này, ngạn ngữ "bầu trời đỏ buổi đêm, thủy thủ vui sướng" (red sky at night, sailor's delight) là hoàn toàn sai.

## Ngoài trái đất
Mây che phủ đã được nhìn thấy trên hầu hết các hành tinh khác trong Hệ mặt trời. Các đám mây dày của Sao Kim được cấu tạo bởi sulfur dioxide (do hoạt động của núi lửa) và dường như gần như hoàn toàn là dạng địa tầng. Chúng được sắp xếp thành ba lớp chính ở độ cao từ 45 đến 65 km che khuất bề mặt của hành tinh và có thể tạo ra virga. Không có loại vũ tích nhúng nào được xác định, nhưng các hình thành sóng địa tầng bị phá vỡ đôi khi được nhìn thấy ở lớp trên cùng để lộ ra nhiều đám mây lớp liên tục bên dưới. Trên Sao Hỏa, dạ quang, thạch ti, thạch nhũ và địa tầng cấu tạo từ băng nước đã được phát hiện hầu hết ở gần các cực. Sương mù băng nước cũng đã được phát hiện trên sao Hỏa.
Cả Sao Mộc và Sao Thổ đều có tầng mây hình vòng tròn bên ngoài bao gồm amoniac, một lớp mây mù dạng tầng trung gian được tạo thành từ amoni hydrosulfide, và một tầng bên trong của các đám mây nước tích. Các vũ tích nhúng được biết là tồn tại gần Great Red Spot trên Sao Mộc. Có thể tìm thấy các loại cùng loại bao gồm Sao Thiên Vương và Sao Hải Vương, nhưng tất cả đều được cấu tạo từ methane. Mặt trăng Titan của Sao Thổ có các đám mây ti được cho là có thành phần chủ yếu là mêtan. Sứ mệnh Cassini – Huygens, Sao Thổ đã khám phá ra bằng chứng về các đám mây ở tầng bình lưu ở cực và chu trình mêtan trên Titan, bao gồm các hồ gần các cực và các kênh phù sa trên bề mặt của mặt trăng.
Một số hành tinh bên ngoài Hệ Mặt trời được biết là có các đám mây khí quyển. Vào tháng 10 năm 2013, việc phát hiện các đám mây quang học dày ở độ cao trong khí quyển của exoplanet về Kepler-7b đã được công bố, và, vào tháng 12 năm 2013, trong bầu khí quyển của GJ 436 b và GJ 1214 b.

## Trong văn hóa và tôn giáo

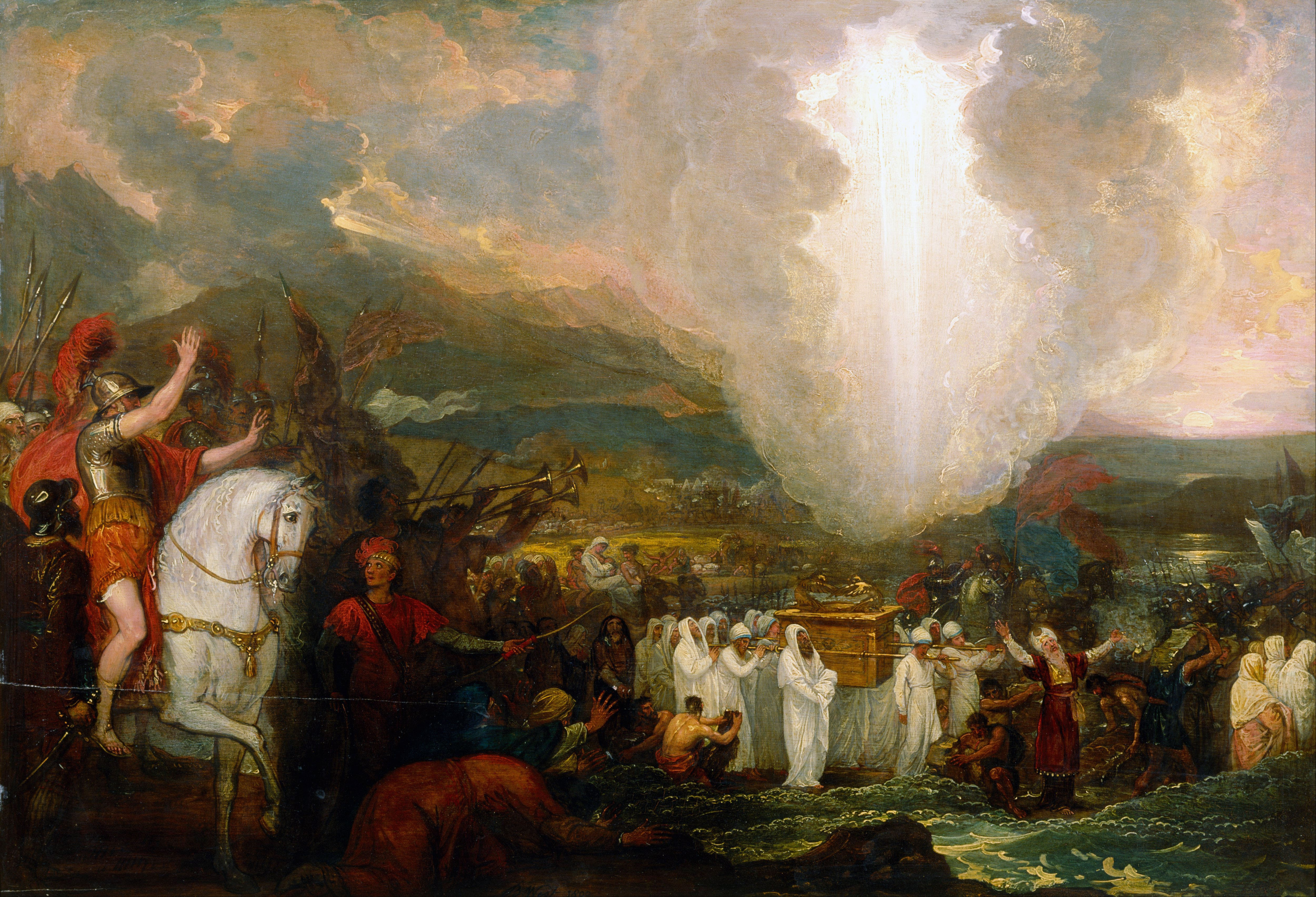
Joshua Đi qua sông Jordan với Hòm Giao ước (1800) của Benjamin West, cho thấy Yahweh dẫn dắt dân Y-sơ-ra-ên băng qua sa mạc dưới hình thức cột mây, như được mô tả trong

Các đám mây đóng một vai trò quan trọng trong thần thoại hoặc phi khoa học trong các nền văn hóa và truyền thống tôn giáo khác nhau. Akkadians cổ đại tin rằng những đám mây (trong khí tượng học, có lẽ là đặc điểm bổ sung mamma) là bộ ngực của nữ thần bầu trời Antu và cơn mưa đó là sữa từ ngực cô ấy. Trong Exodus 13:21–22, Yahweh là được mô tả là dẫn đường cho người Y-sơ-ra-ên băng qua sa mạc dưới hình dạng "Cột mây" vào ban ngày và "Cột lửa" vào ban đêm. Trong Mandaeism, các uthra (các thiên thể) đôi khi cũng được đề cập là đang ở anana ("mây"; v.v., trong Right Ginza Sách 17, Chương 1), mà cũng có thể được hiểu là nữ phối ngẫu.
Trong hài kịch Hy Lạp cổ đại The Clouds, được viết bởi Aristophanes và được trình diễn lần đầu tiên tại City Dionysia vào năm 423 trước Công nguyên, nhà triết học Socrates tuyên bố rằng Mây là vị thần thực sự duy nhất và nói với nhân vật chính Strepsiades không được tôn thờ bất kỳ vị thần nào khác ngoài Mây, mà chỉ để tỏ lòng tôn kính với họ. Trong vở kịch, Những đám mây thay đổi hình dạng để lộ bản chất thật của bất kỳ ai đang nhìn chúng, biến thành nhân mã trước mắt một chính trị gia tóc dài, sói trước mắt Embezzlement Simon, hươu trước mắt kẻ hèn nhát Cleonymus, và những người phụ nữ phàm trần trước sự xuất hiện của con người ẻo lả người cung cấp thông tin; Cleisthenes. Họ được ca ngợi là nguồn cảm hứng cho các nhà thơ và triết gia truyện tranh;
 họ là bậc thầy về hùng biện, về tài hùng biện và ngụy biện giống như "bạn bè" của họ.
Trong Trung Quốc, mây là biểu tượng của sự may mắn và hạnh phúc. Những đám mây chồng chất (trong khí tượng học, có lẽ là những đám mây trùng lặp) được cho là ngụ ý hạnh phúc vĩnh cửu và những đám mây với nhiều màu sắc khác nhau được cho là biểu thị "phước lành được nhân lên".
Ngắm nhìn đám mây hay nhìn đám mây là một hoạt động phổ biến của trẻ em liên quan đến việc ngắm nhìn những đám mây và tìm kiếm hình dạng của chúng, một dạng pareidolia.

## Ở Việt Nam
Trong các hát bài hát như:
1. "Áng mây buồn" (Cẩm Ly),

1. "Mây và Núi" (The Bells),
2. "Clouds" (One Direction),
3. "Mây và Gió'" (JoyBle)...,

Trong các câu chuyện và bộ phim như:
1. Truyện "Cô dâu chuột",...
2. Phim "Là mây trên bầu trời của ai đó" (Việt Nam),
3. "Mây họa ánh trăng" (Hàn Quốc),...
4. Mascot "Lady Mây" (do Myra Trần thể hiện) trong chương trình Ca sĩ mặt nạ.

## Xem thêm

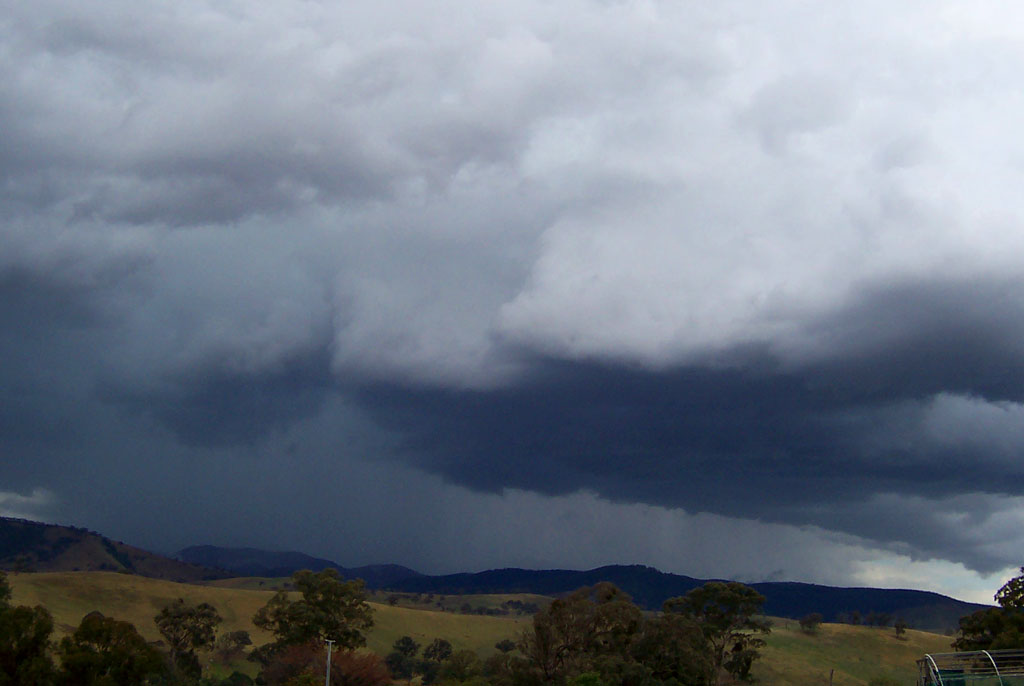
Những đám mây thấp